# 常滑市

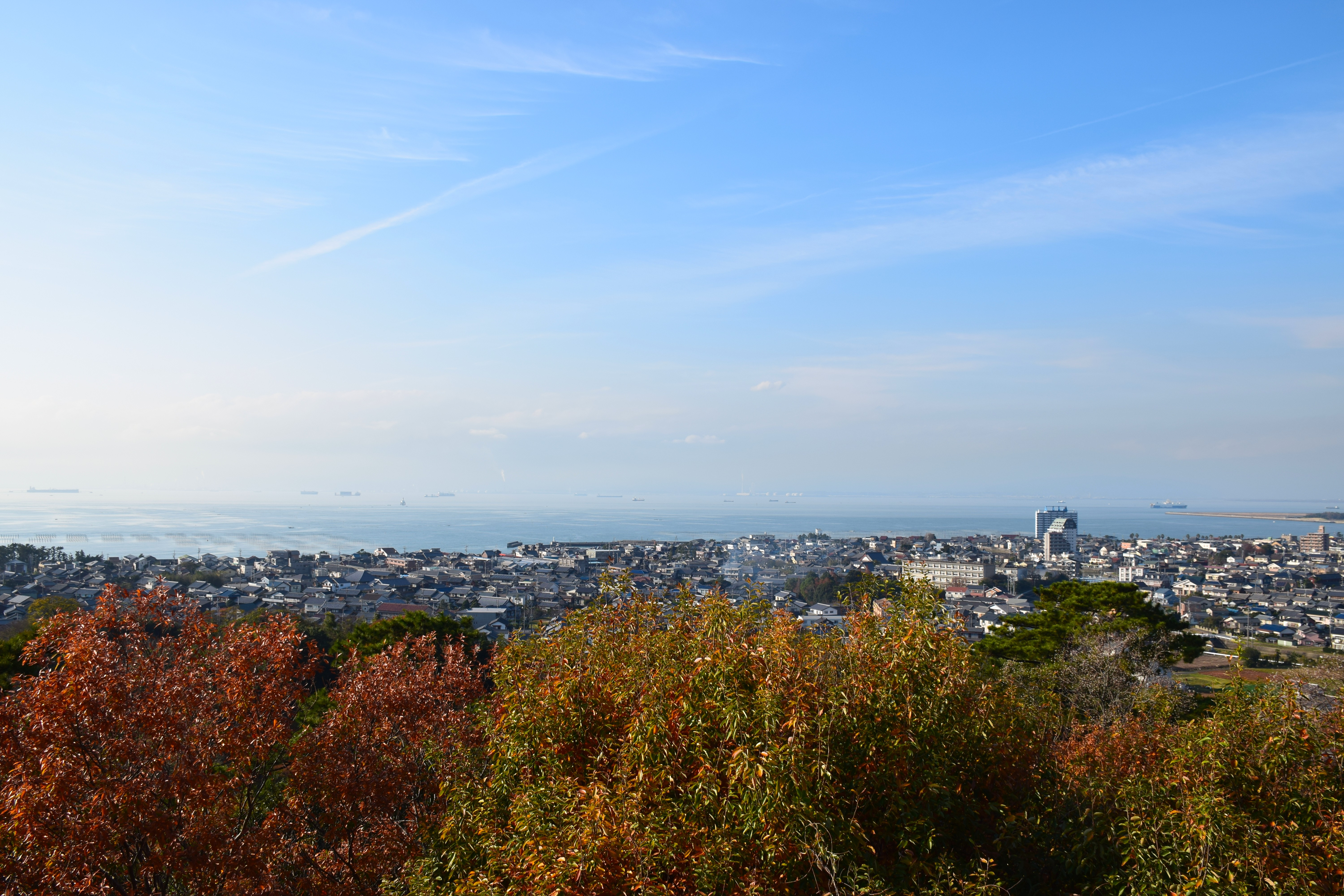
大野城展望台から伊勢湾を望む

常滑市（とこなめし）は、愛知県の尾張地方にある市。
知多半島西岸の中央部に位置し、西側は伊勢湾に面している。伊勢湾の海上埋立地には中部国際空港（セントレア）がある。

## 概要
1954年（昭和29年）4月1日、常滑町など4町1村が合併して成立した。
窯業が伝統産業であり、常滑焼は日本六古窯の一つ（他は瀬戸、越前、信楽、丹波、備前の五つ）に数えられ、この中でも最も古く最も規模が大きい。
市名は土壌に由来するとされ、「常」は「床」（地盤）、「滑」は「滑らか」という意味である。古くからこの地は粘土層の露出が多く、その性質が滑らかなため「とこなめ」と呼び、そうした習俗が地名として定着していったと考えられている。
旧市街にはレンガ煙突が点在するなど、窯業で栄えた古くからの町並みがそのまま残っている。この地域はやきもの散歩道として整備されており、登り窯や黒板塀、「土管坂」などの情緒ある風景が見られ、前衛作家などのギャラリーも多く存在する。
2005年には伊勢湾の当市沖に中部国際空港（セントレア）が開港。これに合わせて鉄道（名鉄空港線）および道路（セントレアラインなど）の整備が行われ、交通アクセスの利便性が向上した。その一方、市域南部には名鉄知多新線が通るものの鉄道駅は存在せず、この地域では路線バスが唯一の公共交通機関となっている。

## 地理

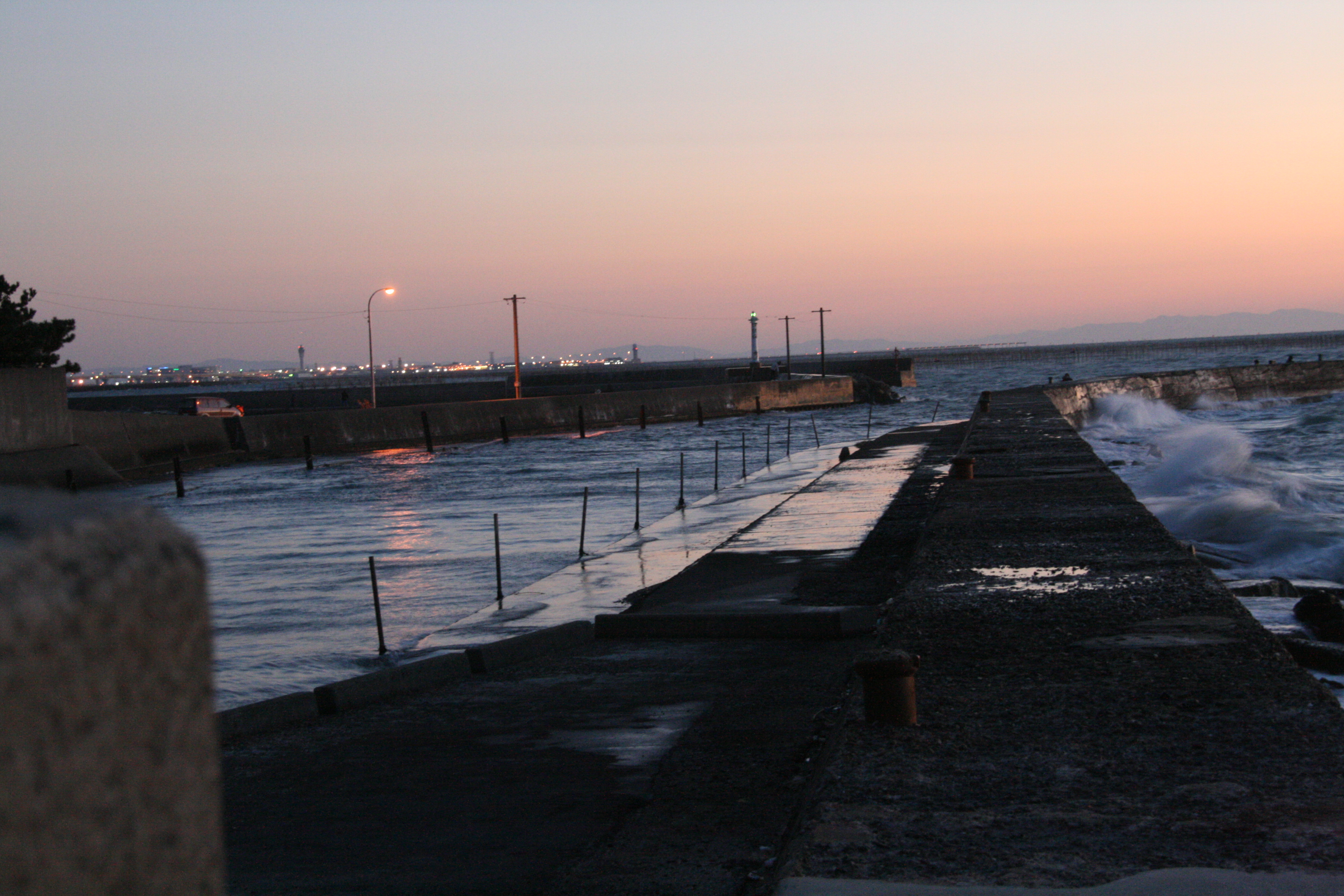
矢田川河口

知多半島西海岸の中央部に位置し、西側は伊勢湾に面している。同湾に沿って北側に知多市、南側に美浜町があり、半島中央部の丘陵地帯を越えた先に阿久比町、半田市、武豊町があり、互いに市域・町域を接している。
海岸は遠浅であるものの、中部国際空港及び中部臨空都市空港対岸部（通称「前島」）のある常滑沖や、名古屋港口埋立地として伊勢湾北部に沿ってコンビナート建設のため埋め立て事業が行なわれた。当市の北の知多市を南限として埋め立ては進んでいないが、これにより図らずも、愛知県が絶滅危惧種に指定している海浜植物（スナビキソウやマルバアカザなど）の残存をもたらしている。
丘陵の連なった知多半島特有の地形のため、平地は海沿いの比較的狭い部分に限られ、市域の大部分は丘陵地である。丘陵は低くなだらかで、市内最高所でも標高100mに満たない。海側に面する市北部の丘陵地は、ほとんどすべて農地と宅地用に造成された。
この点、海側の丘が一部そのまま残されている東海市（聚楽園付近）、知多市（日長-古見付近）と異なる。
気候は一年を通じて比較的温暖であるが、冬には三重県の鈴鹿山脈方面から「鈴鹿おろし」と呼ばれる風が伊勢湾を越えて吹き寄せ、まれに降雪もある。

### 地形
山地
- 本宮山

河川
- 矢田川

湖沼
- 半田池

### 地名

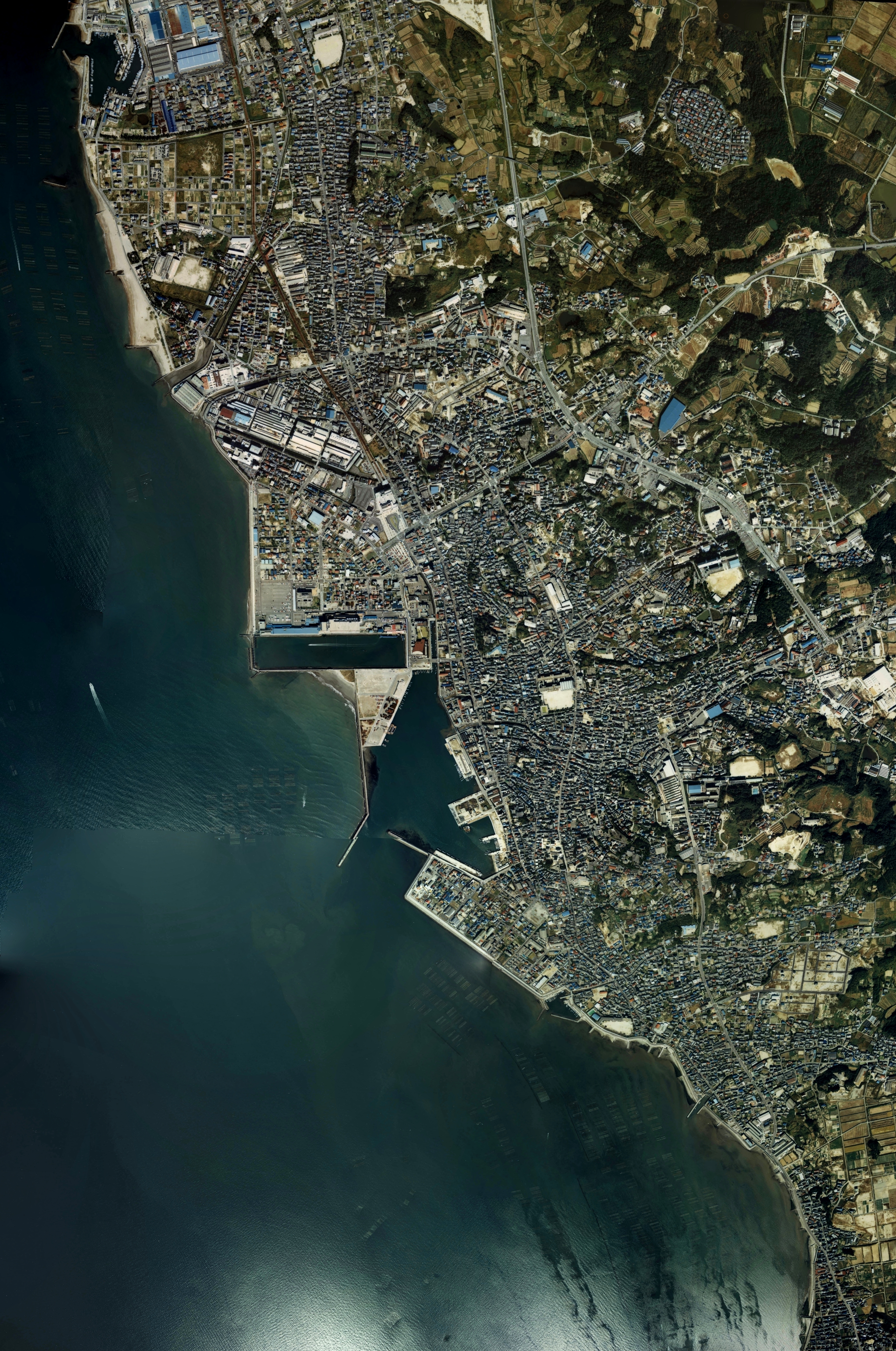
1987年（昭和62年）撮影の市中心部周辺の空中写真。中部臨空都市の埋め立て建設前の様子。1987年撮影の9枚を合成作成。。

当市は大合併の影響もあり、南北に細長い地形であり、ひとつの枠組みでは対応が難しく、中学校の校区や公民館などの公共施設においては、合併前の5町1村の枠組みが原則的に踏襲されている。北から青海地区（せいかい、旧大野町と三和村）、鬼崎地区（おにざき、旧鬼崎町）、常滑地区（とこなめ、旧常滑町）、南陵地区（なんりょう、旧西浦町と小鈴谷町）に分かれる。
青海地区
- 大野町（合併時旧大野町域・鬼崎町西之口の一部より成立）
- 矢田（旧三和村）
- 久米（旧三和村）
- 金山（旧三和村）
- 小倉町（1976年、金山・西之口の各一部より成立）
- 青海町（1976年、金山・西之口の各一部より成立）
- 南粕谷（1980年に知多市南粕谷の一部より編入、1986年廃止）
- 大塚町（1986年、金山・久米・南粕谷の各一部より成立）
- 晩台町（1986年、南粕谷・金山の各一部より成立）
- 北汐見坂（2011年、西之口のほぼ全域および青海町・金山・蒲池の各一部より成立）

鬼崎地区
- 西之口（旧鬼崎町）
- 蒲池（旧鬼崎町）
- 榎戸（旧鬼崎町）
- 多屋（旧鬼崎町）
- 西之口1〜10丁目（1976年、西之口の一部より成立）
- 住吉町（1976年、西之口の一部より成立）
- 蒲池町（1976年、蒲池の一部より成立）
- 小林町（1976年、蒲池の一部より成立）
- 神明町（1977年、榎戸・蒲池の各一部より成立）
- 榎戸町（1977年、榎戸の一部より成立）
- 港町（1977年、榎戸の一部より成立）
- 新田町（1977年、榎戸の一部より成立）
- 本郷町（1977年、榎戸の一部より成立）
- 明和町（1977年、多屋・榎戸の各一部より成立）
- 多屋町（1977年、多屋・常滑の各一部より成立）
- 森西町（1977年、常滑・多屋の各一部より成立）
- 錦町（1977年、多屋・常滑の各一部より成立）
- 末広町（1977年、多屋より成立）
- 大鳥町（1977年、多屋より成立）
- 大和町（1977年、多屋より成立）
- 新浜町（1984年、多屋・榎戸の各一部より成立）
- 若松町（1993年、蒲池・榎戸・金山の各一部より成立）
- 虹の丘（2019年、大鳥町・大和町・森西町・錦町の各一部より成立）

常滑地区
- （大字なしの地域＝旧常滑町の区域。ここでは常滑と表記）
- 北条（1978年、常滑の一部より成立）
- 原松町（1978年、常滑の一部より成立）
- 陶郷町（1978年、常滑の一部より成立）
- 鯉江本町（1978年、常滑の一部より成立）
- 新開町（1978年、常滑の一部より成立）
- 栄町（1978年、常滑の一部より成立）
- 瀬木町（1978年、常滑の一部より成立）
- 本町（1978年、常滑の一部より成立）
- 千代ケ丘（1978年、常滑の一部より成立）
- 奥条（1978年、常滑の一部より成立）
- 奥栄町（1978年、常滑の一部より成立）
- 白山町（1978年、常滑の一部より成立）
- 大曽町（1978年、常滑の一部より成立）
- 市場町（1978年、常滑の一部より成立）
- 山方町（1978年、常滑・樽水の各一部より成立）
- 保示町（1978年、常滑の一部より成立）
- セントレア（2002年、埋立地より成立）
- りんくう町（2002年、埋立地より成立）
- かじま台（2006年、奥栄町・白山町・常滑の各一部より成立）
- 飛香台（2012年、常滑・金山の各一部より成立）

南陵地区
- 樽水（旧西浦町）
- 西阿野（旧西浦町）
- 苅屋（旧西浦町）
- 檜原（旧西浦町）
- 古場（旧西浦町）
- 熊野（旧西浦町）
- 小鈴谷（旧小鈴谷町）
- 広目（旧小鈴谷町）
- 大谷（旧小鈴谷町）
- 大谷朝陽ヶ丘(成立年不明、大谷の一部より成立)
- 坂井（旧小鈴谷町）
- 樽水町（1979年、樽水の一部より成立）
- 泉町（1979年、樽水の一部より成立）
- 塩田町（1979年、樽水・西阿野の各一部より成立）
- 井戸田町（1979年、樽水・西阿野の各一部より成立）
- 阿野町（1979年、西阿野・樽水の各一部より成立）
- 唐崎町（1979年、西阿野・熊野の各一部より成立）
- 熊野町（1979年、熊野・西阿野の各一部より成立）
- 苅屋町（1979年、苅屋・古場の各一部より成立）
- 古場町（1979年、古場・苅屋の各一部より成立）

### 気候
| セントレア（2005年 - 2020年）の気候 | セントレア（2005年 - 2020年）の気候 | セントレア（2005年 - 2020年）の気候 | セントレア（2005年 - 2020年）の気候 | セントレア（2005年 - 2020年）の気候 | セントレア（2005年 - 2020年）の気候 | セントレア（2005年 - 2020年）の気候 | セントレア（2005年 - 2020年）の気候 | セントレア（2005年 - 2020年）の気候 | セントレア（2005年 - 2020年）の気候 | セントレア（2005年 - 2020年）の気候 | セントレア（2005年 - 2020年）の気候 | セントレア（2005年 - 2020年）の気候 | セントレア（2005年 - 2020年）の気候 |
| 月                                  | 1月                                 | 2月                                 | 3月                                 | 4月                                 | 5月                                 | 6月                                 | 7月                                 | 8月                                 | 9月                                 | 10月                                | 11月                                | 12月                                | 年                                  |
| ----------------------------------- | ----------------------------------- | ----------------------------------- | ----------------------------------- | ----------------------------------- | ----------------------------------- | ----------------------------------- | ----------------------------------- | ----------------------------------- | ----------------------------------- | ----------------------------------- | ----------------------------------- | ----------------------------------- | ----------------------------------- |
| 最高気温記録 °C （°F）              | 16.3 (61.3)                         | 19.6 (67.3)                         | 22.9 (73.2)                         | 27.1 (80.8)                         | 30.3 (86.5)                         | 34.6 (94.3)                         | 35.6 (96.1)                         | 36.1 (97)                           | 35.6 (96.1)                         | 30.1 (86.2)                         | 25.7 (78.3)                         | 20.8 (69.4)                         | 36.1 (97)                           |
| 平均最高気温 °C （°F）              | 9.1 (48.4)                          | 9.7 (49.5)                          | 13.0 (55.4)                         | 17.9 (64.2)                         | 22.7 (72.9)                         | 25.7 (78.3)                         | 29.3 (84.7)                         | 31.2 (88.2)                         | 27.7 (81.9)                         | 22.6 (72.7)                         | 17.1 (62.8)                         | 11.6 (52.9)                         | 19.8 (67.6)                         |
| 日平均気温 °C （°F）                | 6.3 (43.3)                          | 6.6 (43.9)                          | 9.3 (48.7)                          | 13.9 (57)                           | 18.8 (65.8)                         | 22.5 (72.5)                         | 26.1 (79)                           | 27.8 (82)                           | 24.6 (76.3)                         | 19.6 (67.3)                         | 14.2 (57.6)                         | 8.8 (47.8)                          | 16.6 (61.9)                         |
| 平均最低気温 °C （°F）              | 3.1 (37.6)                          | 3.2 (37.8)                          | 5.7 (42.3)                          | 10.2 (50.4)                         | 15.4 (59.7)                         | 19.9 (67.8)                         | 23.7 (74.7)                         | 25.2 (77.4)                         | 21.8 (71.2)                         | 16.5 (61.7)                         | 10.7 (51.3)                         | 5.6 (42.1)                          | 13.4 (56.1)                         |
| 最低気温記録 °C （°F）              | −4.1 (24.6)                         | −3.0 (26.6)                         | −1.3 (29.7)                         | 1.7 (35.1)                          | 8.4 (47.1)                          | 13.7 (56.7)                         | 18.7 (65.7)                         | 19.6 (67.3)                         | 14.0 (57.2)                         | 8.5 (47.3)                          | 3.5 (38.3)                          | −1.2 (29.8)                         | −4.1 (24.6)                         |
| 降水量 mm （inch）                  | 42.1 (1.657)                        | 61.3 (2.413)                        | 95.1 (3.744)                        | 112.8 (4.441)                       | 130.4 (5.134)                       | 166.4 (6.551)                       | 164.0 (6.457)                       | 88.3 (3.476)                        | 177.8 (7)                           | 179.0 (7.047)                       | 60.8 (2.394)                        | 53.4 (2.102)                        | 1,363.5 (53.681)                    |
| 平均降水日数 （≥1.0 mm）            | 4.9                                 | 6.2                                 | 8.3                                 | 8.6                                 | 9.1                                 | 10.8                                | 10.9                                | 7.0                                 | 10.4                                | 9.0                                 | 6.0                                 | 5.8                                 | 97.7                                |
| 出典1：Japan Meteorological Agency  |                                     |                                     |                                     |                                     |                                     |                                     |                                     |                                     |                                     |                                     |                                     |                                     |                                     |
| 出典2：気象庁                       |                                     |                                     |                                     |                                     |                                     |                                     |                                     |                                     |                                     |                                     |                                     |                                     |                                     |

### 人口
| |                                        |  |
| 常滑市と全国の年齢別人口分布（2005年） | 常滑市の年齢・男女別人口分布（2005年） |  |
| ■紫色 ― 常滑市 ■緑色 ― 日本全国 | ■青色 ― 男性 ■赤色 ― 女性              |  |
| 常滑市（に相当する地域）の人口の推移 \| 1970年（昭和45年） \| 54,168人 \| \| \| 1975年（昭和50年） \| 54,865人 \| \| \| 1980年（昭和55年） \| 54,345人 \| \| \| 1985年（昭和60年） \| 53,077人 \| \| \| 1990年（平成2年） \| 51,784人 \| \| \| 1995年（平成7年） \| 50,854人 \| \| \| 2000年（平成12年） \| 50,183人 \| \| \| 2005年（平成17年） \| 51,265人 \| \| \| 2010年（平成22年） \| 54,858人 \| \| \| 2015年（平成27年） \| 56,547人 \| \| \| 2020年（令和2年） \| 58,710人 \| \| |                                        |  |
| 総務省統計局 国勢調査より |                                        |  |
| 1970年（昭和45年） | 54,168人                               |  |
| 1975年（昭和50年） | 54,865人                               |  |
| 1980年（昭和55年） | 54,345人                               |  |
| 1985年（昭和60年） | 53,077人                               |  |
| 1990年（平成2年） | 51,784人                               |  |
| 1995年（平成7年） | 50,854人                               |  |
| 2000年（平成12年） | 50,183人                               |  |
| 2005年（平成17年） | 51,265人                               |  |
| 2010年（平成22年） | 54,858人                               |  |
| 2015年（平成27年） | 56,547人                               |  |
| 2020年（令和2年） | 58,710人                               |  |

知多半島の市では最も人口が少ない。1980年代から人口が減少傾向であったが、2005年に中部国際空港が開港以降は人口が増加に転じた。

### 隣接している自治体
愛知県
- 知多市
- 半田市
- 知多郡阿久比町
- 知多郡武豊町
- 知多郡美浜町

## 歴史

### 古代から近世まで
地名の初見は、猿投神社『大般若経』巻70の奥書に「于時応永四年丁丑五月十三日　於尾張国智多郡堤田庄常滑郷宮坂草庵,□□□畢」とある（応永4年は西暦1397年）。
また、『言継卿記』弘治3年3月16日条に「とこなべ」（弘治3年は西暦1557年）、天正9年3月7日付越前竜沢寺勧化帳に「トコナベ」という名が見られる（天正9年は西暦1581年）。
当市域を含む知多半島中部では粘土を豊富に産出するため古くから陶器が生産された。平安時代後期頃から中世にかけて当市とその周辺で生産され始めた「古常滑」と呼ばれる焼き物は太平洋に沿って日本全国に広まり、北は青森県から南は鹿児島県まで、全国の中世遺跡において出土する。
室町時代には三河の守護である一色氏が尾張の知多半島に支配を広げ、市域北部の港町である大野に大野城（宮山城）を築いた。のちに一色氏の被官である佐治氏が主家にかわって大野城主となり、佐治氏の下で大野は伊勢湾東岸の港湾として繁栄した。
戦国時代には、知多郡緒川（現・東浦町）の領主水野氏の一族が進出（常滑水野氏）、水野忠綱が現市域中心部に常滑城を築いた。常滑水野氏は大野城の佐治氏と伊勢湾東岸の水運を二分した。しかし、三代城主水野守隆（守次）が本能寺の変にて明智光秀に味方したことから常滑城を追われ、一族は没落した。一方、佐治氏も四代一成の時に小牧・長久手の戦いで羽柴秀吉と敵対し大野城を追われた。また、常滑の焼き物も茶の湯が流行する中で新しい嗜好からは好まれなくなり、安土桃山時代から江戸時代前期にかけて瀬戸焼などに押され衰退した。
江戸時代には、現市域の村々は尾張藩領に入った。常滑の諸村は平地が少なく開墾の余地に乏しいことから廻船、酒造、木綿生産などの商工業が行われる町場的な性格が強く、常滑焼も江戸時代後期になって復興した。この時代には、かつて広く分散していた焼き物の生産地が現市域中心部にあたる常滑村に集中するようになり、焼き物の煙突が立ち並ぶ現市街地の原型が形作られた。

### 近代から現代へ
明治時代になると土管、タイルなども生産されるようになり、近代的な窯業の町に発展した。中でも1924年創立の地元製陶会社「伊奈製陶」（INAXを経て、現在のLIXIL）は便器など衛生陶器の分野において全国第2位のシェアを占め、タイルにおいては国内はもとより世界的にもトップとなる大企業に成長する。
第二次世界大戦後には「昭和の大合併」により、1954年に常滑町、鬼崎町、西浦町、大野町と三和村の4町1村が合併して成立した。1957年に南の小鈴谷町の一部を編入して現在の市域に拡大した。
2017年（平成29年）4月18日には、「きっと恋する六古窯 －日本生まれ日本育ちのやきもの産地－」の名称で、日本遺産に常滑焼、常滑の陶器の生産用具・製品､連房式登窯、無形文化財常滑焼の製作技術、やきもの散歩道と文化的景観などが登録された。

### 年表
- 1954年（昭和29年）4月1日：常滑町、鬼崎町、西浦町、大野町と三和村の4町1村が合併して成立[1]。
- 1957年（昭和32年）3月31日：南部にあった小鈴谷町の一部を編入し、現在の市域に拡大した[1]。
- 2005年（平成17年）2月17日：市沖合の埋立地に中部国際空港が開港。

### 自治体の変遷
| 郡       | 明治22年以前 | 明治22年以前 | 明治22年以前    | 明治22年以前 | 明治22年以前 | 明治22年10月1日 | 明治22年 - 明治45年                            | 明治22年 - 明治45年                            | 大正1年 - 大正15年        | 昭和1年 - 昭和64年                            | 昭和1年 - 昭和64年               | 平成1年 - 現在 |
| -------- | ------------ | ------------ | --------------- | ------------ | ------------ | --------------- | ---------------------------------------------- | ---------------------------------------------- | ------------------------- | --------------------------------------------- | -------------------------------- | -------------- |
| 知 多 郡 | 大野村       | 大野村       | 大野村          | 大野村       | 大野村       | 大野町          | 大野町                                         | 大野町                                         | 大野町                    | 大野町                                        | 昭和29年4月1日 合併・市制 常滑市 | 常滑市         |
| 知 多 郡 | 西之口村     | 西之口村     | 大野村          | 西之口村     | 西之口村     | 西之口村        | 明治39年5月1日 合併 鬼崎村                     | 明治39年5月1日 合併 鬼崎村                     | 鬼崎村                    | 昭和26年10月1日 町制 鬼崎町                   | 昭和29年4月1日 合併・市制 常滑市 | 常滑市         |
| 知 多 郡 | 西之口村     | 西之口村     | 大野村          | 蒲池村       |              | 西之口村        | 明治39年5月1日 合併 鬼崎村                     | 明治39年5月1日 合併 鬼崎村                     | 鬼崎村                    | 昭和26年10月1日 町制 鬼崎町                   | 昭和29年4月1日 合併・市制 常滑市 | 常滑市         |
| 知 多 郡 | 榎戸村       | 榎戸村       | 大野村          | 榎戸村       | 榎戸村       | 榎戸村          | 明治39年5月1日 合併 鬼崎村                     | 明治39年5月1日 合併 鬼崎村                     | 鬼崎村                    | 昭和26年10月1日 町制 鬼崎町                   | 昭和29年4月1日 合併・市制 常滑市 | 常滑市         |
| 知 多 郡 | 鬼ケ崎 新田  | 榎戸村       | 大野村          | 榎戸村       | 榎戸村       | 榎戸村          | 明治39年5月1日 合併 鬼崎村                     | 明治39年5月1日 合併 鬼崎村                     | 鬼崎村                    | 昭和26年10月1日 町制 鬼崎町                   | 昭和29年4月1日 合併・市制 常滑市 | 常滑市         |
| 知 多 郡 | 多屋村       | 多屋村       | 常滑村          | 常滑村       | 多屋村       | 多屋村          | 明治39年5月1日 合併 鬼崎村                     | 明治39年5月1日 合併 鬼崎村                     | 鬼崎村                    | 昭和26年10月1日 町制 鬼崎町                   | 昭和29年4月1日 合併・市制 常滑市 | 常滑市         |
| 知 多 郡 | 常滑村       | 常滑村       | 常滑村          | 常滑村       | 常滑村       | 常滑村          | 明治23年12月17日 町制 常滑町                   | 明治23年12月17日 町制 常滑町                   | 常滑町                    | 常滑町                                        | 昭和29年4月1日 合併・市制 常滑市 | 常滑市         |
| 知 多 郡 | 瀬木村       |              | 常滑村          | 常滑村       | 常滑村       | 常滑村          | 明治23年12月17日 町制 常滑町                   | 明治23年12月17日 町制 常滑町                   | 常滑町                    | 常滑町                                        | 昭和29年4月1日 合併・市制 常滑市 | 常滑市         |
| 知 多 郡 | 北条村       |              | 常滑村          | 常滑村       | 常滑村       | 常滑村          | 明治23年12月17日 町制 常滑町                   | 明治23年12月17日 町制 常滑町                   | 常滑町                    | 常滑町                                        | 昭和29年4月1日 合併・市制 常滑市 | 常滑市         |
| 知 多 郡 | 樽水村       | 樽水村       | 佐合村          | 樽水村       | 樽水村       | 樽水村          | 明治39年5月1日 合併 枳豆志村                   | 明治44年12月10日 町制・改称 西浦町             | 西浦町                    | 西浦町                                        | 昭和29年4月1日 合併・市制 常滑市 | 常滑市         |
| 知 多 郡 | 西阿野村     | 西阿野村     | 佐合村          | 西阿野村     | 西阿野村     | 西阿野村        | 明治39年5月1日 合併 枳豆志村                   | 明治44年12月10日 町制・改称 西浦町             | 西浦町                    | 西浦町                                        | 昭和29年4月1日 合併・市制 常滑市 | 常滑市         |
| 知 多 郡 | 古場村       | 古場村       | 中橋村          | 古場村       | 古場村       | 古場村          | 明治39年5月1日 合併 枳豆志村                   | 明治44年12月10日 町制・改称 西浦町             | 西浦町                    | 西浦町                                        | 昭和29年4月1日 合併・市制 常滑市 | 常滑市         |
| 知 多 郡 | 熊野村       | 熊野村       | 中橋村          | 熊野村       | 古場村       | 古場村          | 明治39年5月1日 合併 枳豆志村                   | 明治44年12月10日 町制・改称 西浦町             | 西浦町                    | 西浦町                                        | 昭和29年4月1日 合併・市制 常滑市 | 常滑市         |
| 知 多 郡 | 檜原村       | 檜原村       | 中橋村          | 檜原村       | 古場村       | 古場村          | 明治39年5月1日 合併 枳豆志村                   | 明治44年12月10日 町制・改称 西浦町             | 西浦町                    | 西浦町                                        | 昭和29年4月1日 合併・市制 常滑市 | 常滑市         |
| 知 多 郡 | 苅屋村       | 苅屋村       | 中橋村          | 苅屋村       | 苅屋村       | 苅屋村          | 明治39年5月1日 合併 枳豆志村                   | 明治44年12月10日 町制・改称 西浦町             | 西浦町                    | 西浦町                                        | 昭和29年4月1日 合併・市制 常滑市 | 常滑市         |
| 知 多 郡 | 久米村       | 久米村       | 米田村          | 久米村       | 久米村       | 久米村          | 明治39年5月1日 合併 三和村                     | 明治39年5月1日 合併 三和村                     | 三和村                    | 三和村                                        | 昭和29年4月1日 合併・市制 常滑市 | 常滑市         |
| 知 多 郡 | 矢田村       | 矢田村       | 米田村          | 矢田村       | 矢田村       | 矢田村          | 明治39年5月1日 合併 三和村                     | 明治39年5月1日 合併 三和村                     | 三和村                    | 三和村                                        | 昭和29年4月1日 合併・市制 常滑市 | 常滑市         |
| 知 多 郡 | 小倉村       | 小倉村       | 金山村          | 金山村       | 金山村       | 金山村          | 明治39年5月1日 合併 三和村                     | 明治39年5月1日 合併 三和村                     | 三和村                    | 三和村                                        | 昭和29年4月1日 合併・市制 常滑市 | 常滑市         |
| 知 多 郡 | 前山村       |              | 金山村          | 金山村       | 金山村       | 金山村          | 明治39年5月1日 合併 三和村                     | 明治39年5月1日 合併 三和村                     | 三和村                    | 三和村                                        | 昭和29年4月1日 合併・市制 常滑市 | 常滑市         |
| 知 多 郡 | 宮山村       |              | 金山村          | 金山村       | 金山村       | 金山村          | 明治39年5月1日 合併 三和村                     | 明治39年5月1日 合併 三和村                     | 三和村                    | 三和村                                        | 昭和29年4月1日 合併・市制 常滑市 | 常滑市         |
| 知 多 郡 | 石瀬村       |              | 金山村          | 金山村       | 金山村       | 金山村          | 明治39年5月1日 合併 三和村                     | 明治39年5月1日 合併 三和村                     | 三和村                    | 三和村                                        | 昭和29年4月1日 合併・市制 常滑市 | 常滑市         |
| 知 多 郡 | 小鈴ケ谷村   | 小鈴ケ谷村   | 三谷村          | 三谷村       | 小鈴谷村     | 小鈴谷村        | 明治39年6月16日 合併 小鈴谷村 （上野間を除く） | 明治39年6月16日 合併 小鈴谷村 （上野間を除く） | 小鈴谷村 （上野間を除く） | 昭和27年7月1日 町制 小鈴谷町 （上野間を除く） | 昭和32年3月31日 常滑市に編入     | 常滑市         |
| 知 多 郡 | 広目村       | 広目村       | 三谷村          | 三谷村       | 広目村       | 小鈴谷村        | 明治39年6月16日 合併 小鈴谷村 （上野間を除く） | 明治39年6月16日 合併 小鈴谷村 （上野間を除く） | 小鈴谷村 （上野間を除く） | 昭和27年7月1日 町制 小鈴谷町 （上野間を除く） | 昭和32年3月31日 常滑市に編入     | 常滑市         |
| 知 多 郡 | 大谷村       | 大谷村       | 三谷村          | 三谷村       | 大谷村       | 大谷村          | 明治39年6月16日 合併 小鈴谷村 （上野間を除く） | 明治39年6月16日 合併 小鈴谷村 （上野間を除く） | 小鈴谷村 （上野間を除く） | 昭和27年7月1日 町制 小鈴谷町 （上野間を除く） | 昭和32年3月31日 常滑市に編入     | 常滑市         |
| 知 多 郡 | 坂井村       | 坂井村       | 稲早村 （一部） | 坂井村       | 坂井村       | 坂井村          | 明治39年6月16日 合併 小鈴谷村 （上野間を除く） | 明治39年6月16日 合併 小鈴谷村 （上野間を除く） | 小鈴谷村 （上野間を除く） | 昭和27年7月1日 町制 小鈴谷町 （上野間を除く） | 昭和32年3月31日 常滑市に編入     | 常滑市         |

## 行政

### 市長
- 市長：伊藤辰矢（2019年4月26日就任[3]、1期目）

歴代市長
| 代   | 氏名       | 就任年月日    | 退任年月日     | 備考                                     |
| ---- | ---------- | ------------- | -------------- | ---------------------------------------- |
| 初代 | 伊奈長三郎 | 1954年4月26日 | 1955年3月5日   | 元常滑町長                               |
| 2代  | 滝田次郎   | 1955年3月27日 | 1959年3月26日  | 元常滑町長                               |
| 3代  | 久田慶三   | 1959年3月27日 | 1979年4月29日  | 元西浦町長                               |
| 4代  | 庭瀬健太郎 | 1979年4月30日 | 1987年4月29日  |                                          |
| 5代  | 中村克巳   | 1987年4月30日 | 1991年11月3日  | 業務上横領と受託収賄で逮捕され辞職。     |
| 6代  | 石橋誠晃   | 1991年12月1日 | 2007年11月30日 |                                          |
| 7代  | 片岡憲彦   | 2007年12月1日 | 2019年4月25日  | 市長選を市議選と同日実施にするため辞職。 |
| 8代  | 伊藤辰矢   | 2019年4月26日 | 現職           |                                          |

### 財政と平成の大合併
市財政は窯業などの事業者からの税収のほか、常滑駅の近くに設置されたボートレースとこなめ（旧：常滑競艇場）で開催される市の競艇事業に支えられてきた。しかし近年は競艇の売上が落ち込み、進む高齢化に対して市の財政は悪化していた。
しかし、中部国際空港の開港によって税収が増加し、平成18，19年度は地方交付税の不交付団体となった（27，28年は外れている。地方交付税）。
平成の市町村合併では、当初知多半島5市5町の合併研究会が設置されたが廃止され、次いで知多南部2市4町による研究会が近い将来の合併を見送ったため、当面は現在の規模が維持されることになった。

## 議会

### 愛知県議会
2019年愛知県議会議員選挙
- 選挙区：常滑市選挙区
- 議員定数：1人
- 投票日：2019年4月7日

| 候補者名 | 当落 | 年齢 | 党派名     | 新旧別 | 得票数 |
| -------- | ---- | ---- | ---------- | ------ | ------ |
| 杉江繁樹 | 当   | 51   | 自由民主党 | 新     | 無投票 |

2015年愛知県議会議員選挙
- 選挙区：常滑市選挙区
- 議員定数：1人
- 投票日：2015年4月12日
- 当日有権者数：45,623人[4]
- 投票率：31.31%

| 候補者名   | 当落 | 年齢 | 党派名                         | 新旧別 | 得票数   |
| ---------- | ---- | ---- | ------------------------------ | ------ | -------- |
| 伊藤辰矢   | 当   | 37   | 自由民主党                     | 新     | 11,124票 |
| 松林とも子 | 落   | 48   | 生活の党と山本太郎となかまたち | 新     | 2,707票  |

### 衆議院
- 選挙区：愛知8区 （半田市、常滑市、東海市、知多市、阿久比町、武豊町、東浦町、美浜町、南知多町）
- 任期：2021年10月31日 - 2025年10月30日
- 投票日：2021年10月31日
- 当日有権者数：437,624人[5]
- 投票率：56.53％

| 当落 | 候補者名 | 年齢 | 所属党派   | 新旧別 | 得票数    | 重複 |
| ---- | -------- | ---- | ---------- | ------ | --------- | ---- |
| 当   | 伊藤忠彦 | 57   | 自由民主党 | 前     | 121,714票 | ○    |
| 比当 | 伴野豊   | 60   | 立憲民主党 | 元     | 120,649票 | ○    |

## 国家機関

### 厚生労働省
- 名古屋検疫所 中部空港検疫所支所[6]

### 国土交通省
- 航空局
  - 交通管制部運用課 飛行検査センター[7]
- 大阪航空局
  - 中部空港事務所[8]
- 国土地理院
  - 鬼崎験潮場

海上保安庁
- 第四管区海上保安本部 中部空港海上保安航空基地[9]（北緯34度52分33秒 東経136度48分29秒 / 北緯34.87583度 東経136.80806度）

2008年10月1日に発足し、10月21日に伊勢航空基地を移転して常滑海上保安署を統合した。巡視艇と航空機を運用する海上保安航空基地としては関西空港海上保安航空基地に次いで2箇所目。2機のアグスタウエストランド AW139ヘリコプターと巡視艇1隻が配備されている。
気象庁
- 東京管区気象台 中部航空地方気象台[10]

### 財務省
- 名古屋税関
  - 中部外郵出張所
  - 麻薬探知犬管理センター[11]
- 中部空港税関支所

### 農林水産省
- 植物防疫所 中部空港支所
- 動物検疫所 中部国際空港支所

### 法務省
出入国在留管理庁
- 名古屋出入国在留管理局中部空港支局

### 経済特区
- アジアNo.1航空宇宙産業クラスター形成特区 セントレア･中部臨空都市地区

## 施設

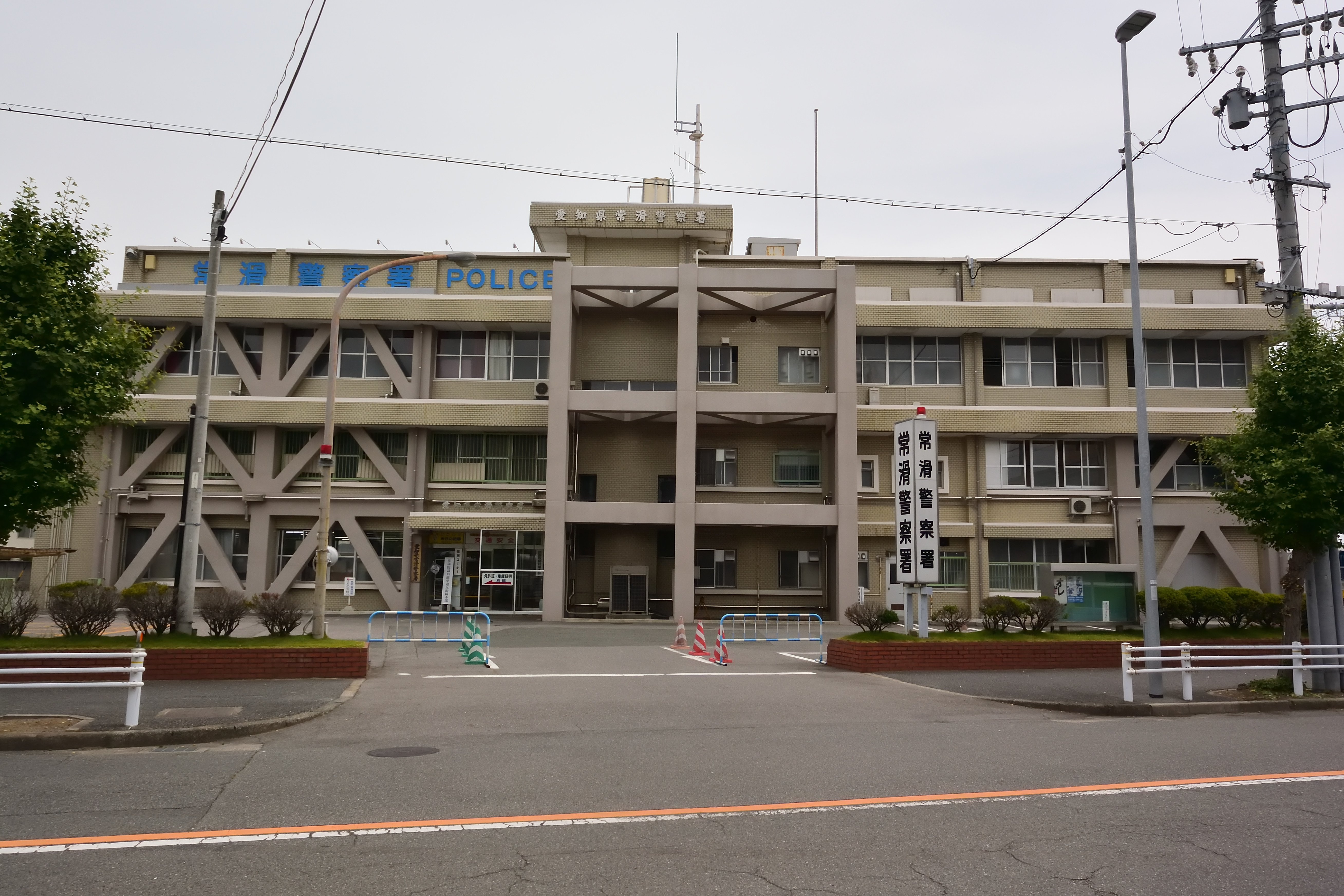
常滑警察署

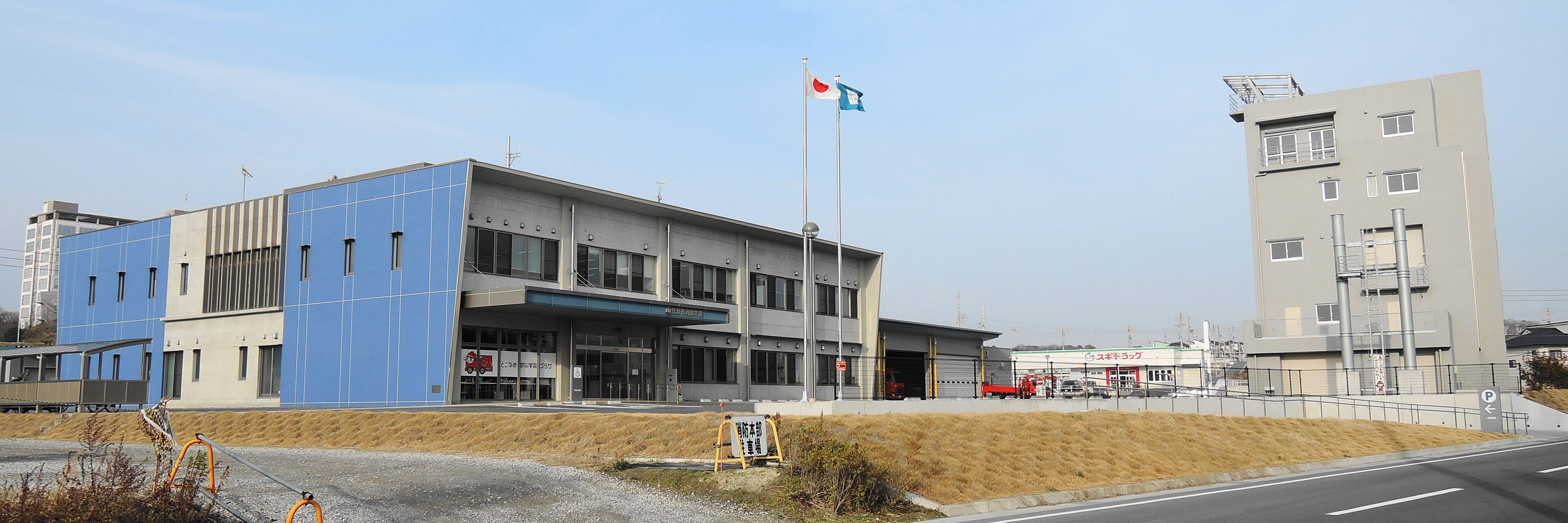
常滑市消防本部

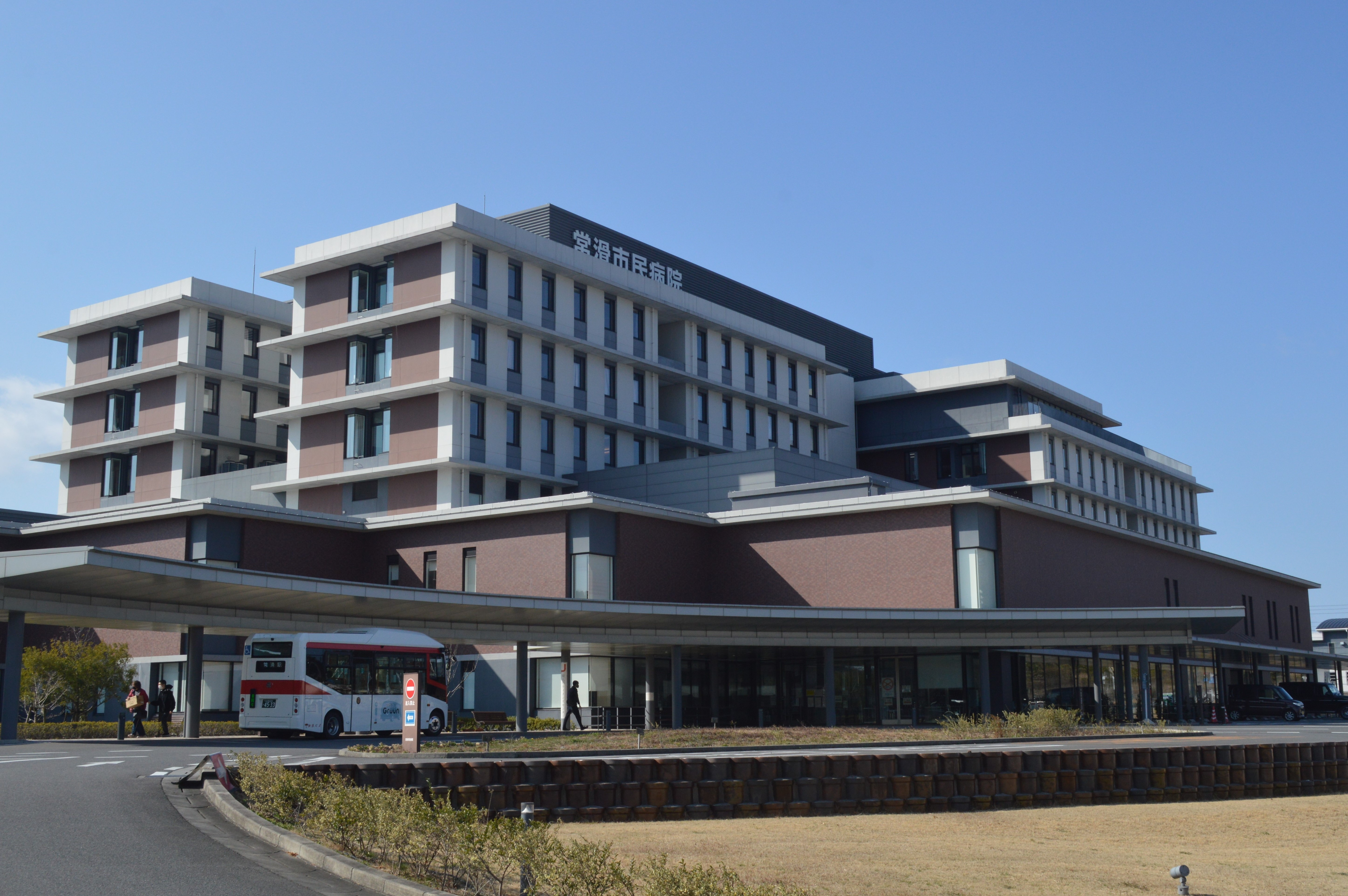
常滑市民病院

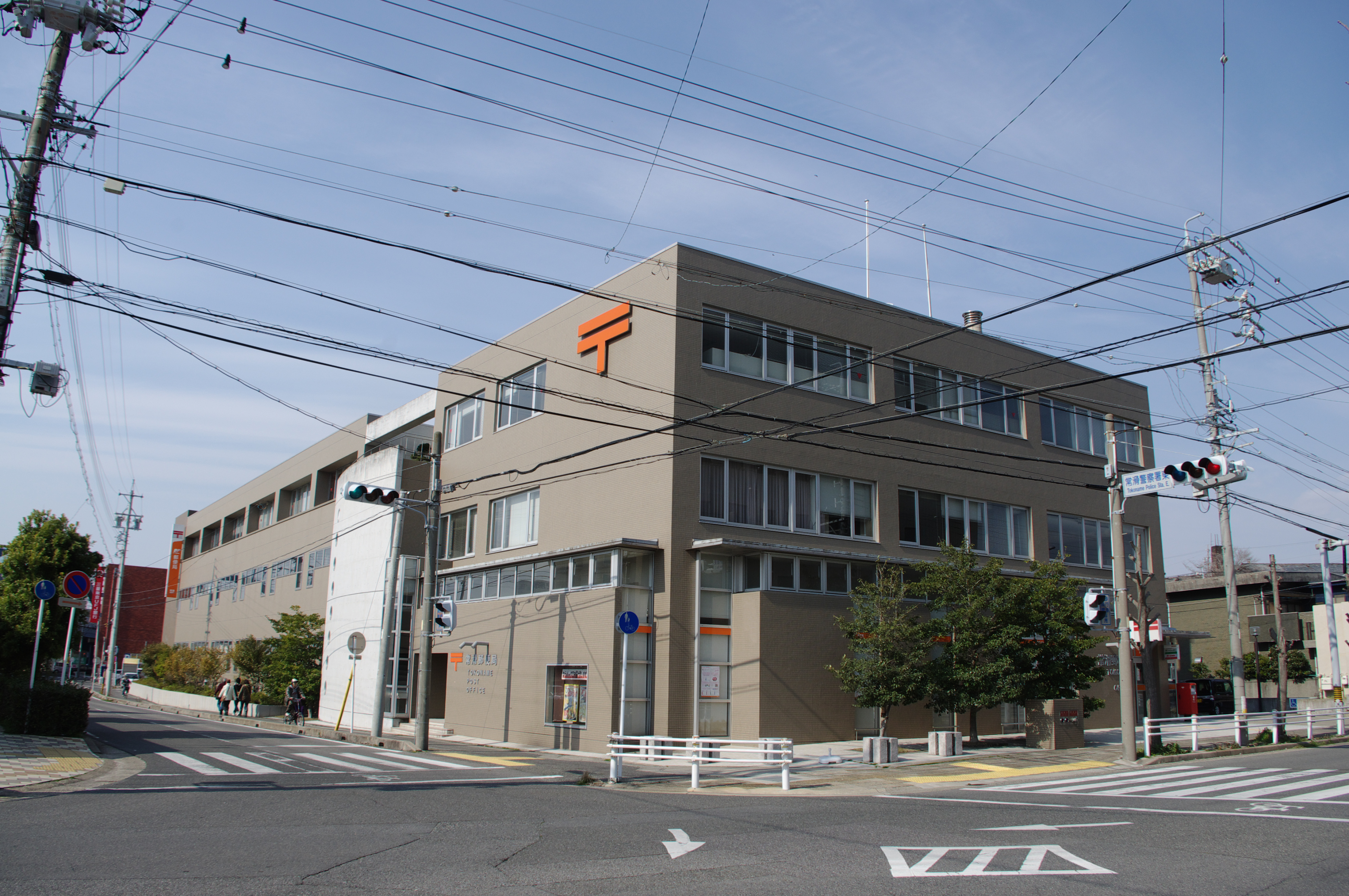
常滑郵便局

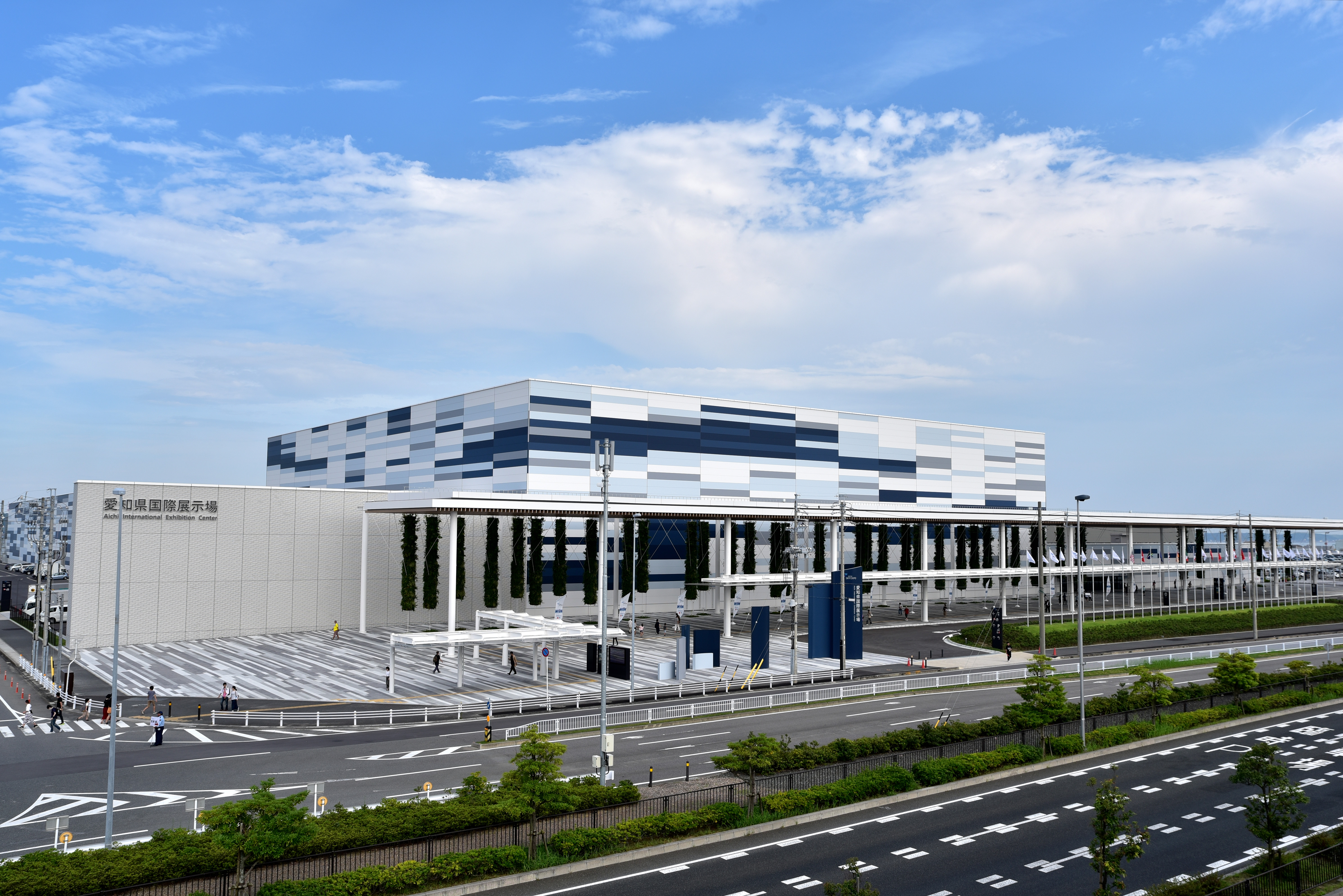
愛知県国際展示場

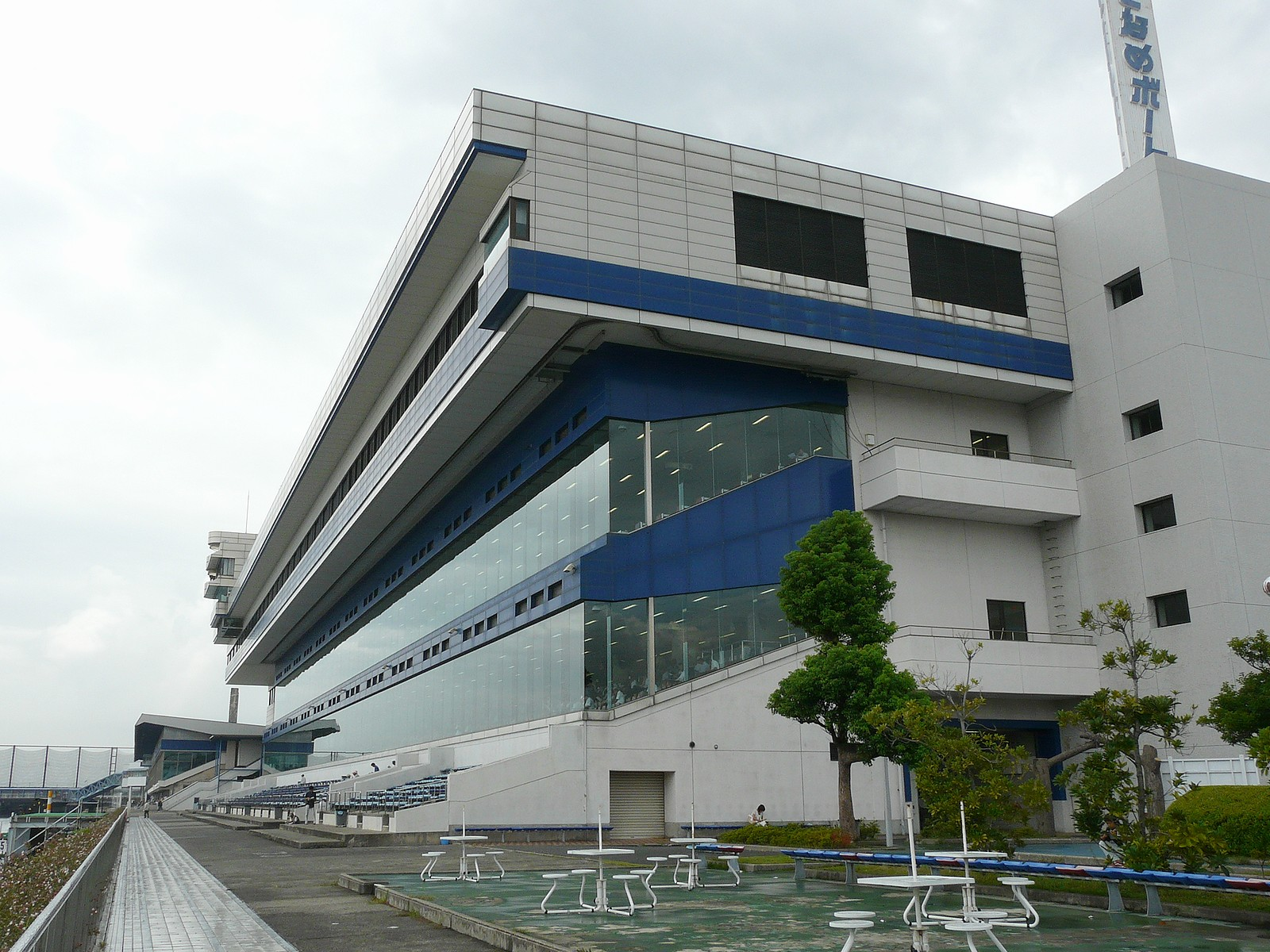
ボートレースとこなめ

### 警察
- 常滑警察署
  - 西之口交番（西之口8丁目）
  - 常滑駅前交番（鯉江本町）
  - 久米警察官駐在所（久米）
  - 古場警察官駐在所（古場町7丁目）
  - 小鈴谷警察官駐在所（小鈴谷）
- 中部空港警察署
  - ターミナル交番（セントレア1丁目）

### 消防
本部
- 常滑市消防本部

消防署
- 常滑市消防署

出張所
- 南出張所（苅屋字加茂151）
- 空港出張所（セントレア3-8-18）

### 医療
主な病院
- 常滑市民病院

### 文化・教育施設
- 常滑市民文化会館・中央公民館 - 1983年竣工。設計は坂倉建築研究所。中部建築賞受賞。
- とこなめ市民交流センター（旧鬼崎公民館）
- 常滑市青海市民センター（青海公民館）
- 常滑市南陵市民センター（南陵公民館）
- 常滑市立図書館 - 1970年竣工。設計は三橋設計。中部建築賞受賞。建物は2022年に解体。蔵書は青海公民館・南陵公民館・市役所内に新設された「こども図書室」の3ヶ所へ移された。

### 郵便局
主な郵便局
- 中部国際郵便局
- 常滑郵便局 - 集配郵便局（市内全域を管轄）
  - セントレア分室

### スポーツ施設
- 常滑市体育館 - 常滑公園に1992年度竣工。設計は仙田満＋環境デザイン研究所。第3回愛知まちなみ建築賞受賞。
- サザンアリーナ - 南陵公民館脇に1990年竣工。
- 常滑市温水プール - 大曽公園に2000年竣工。大曽公園には以前から屋外型の市民プールがあったが老朽化したため、公園敷地内に室内温水プールを新設し、屋外プールは廃止解体した。

### コンベンション施設
- 愛知県国際展示場（Aichi Sky Expo） - 空港島に2019年竣工。日本第4位の展示面積を有する国際展示場。

## 対外関係

### 友好都市
窯業産地という縁があり、2018年（平成30年）には紫砂壺で名高い中華人民共和国の宜興市（江蘇省無錫市内の県級市）と友好都市提携を結んだ。
近隣の半田市、碧南市、西尾市と「竜の子街道（UMAMI ROAD）」という地域おこしプロジェクトを展開している。4市を合わせるとタツノオトシゴに似ていることから命名。常滑の醸造業や器から西尾の抹茶までを連携させ、うま味を重視する和食をアピールすることを目指している。
2005年に開催された愛知万博では「一市町村一国フレンドシップ事業」が行われ、県内の市町村（名古屋市を除く）が120の万博公式参加国をフレンドシップ相手国として迎え入れた。当市はマレーシアがフレンドシップ相手国だった。

### 国内
災害時相互応援協定
| 都市名 | 県名         | 提携年月日                |
| ------ | ------------ | ------------------------- |
| 桐生市 | 群馬県       | 1997年（平成9年）3月27日  |
| 戸田市 | 埼玉県       | 1997年（平成9年）3月27日  |
| 青梅市 | 東京都       | 1997年（平成9年）3月27日  |
| 府中市 | 東京都       | 1997年（平成9年）3月27日  |
| 坂井市 | 福井県       | 1997年（平成9年）3月27日  |
| 岡崎市 | 愛知県       | 1997年（平成9年）3月27日  |
| 蒲郡市 | 愛知県       | 1997年（平成9年）3月27日  |
| 津市   | 三重県       | 1997年（平成9年）3月27日  |
| 箕面市 | 大阪府       | 1997年（平成9年）3月27日  |
| 伊丹市 | 兵庫県       | 1997年（平成9年）3月27日  |
| 倉敷市 | 岡山県       | 1997年（平成9年）3月27日  |
| 大竹市 | 広島県       | 1997年（平成9年）3月27日  |
| 周南市 | 山口県       | 1997年（平成9年）3月27日  |
| 鳴門市 | 徳島県       | 1997年（平成9年）3月27日  |
| 丸亀市 | 香川県       | 1997年（平成9年）3月27日  |
| 唐津市 | 佐賀県       | 1997年（平成9年）3月27日  |
| 川崎町 | 宮城県柴田郡 | 2013年（平成25年）9月17日 |

日本六古窯災害時相互応援協定
| 都市名     | 県名         | 提携年月日               |
| ---------- | ------------ | ------------------------ |
| 越前町     | 福井県丹生郡 | 2012年（平成24年）7月5日 |
| 瀬戸市     | 愛知県       | 2012年（平成24年）7月5日 |
| 丹波篠山市 | 兵庫県       | 2012年（平成24年）7月5日 |
| 備前市     | 岡山県       | 2012年（平成24年）7月5日 |

### 姉妹空港･提携空港
中部国際空港は、ドイツのバイエルン州ミュンヘン市にあるミュンヘン国際空港、台湾の台中市にある台中国際空港と姉妹空港提携を結んでいる。このミュンヘン空港のレストラン「エアブロイ」で醸造されたビールは毎年、中部国際空港にルフトハンザ・カーゴにより空輸され、中部国際空港内のレストランで味わうことができる。
| 都市名             | 国名･地域名                  | 提携年月日                                           |
| ------------------ | ---------------------------- | ---------------------------------------------------- |
| ミュンヘン国際空港 | ドイツ連邦共和国バイエルン州 | 2005年（平成17年）2月14日 中部国際空港と姉妹提携調印 |
| 台中国際空港       | 中華民国台中市               | 2017年（平成29年）4月6日 中部国際空港と姉妹提携調印  |

### 国際機関
名誉領事館
- 在名古屋ベトナム社会主義共和国名誉領事館[要出典]

物流拠点
- プロロジスパーク セントレア（アメリカ合衆国）

## 経済

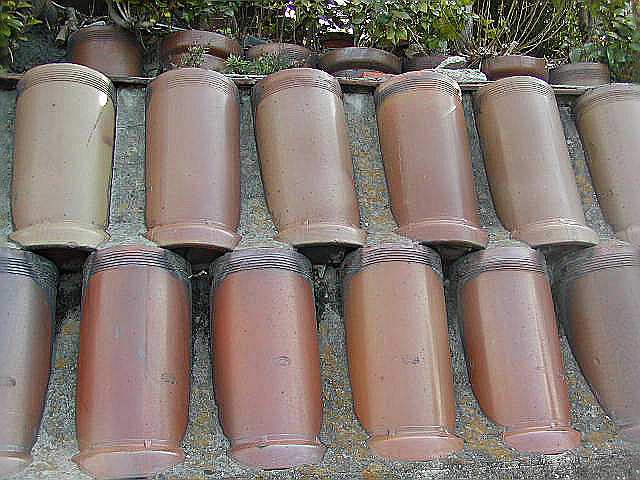
常滑焼の土管

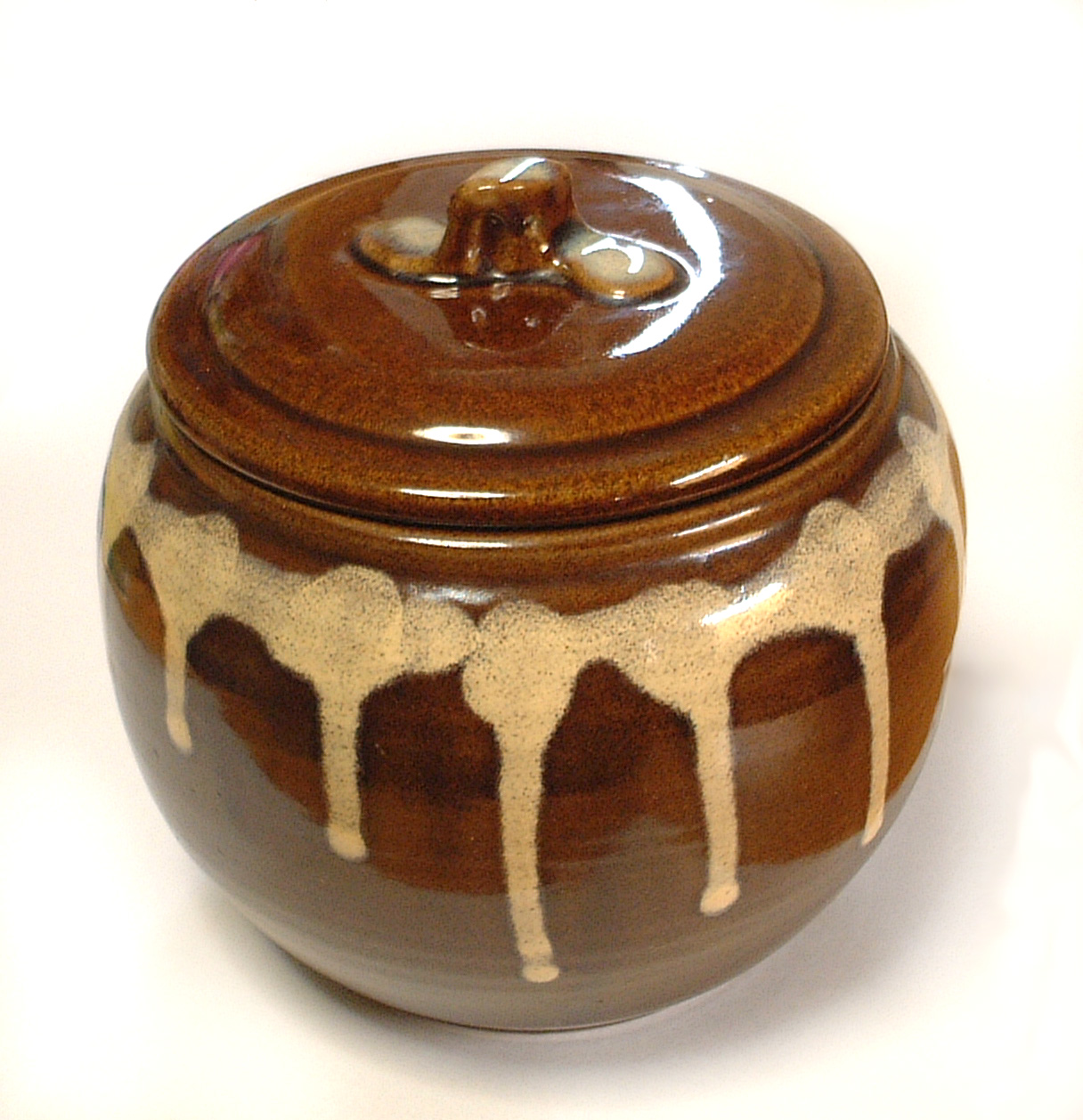
常滑焼の甕

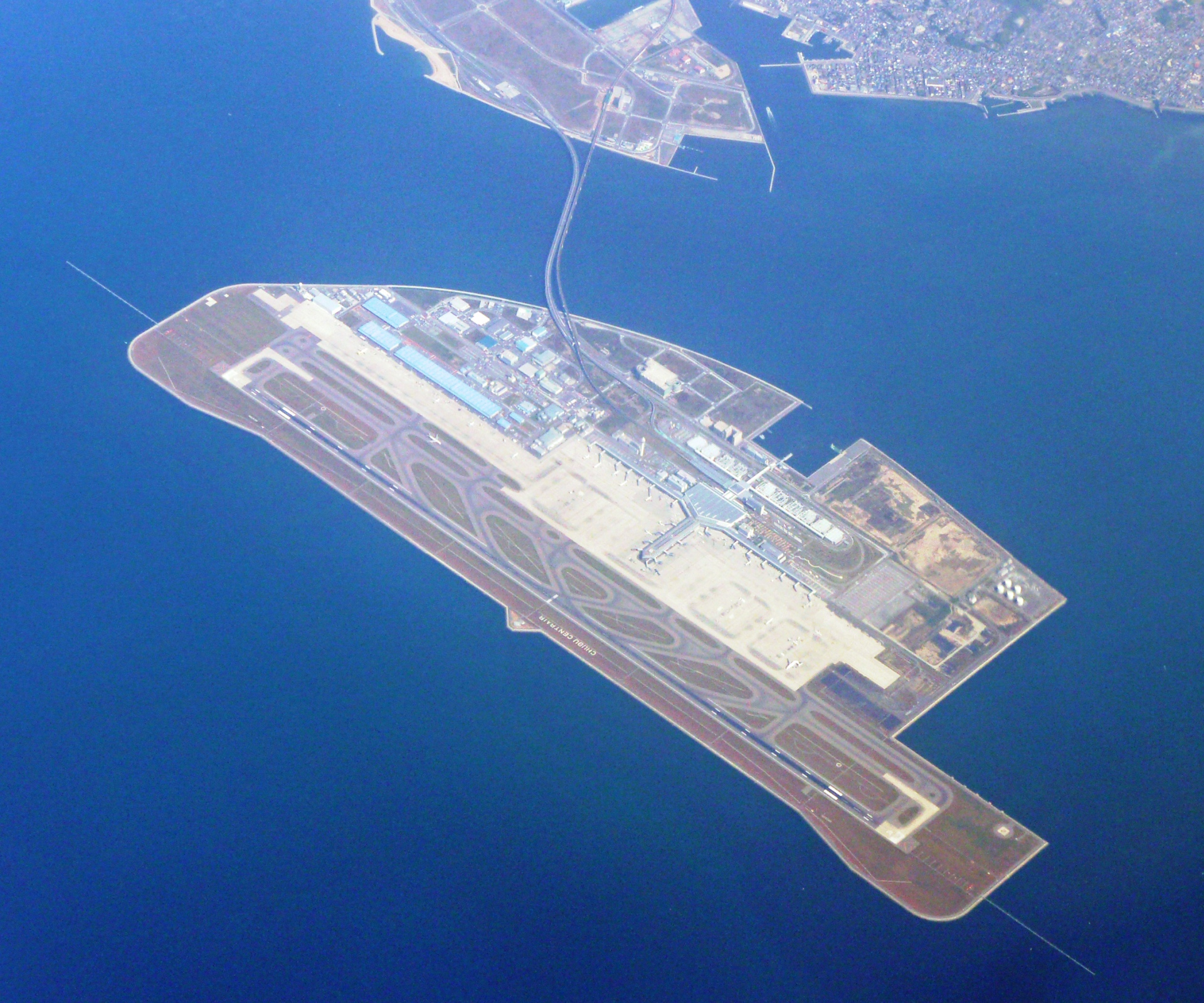
中部国際空港俯瞰

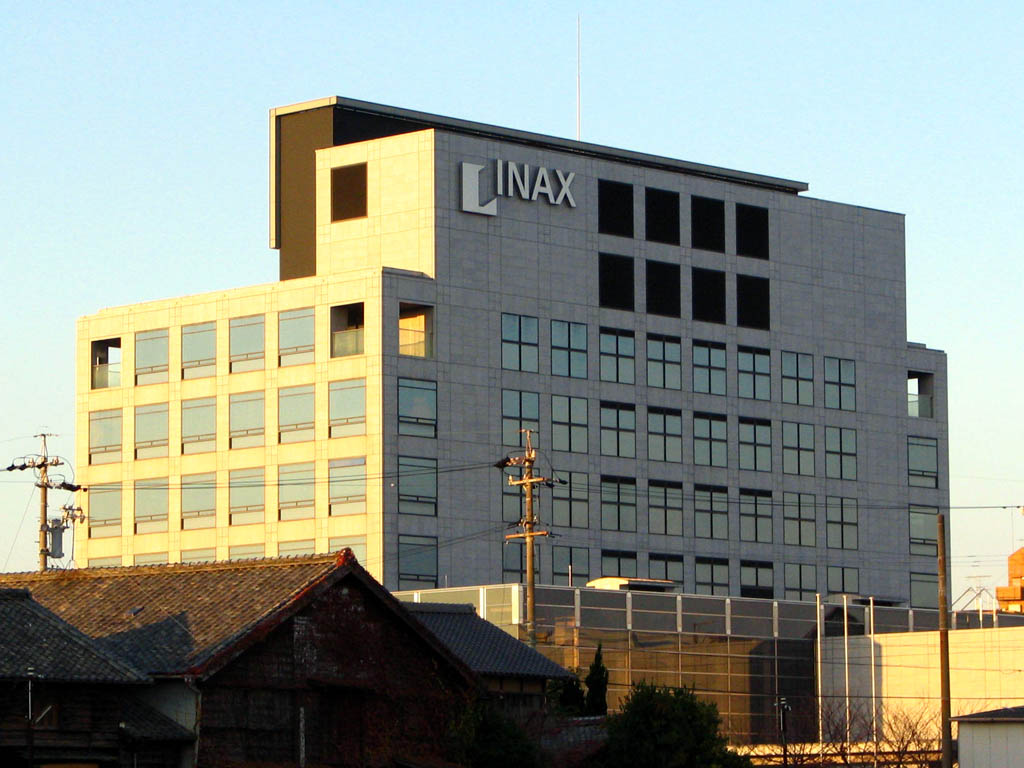
INAX（現：LIXIL）常滑本社

近年ではINAXの常滑本社工場をはじめとして工場の閉鎖、中小工場の廃業が相次ぎ、経済の停滞傾向が著しい時期があり、これに対して窯業家や市民によって焼き物の町としての観光化と窯業の再活性化に向けた努力が行われている。人口は1975年には5万5,000人を超えたが、その後は減少に転じ、1990年代後半から2000年代前半にかけて5万1,000人を割り込んだ。しかし、2005年の中部国際空港の開港に伴い、労働人口が少しずつ流入したことに加えて新興住宅地（かじま台、北汐見坂、虹の丘、飛香台など）の開発により定住人口も増加に転じており、2015年には約5万7,000人にまで増加している。
2005年の中部国際空港開港に際して、空港島のうち東側地域とその対岸部の前島を合わせた約230ヘクタールを中部臨空都市として開発した。2015年には前島にイオンモール常滑が開業している。2019年には空港島に愛知県国際展示場がオープンした。なお、常滑市には常滑競艇場がある。

### 窯業・醸造業
窯業は当地では伝統的な産業である。
江戸時代後期に復興した常滑焼は、幕末に中国（当時は清朝）から導入された技術で連房式登り窯が作られ、大量生産が開始された。明治時代以降、陶管（陶製土管）やタイルの生産が開始され、陶管は全国の上下水道管のシェアの大部分を占め、産業資材や衛生陶器の分野において全国屈指の生産地に成長する。また、茶器、花器、鉢、干支の置物や招き猫などの民具、江戸時代に生産が開始された朱泥の日本茶用の道具（急須、湯飲みなど）は常滑焼を代表するものである。
工場は伝統的な中心地である常滑地区を中心に市域の各地に点在しており、南部の小鈴谷地区では日本酒「ねのひ」を製造する盛田による醸造業も行われている。

### 農業
農業は、知多半島の地理的条件から田畑が狭く、また大きな河川がないためにため池に頼り、水不足に悩まされてきた。しかし現在は愛知用水によって農業用水が供給され、土地基盤整備事業による区画の整理や、農業用ダムの建設、機械化が行われて、近郊農業地帯になっており、主な特産品は、キャベツ、タマネギ、イチジクなどである。また、市内にあいち知多農業協同組合（JAあいち知多）の本部が置かれている。

### 水産業
水産業は、知多半島西岸の伊勢湾海上で行われる海苔の養殖が特に盛んである。
海苔養殖業の他に底引き網漁業、採貝漁業、刺し網漁業、潜水漁業などがある。主な水産物はアサリ、アナゴ、ガザミ、クルマエビ、シャコ、タイラギなどである。
漁業協同組合（北から）
- 鬼崎漁業協同組合
- 常滑漁業協同組合
- 小鈴谷漁業協同組合

### 空港開港と近年の動き
中部国際空港の開港に合わせて、地元の要望により中部臨空都市の開発が愛知県によって行われている。これにより、空港島内には物流事業者およびホテルが進出している。2019年8月30日に愛知県国際展示場が開業した。空港対岸部（通称「前島」）は当初は工業用地とされ、部品の輸出入需要が見込める自動車製造関連企業の誘致を行ったものの、部品を空輸するよりも海外で現地生産する方がコストを抑えられるため誘致は失敗し、造成後も長らく空き地になっていた。そこで、一部を商業用地に転換して誘致を行った結果、2006年6月にイオンモール常滑の進出が発表され、それ以降は結婚式場や飲食店などが出店。めんたいパークとこなめ、NTPマリーナりんくう、コストコ中部空港倉庫店などが出店した。また、工業用地として維持された区画では、ユミコア日本触媒や名古屋メッキ工業などの工場や研究所が建設された。
市街地では、空港アクセス道路の国道155号、247号に沿って、ロードサイド型の店舗の進出が続き、2007年11月にカインズモール常滑が、2013年10月にヤマナカ常滑青海店が開業した。

### 本社を置く企業
- 中部国際空港
- LIXIL常滑本社（旧INAX本社）
  - LIXILの本社・本店は東京に所在する。市内に榎戸（トイレなどの衛生陶器）、大谷（洗面化粧台などの住器）、常滑東、久米（ともにタイルなどの建材）の各工場がある。
- ジャニス工業
- 知多半島ケーブルネットワーク
- 名古屋エアケータリング
- マエダモールド - 石膏型・エピテーゼなどの製作。

## 教育

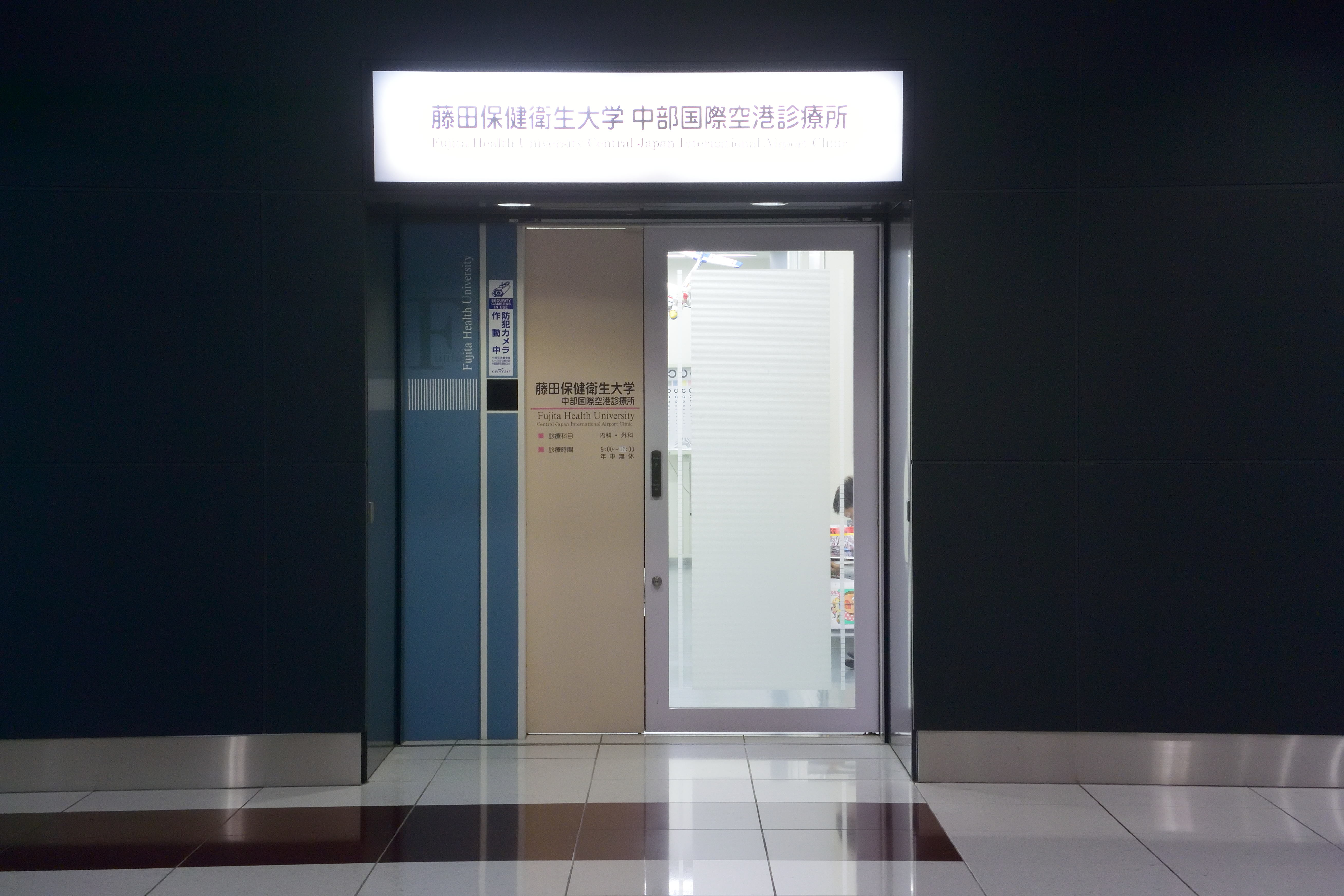
常滑教育病院

### 大学
市内に大学のキャンパスは存在しないが、大学関連施設が存在する。
- 名古屋芸術大学 常滑工房
- 藤田医科大学 常滑教育病院

### 高等学校
1976年には愛知県立常滑高等学校から愛知県立常滑北高等学校が分離独立したが、2006年には両校が統合されて常滑高校が存続し、常滑高校は常滑北高校の敷地に移転した。
- 愛知県立常滑高等学校

### 中学校
- 常滑市立青海中学校
- 常滑市立鬼崎中学校
- 常滑市立常滑中学校
- 常滑市立南陵中学校

### 小学校
- 常滑市立三和小学校
- 常滑市立大野小学校
- 常滑市立鬼崎北小学校
- 常滑市立鬼崎南小学校
- 常滑市立常滑西小学校
- 常滑市立常滑東小学校
- 常滑市立西浦北小学校
- 常滑市立西浦南小学校
- 常滑市立小鈴谷小学校

### 職業能力開発校
- INAX建築技術専門校

## 生活基盤
- 市外局番は市内全域で0569（半田MA）が使用される。
- 本市の郵便番号は〒479-00**・08**[15]。
- 車検証の使用者の住所が本市にある自動車には名古屋ナンバーが交付される。

## 交通

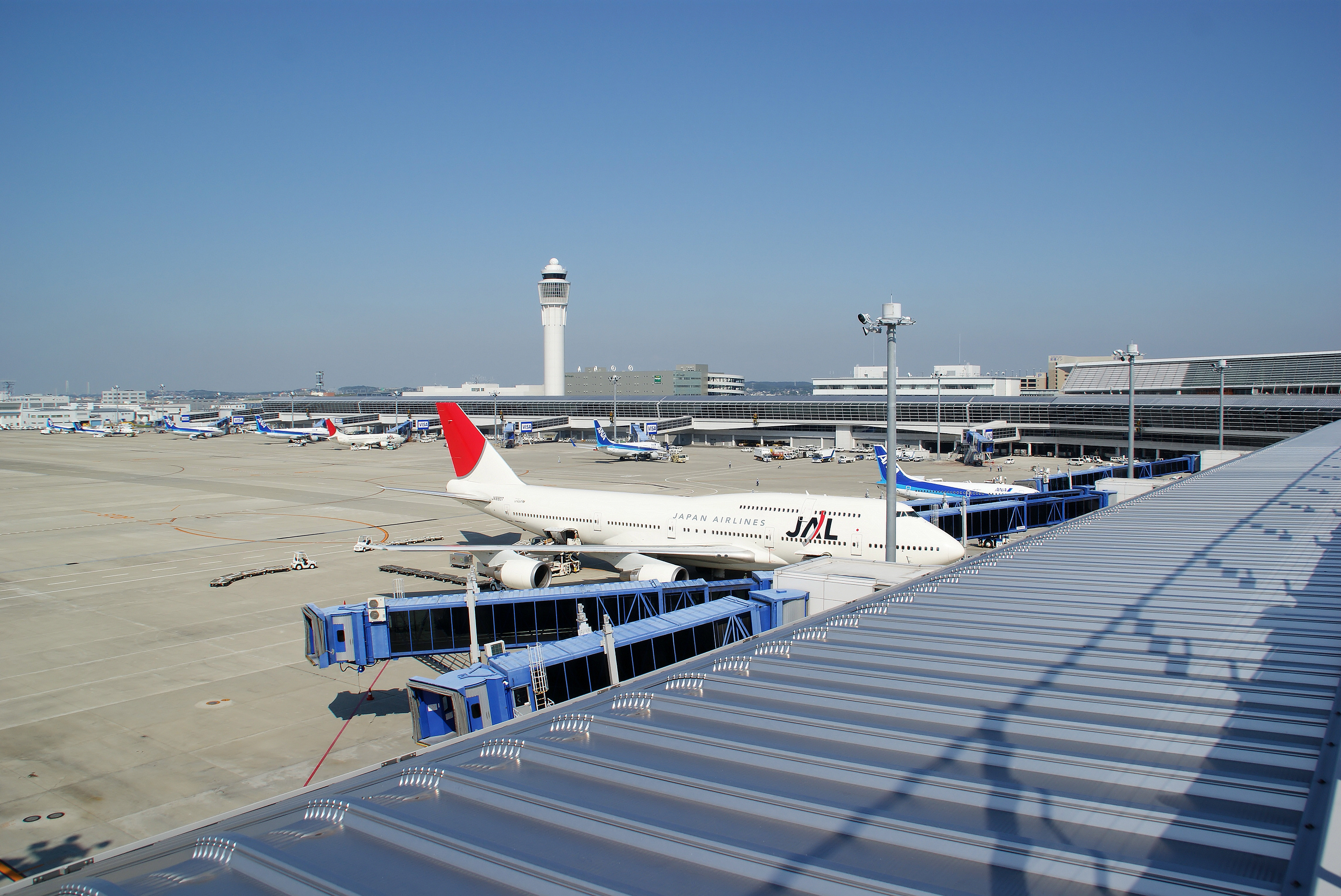
中部国際空港

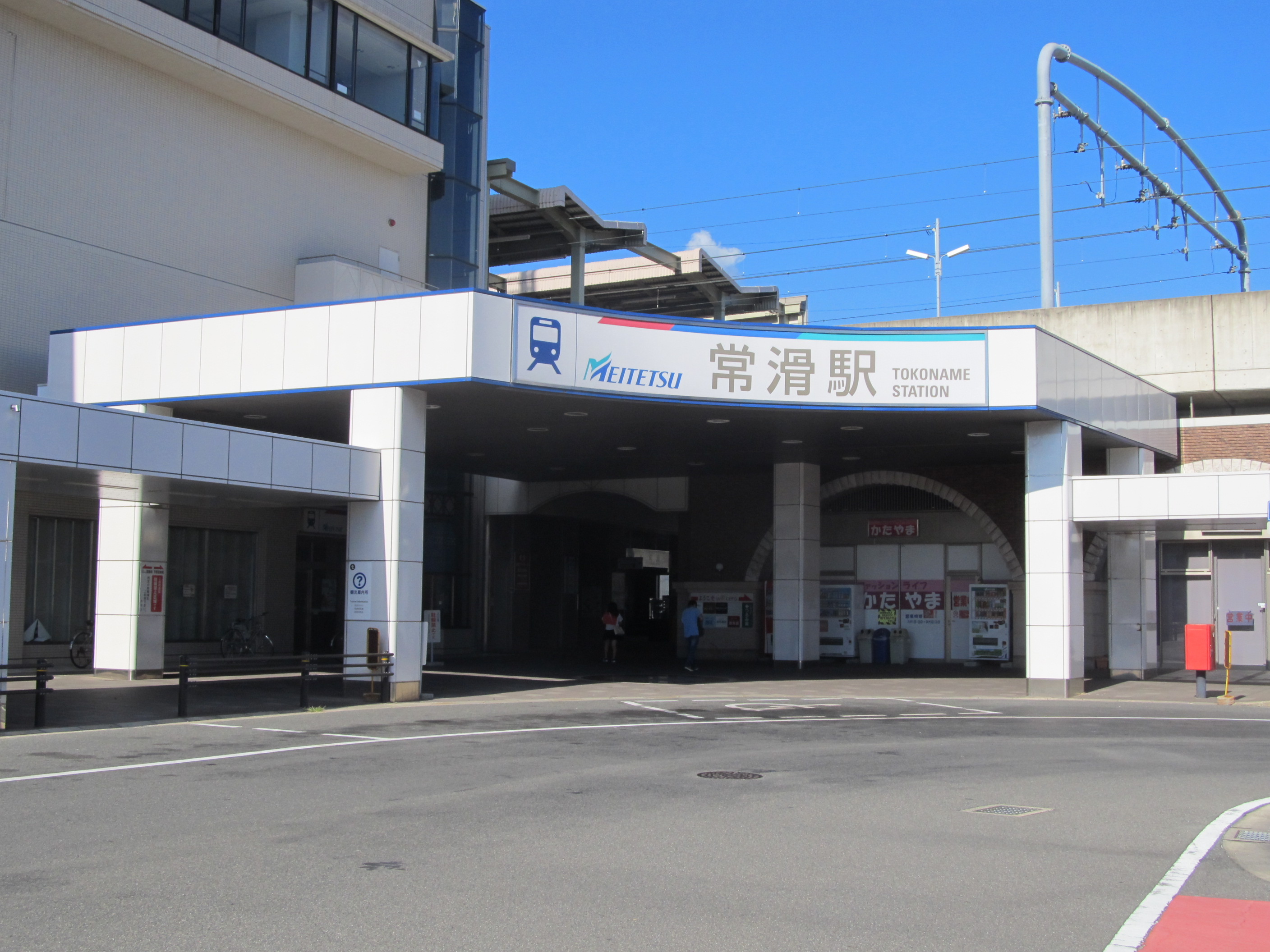
常滑駅

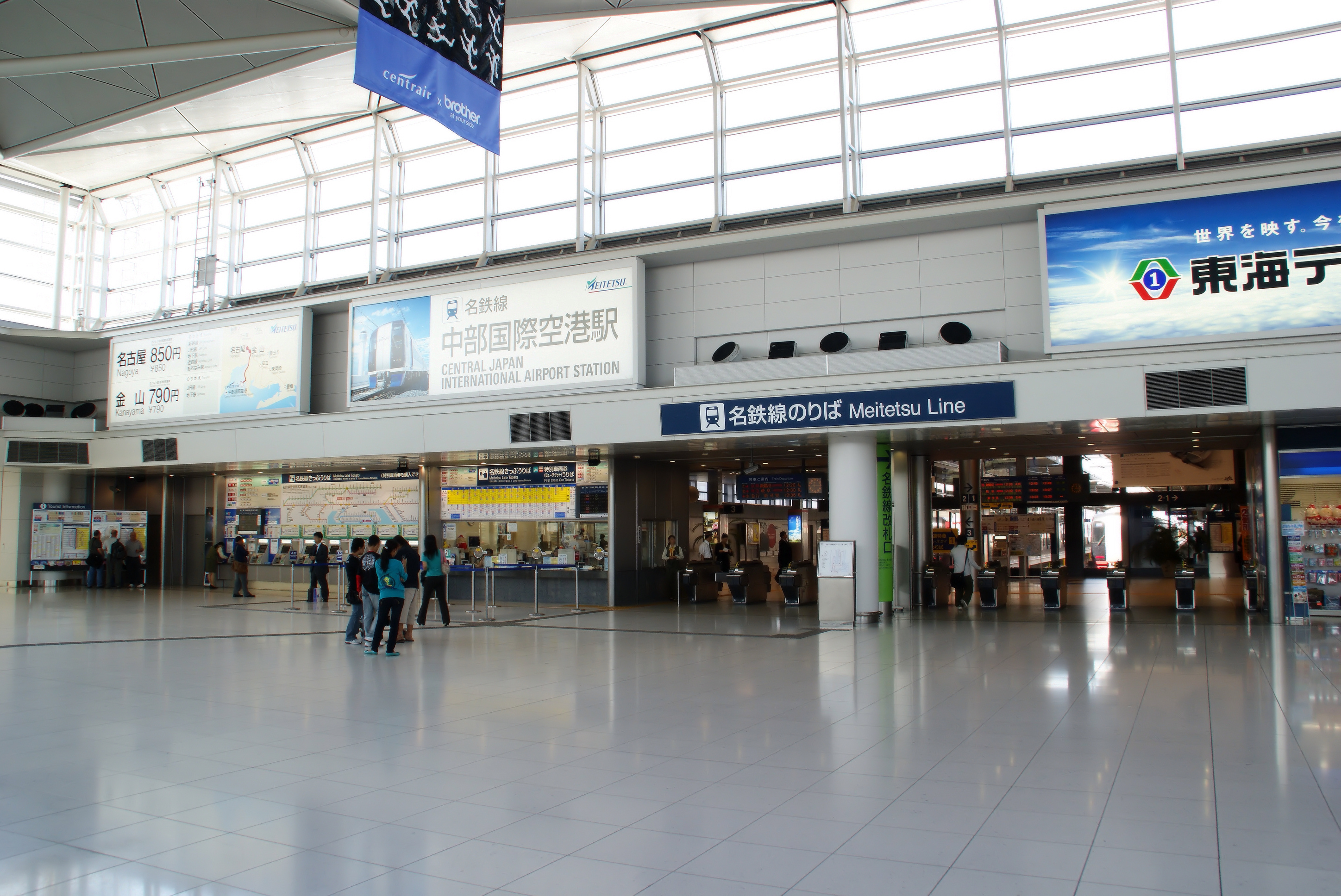
中部国際空港駅

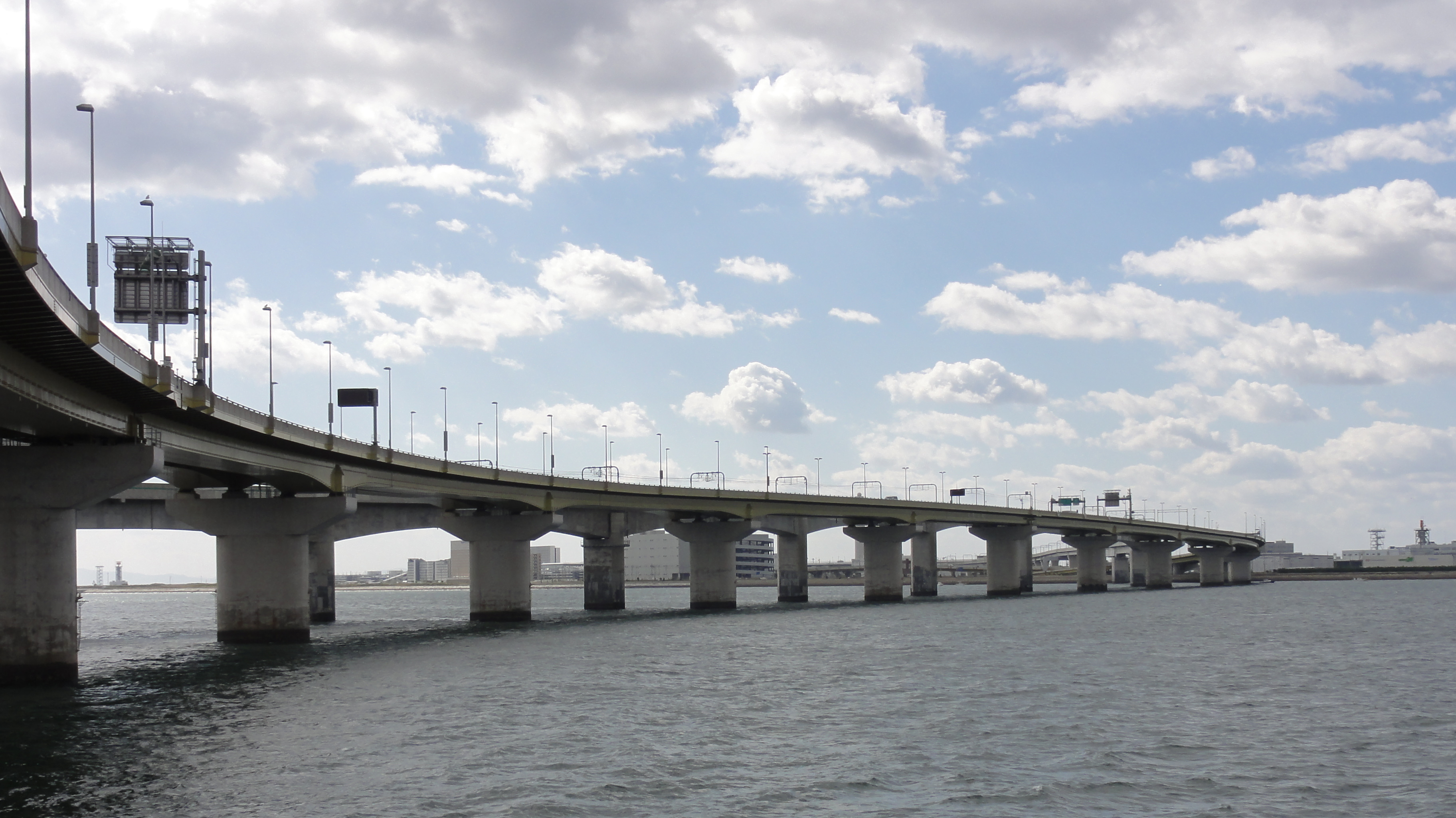
セントレア大橋

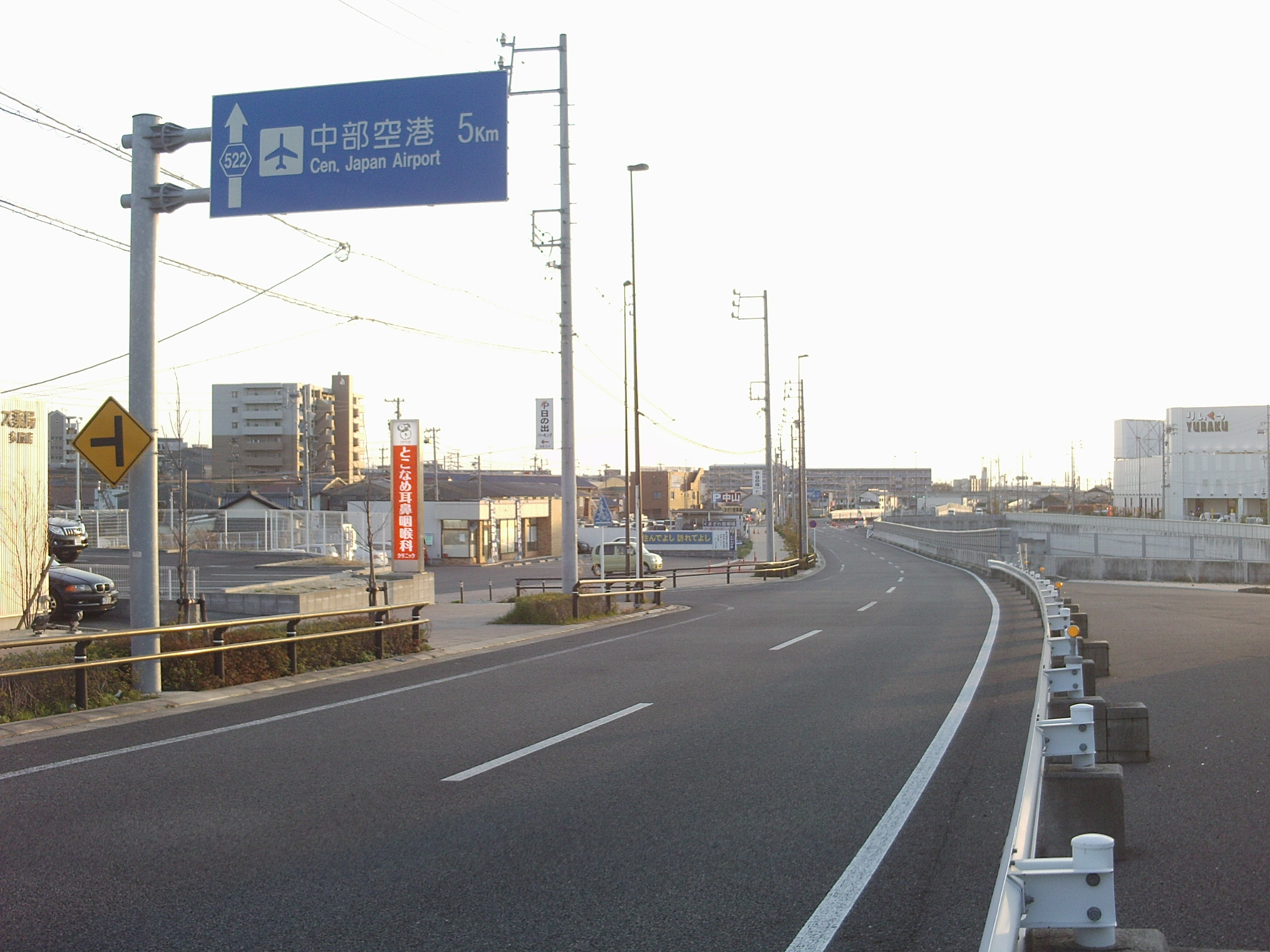
セントレアラインの側道

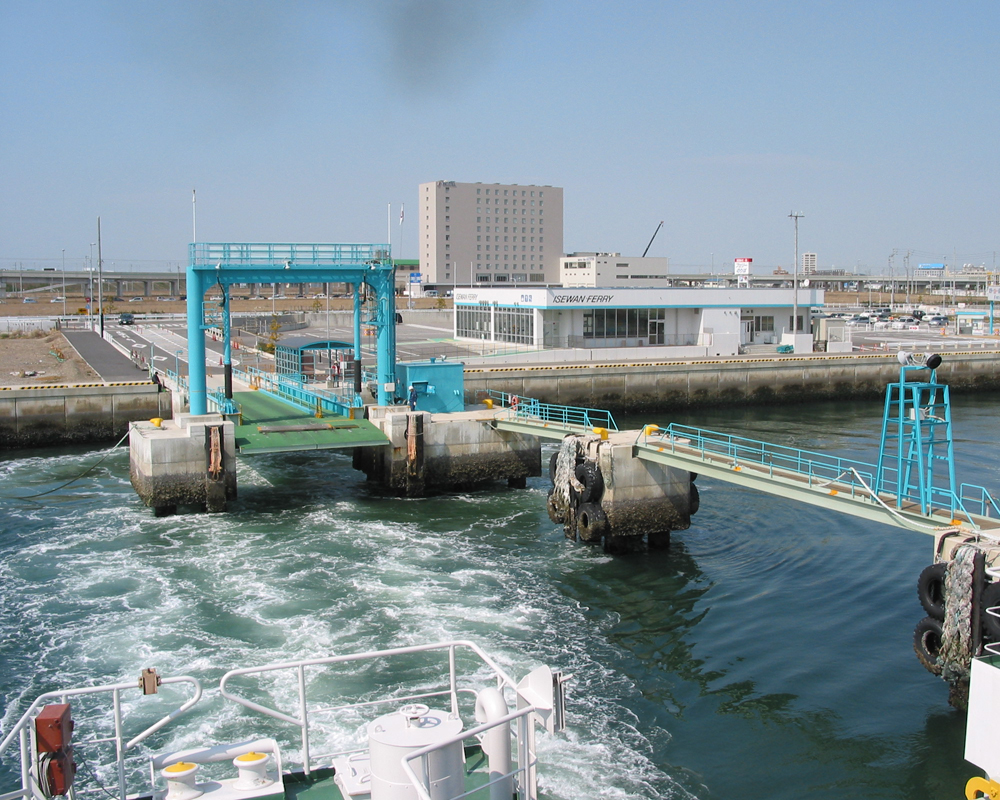
常滑港

### 空港
中部国際空港（セントレア）
中部国際空港を発着する高速バス、船舶については中部国際空港の項を参照。

### 鉄道路線
市の中心となる駅：常滑駅
名古屋鉄道（名鉄）
■常滑線：（知多市）- 大野町駅 - 西ノ口駅 - 蒲池駅 - 榎戸駅 - 多屋駅 - 常滑駅 -
■空港線：- 常滑駅 - りんくう常滑駅 - 中部国際空港駅
空港線の施設の保有者（第三種鉄道事業者）は、第三セクターの中部国際空港連絡鉄道である。
中心市街に設置された常滑駅は、常滑線の下り終着駅である。中部国際空港の開港に際して常滑線を延伸させる形で空港線が設置され、常滑線と一体運行されている。
なお市南部に知多新線が通っているが、市内に駅はない。上野間駅（美浜町）が最寄駅となる。

### バス
常滑市コミュニティバス
- 知多乗合へ運行委託。路線の詳細は該当記事参照。

知多バス（知多乗合）
- 半田常滑線（知多半田駅 - 青山駅 - 常滑駅 - 中部国際空港）

### 道路
有料道路
知多横断道路
■中部国際空港連絡道路
- 上記二つの路線を合わせてセントレアラインとの愛称がついている。

一般国道
国道155号（起点）
国道247号
主要地方道
- 愛知県道34号半田常滑線
- 愛知県道72号武豊小鈴谷線

一般県道
- 愛知県道252号大府常滑線
- 愛知県道265号碧南半田常滑線
- 愛知県道266号板山金山線
- 愛知県道267号大野町停車場線
- 愛知県道269号古場武豊線
- 愛知県道270号常滑港線
- 愛知県道274号小鈴谷河和線
- 愛知県道464号南粕谷半田線
- 愛知県道522号中部国際空港線

### 港湾
- 常滑港
  - かつて伊勢湾フェリーの常滑鳥羽航路のターミナルがあった。航路廃止後にフェリーとの接続施設は撤去され、待合室建物はNTPマリーナりんくうの施設に転用された。
  - 2021年に初めて大型クルーズ船（にっぽん丸）が寄港した[16]。

## 名所・旧跡・観光スポット

### 名所・旧跡
城郭
- 尾張大野城跡

仏教寺院
- 頭光山安養寺 – 古場町。曹洞宗。

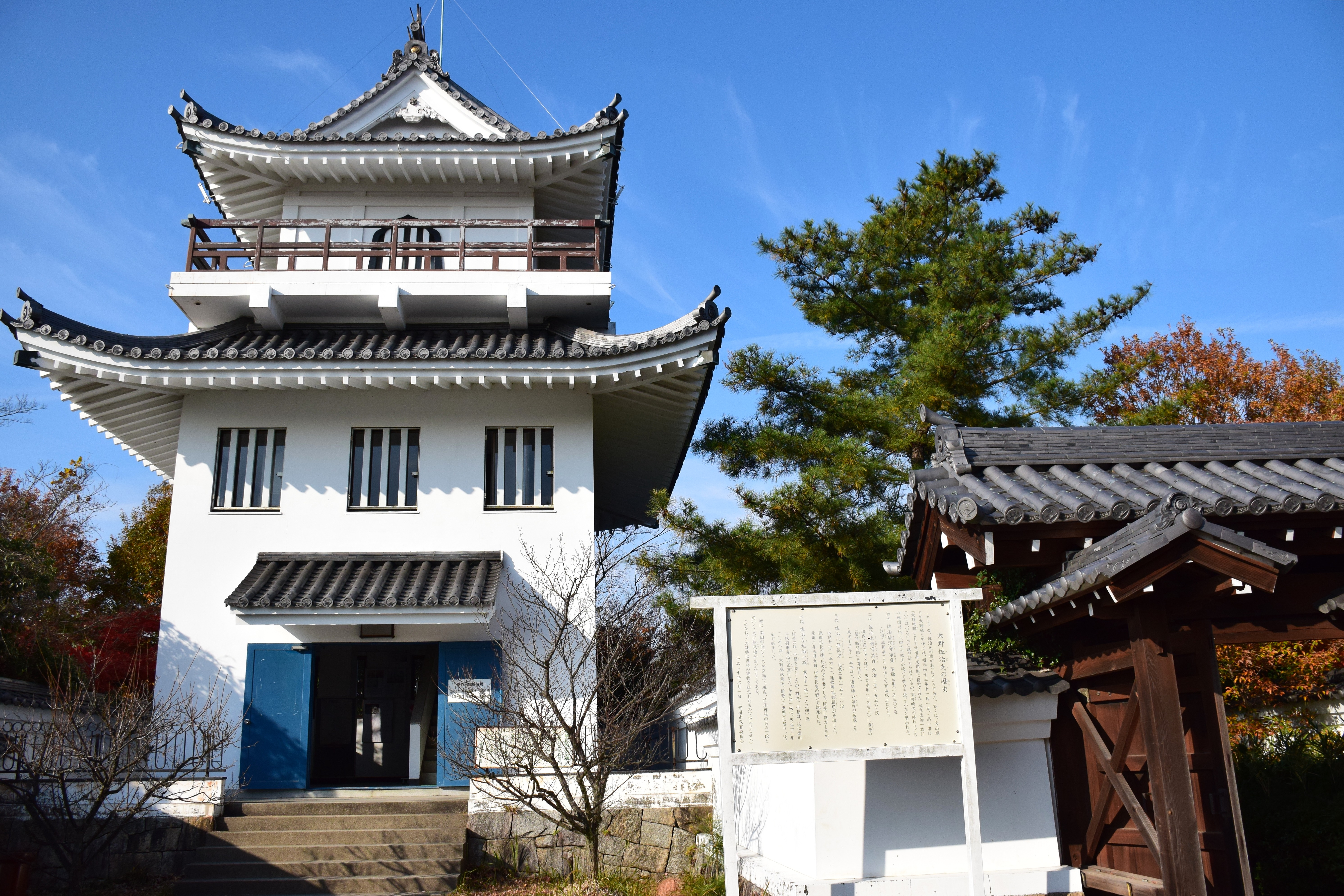
尾張大野城

- 大光山安楽寺 – 知多四国霊場 第60番札所。
- 福聚山海音寺 – 大野町。臨済宗妙心寺派。尾張八十八ヶ所 第74番札所[17]
- 霊松山海徳寺 – 榎戸町。曹洞宗
- 万年山玉泉寺 – 知多四国霊場 第59番札所
- 御嶽山高讃寺 – 知多四国霊場 第61番札所
- 松林山光泉寺 – 金山。真宗大谷派
- 小林山光明寺 – 大野町にある浄土真宗の寺院。知多半島の真宗寺院で最古であり、親鸞の真筆を伝えている。
- 萬松山斎年寺 – 佐治氏の菩提寺。雪舟の代表作である『慧可断臂図』（国宝）を所蔵する。尾張三十三観音 第9番札所。
- 海松山西用寺 – 西之口。浄土宗西山深草派。
- 松尾山三光院 – 知多四国霊場 第67番札所
- 龍松山正住院 – 保示町。西山浄土宗。
- 多門山松仙寺 – 蒲池町。浄土宗西山深草派
- 龍現山盛泉寺 – 久米。真宗大谷派。
- 石松山瑞泉寺 – 東海四十九薬師霊場 第4番札所
- 金鈴山曹源寺 – 大谷。曹洞宗。
- 神護山相持院 – 知多四国霊場 第65番札所
- 補陀落山大善院 – 知多四国霊場 第63番札所
- 御嶽山洞雲寺 – 知多四国霊場 第62番札所
- 青龍山桃源寺 – 山方町。曹洞宗。
- 八景山中之坊寺 – 知多四国霊場 第66番札所
- 世昌山宝全寺 – 知多四国霊場 第64番札所
- 龍王山宝蔵寺 – 知多四国霊場 第68番札所
- 金光山来応寺 – 知多四国霊場 第58番札所
- 嶋崎山蓮生寺（子育観音、子育観世音菩薩） – 小倉町。浄土宗。
- 小倉山蓮台寺 – 小倉町。時宗。

- 正住院山門
- 光明寺本堂
- 斉年寺山門
- 洞雲寺本堂

神社
- 榎戸神明社 – 榎戸村
- 小倉神社（牟山権現）
- 熊野神社
- 広石神社 – 広目村[18]
- 佐治神社 – 佐治氏の氏神
- 大錦津見神社
- 常石神社
- 常滑神明社
- 柴舟権現神社 - 徳川家康が祭神
- 秋葉神社 - 奥条区
- 縣神社 - 奥条区（愛称:県社）
- 多賀神社

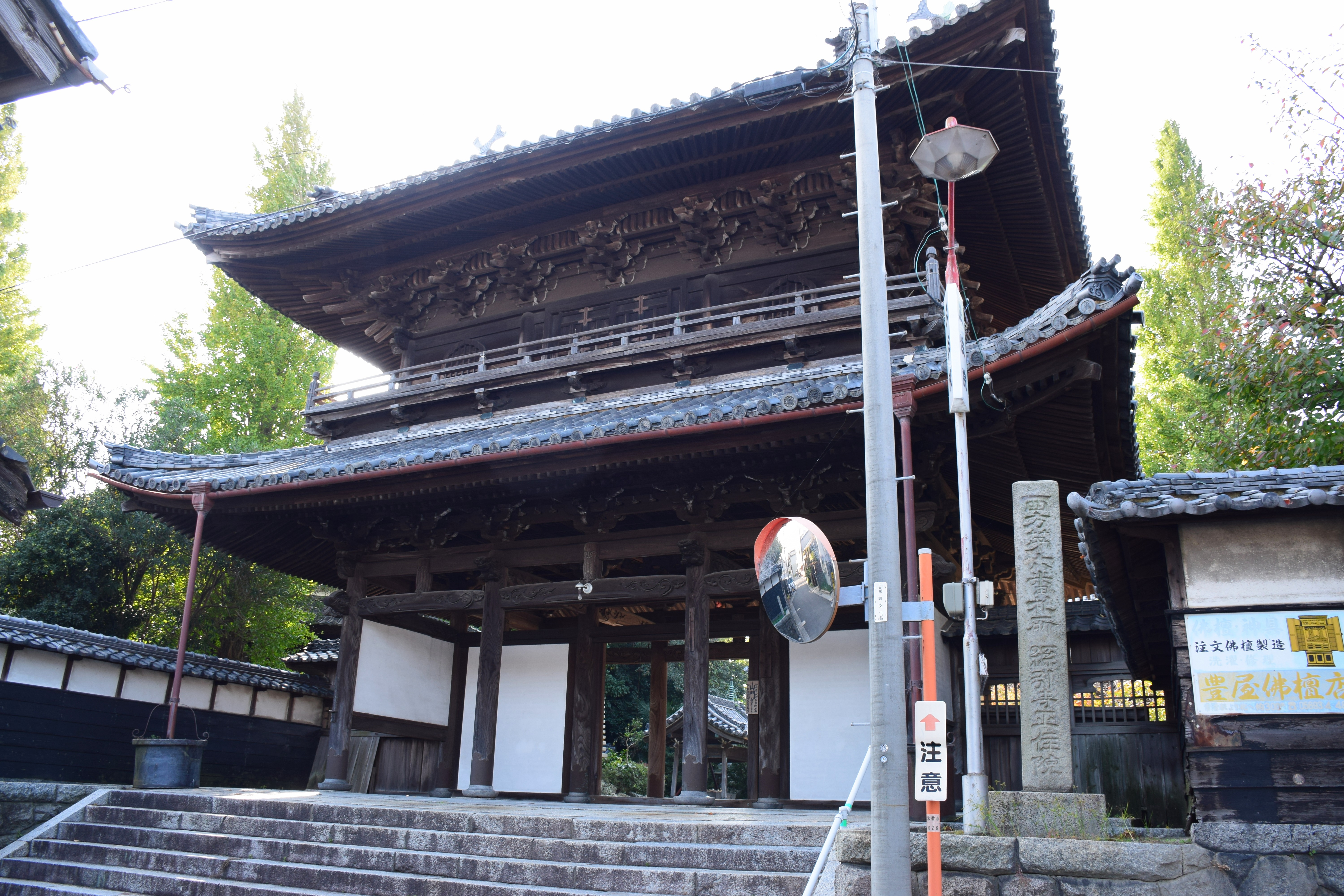
正住院山門
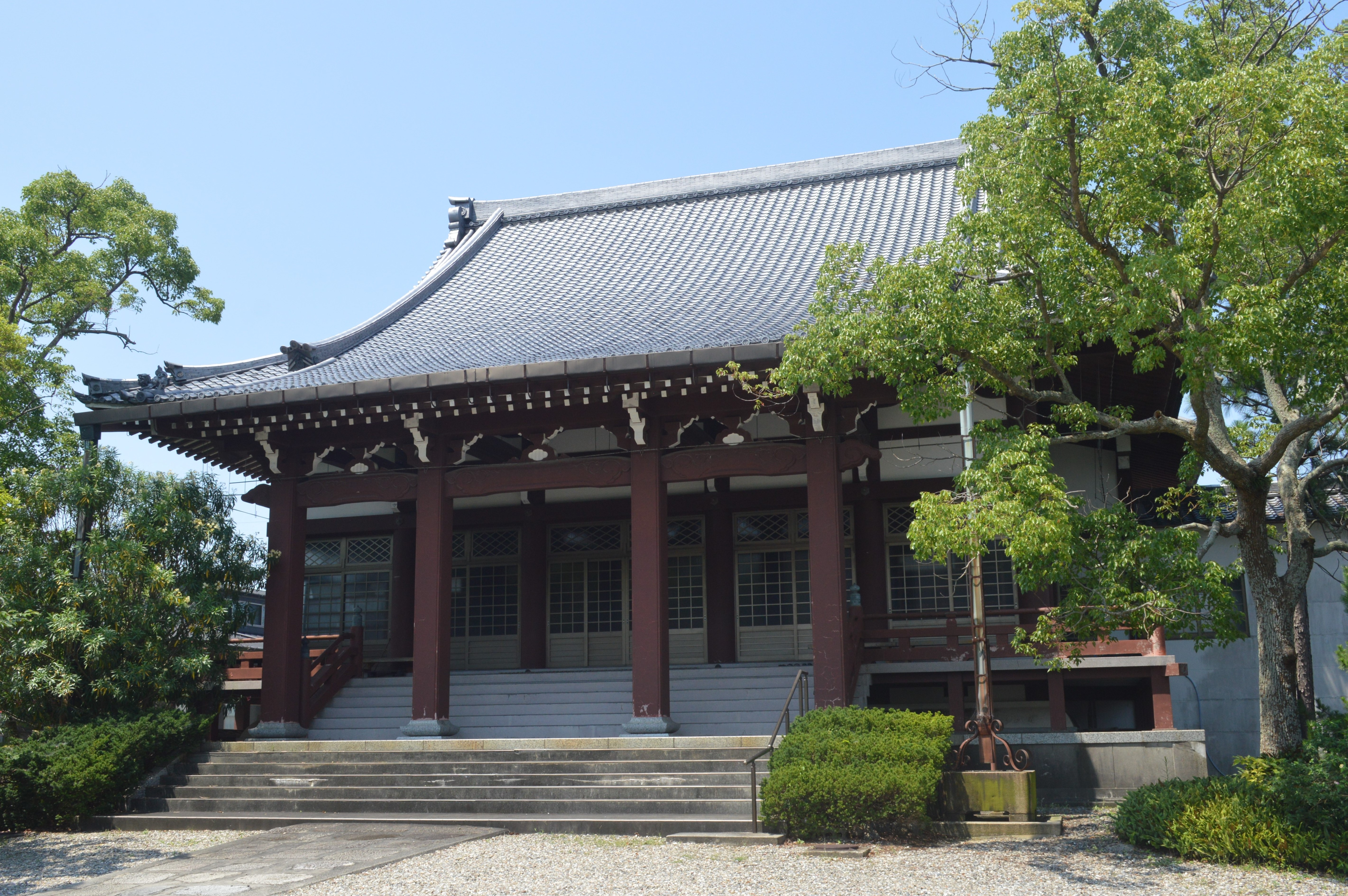
光明寺本堂
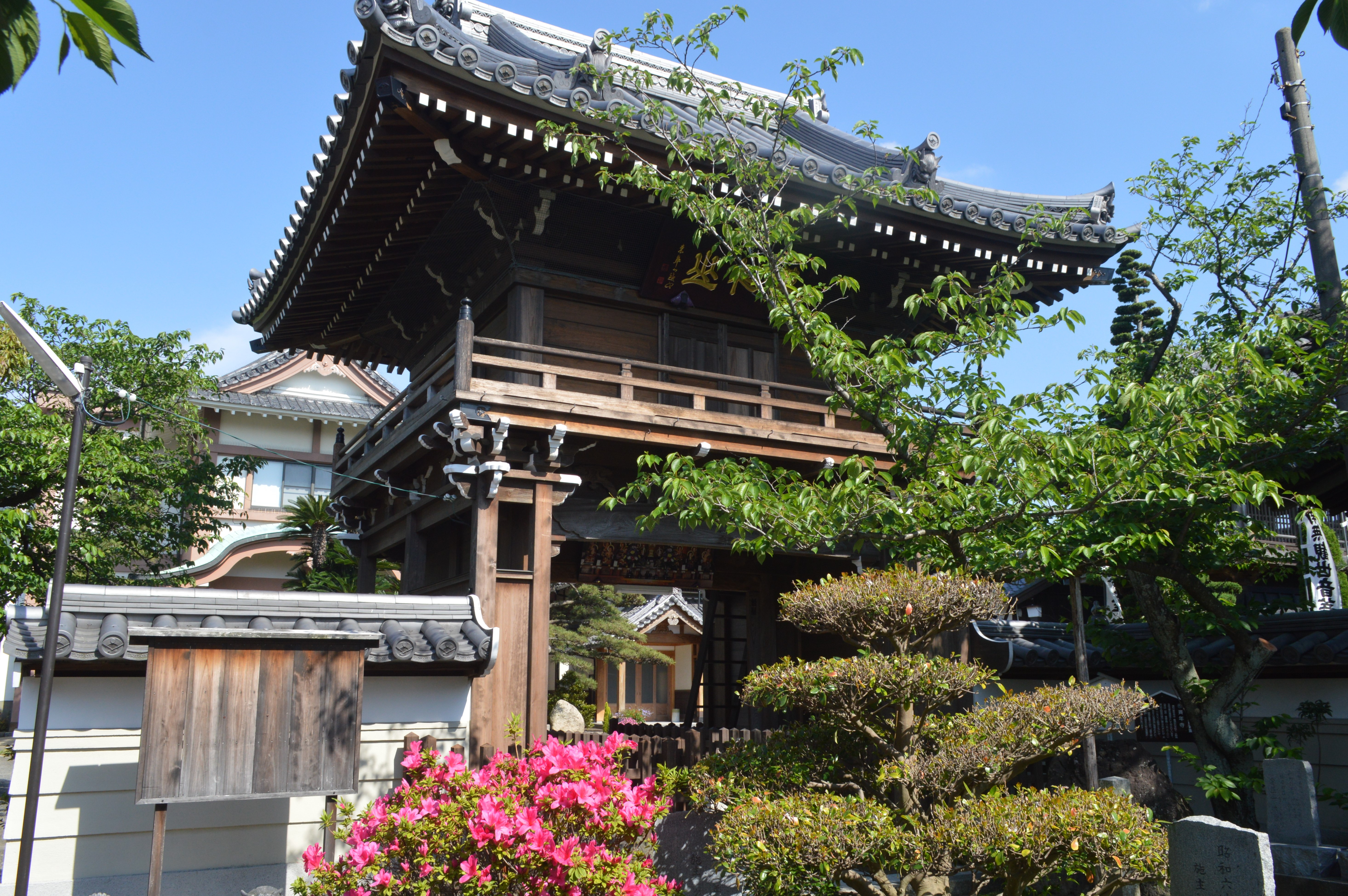
斉年寺山門
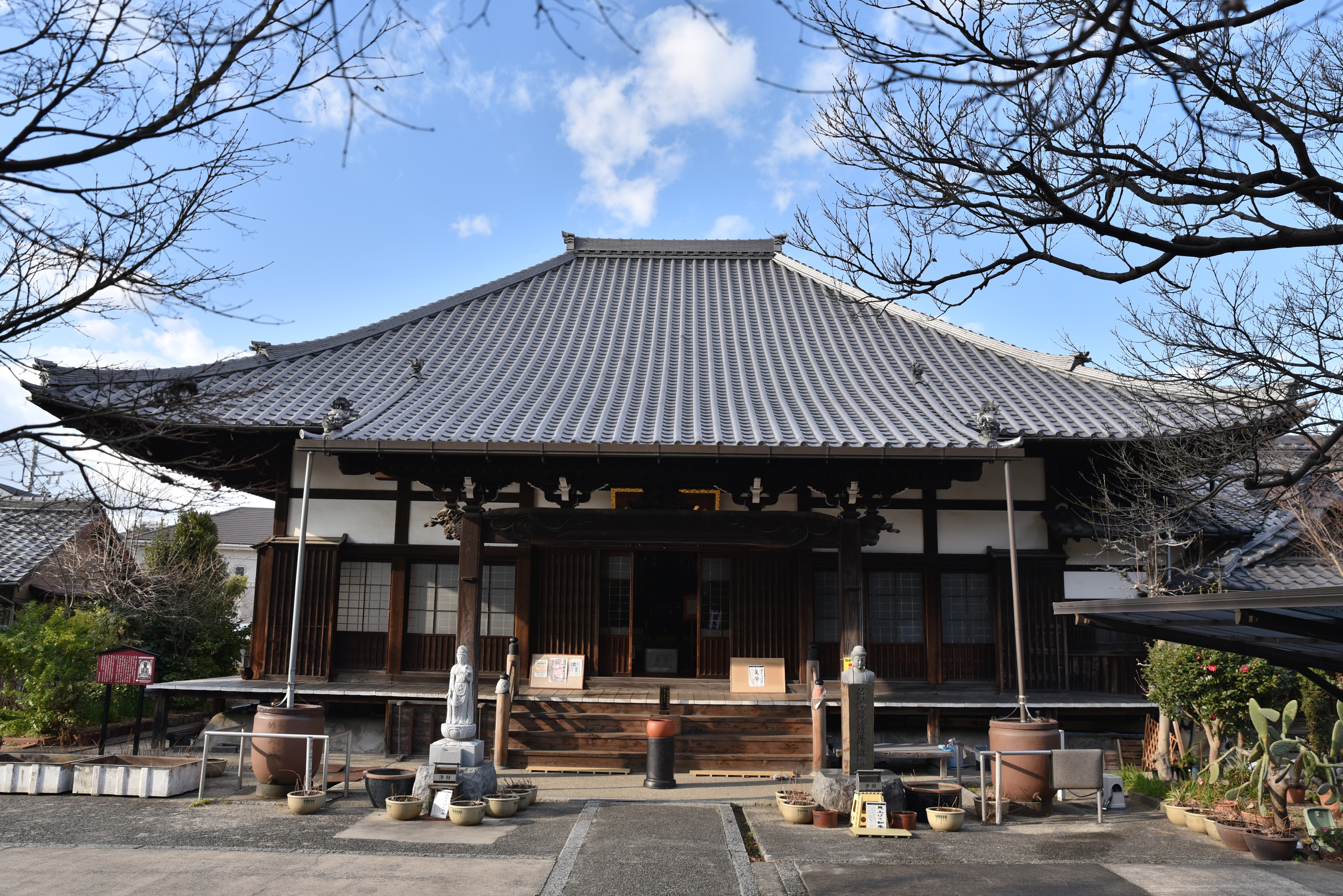
洞雲寺本堂

- 津島神社 – 牛頭天王社。津島神社から勧請。
- 白山神社
- 御嶽神社 – みたけ公園
- 矢田八幡神社
- 海椙神社 – 牛頭天王社

### 観光スポット
ビーチ
- 大野海水浴場（大野海岸）
- 常滑りんくうビーチ
- 坂井海水浴場 - 坂井温泉

マリーナ

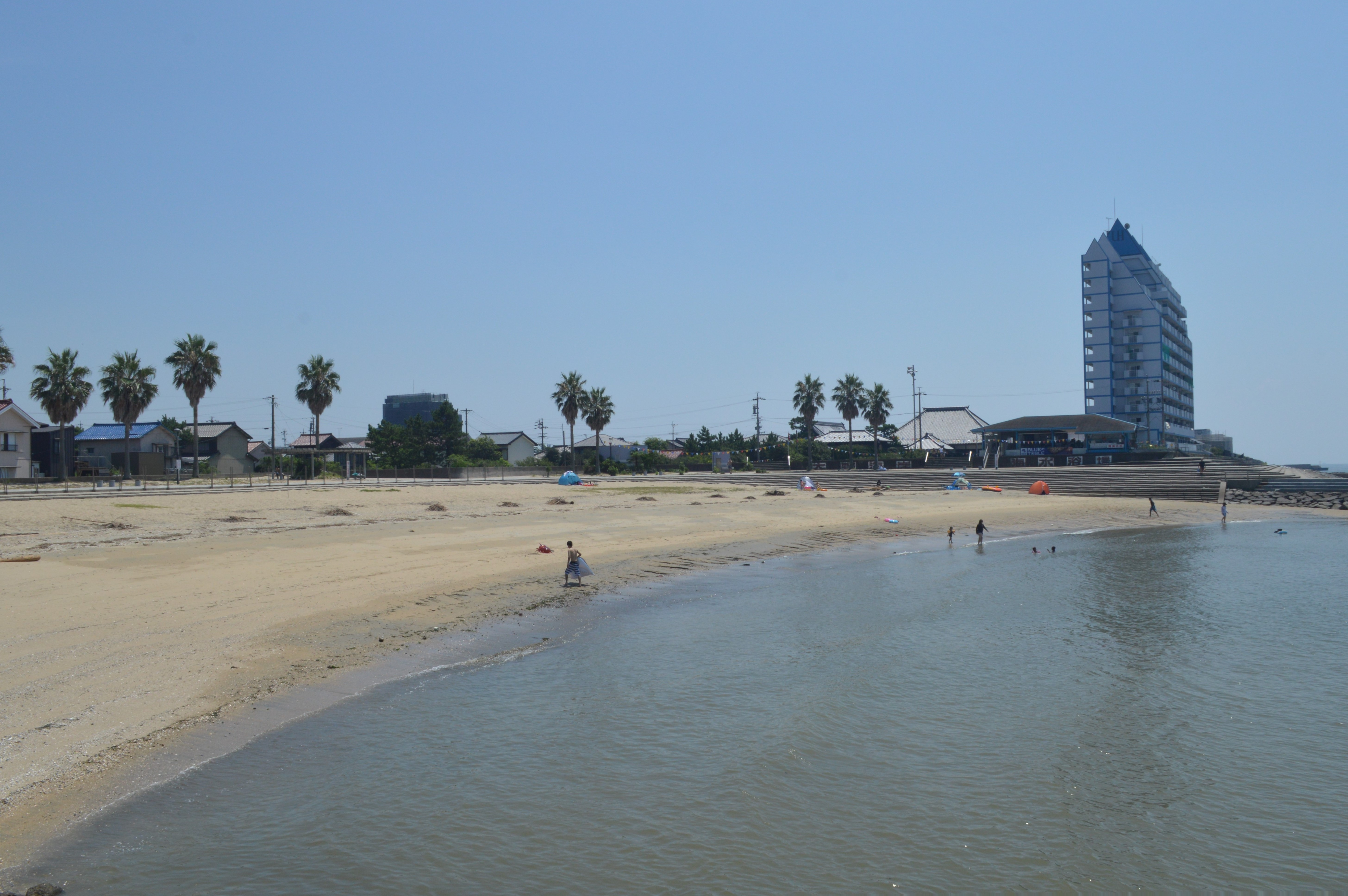
世界最古の海水浴場とも言われる大野海水浴場

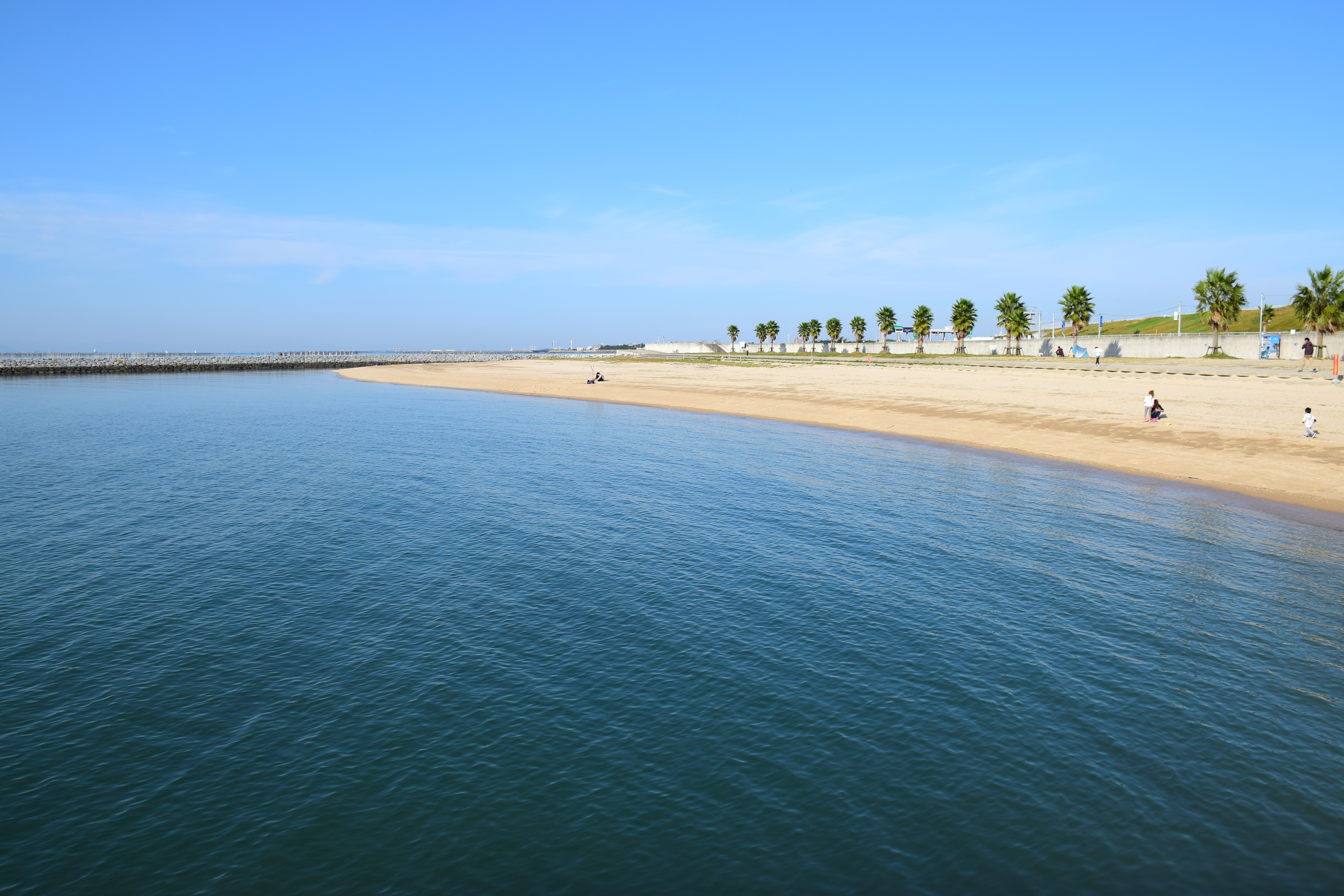
人工海岸のりんくうビーチ

- NTPマリーナりんくう
- 常滑マリーナ

施設
- スカイタウン（中部国際空港のショッピングモール）
- イオンモール常滑
  - ワンダーフォレストきゅりお
  - 常滑温泉 マーゴの湯
- めんたいパークとこなめ
- コストコホールセール中部空港倉庫店
- ボートレースとこなめ

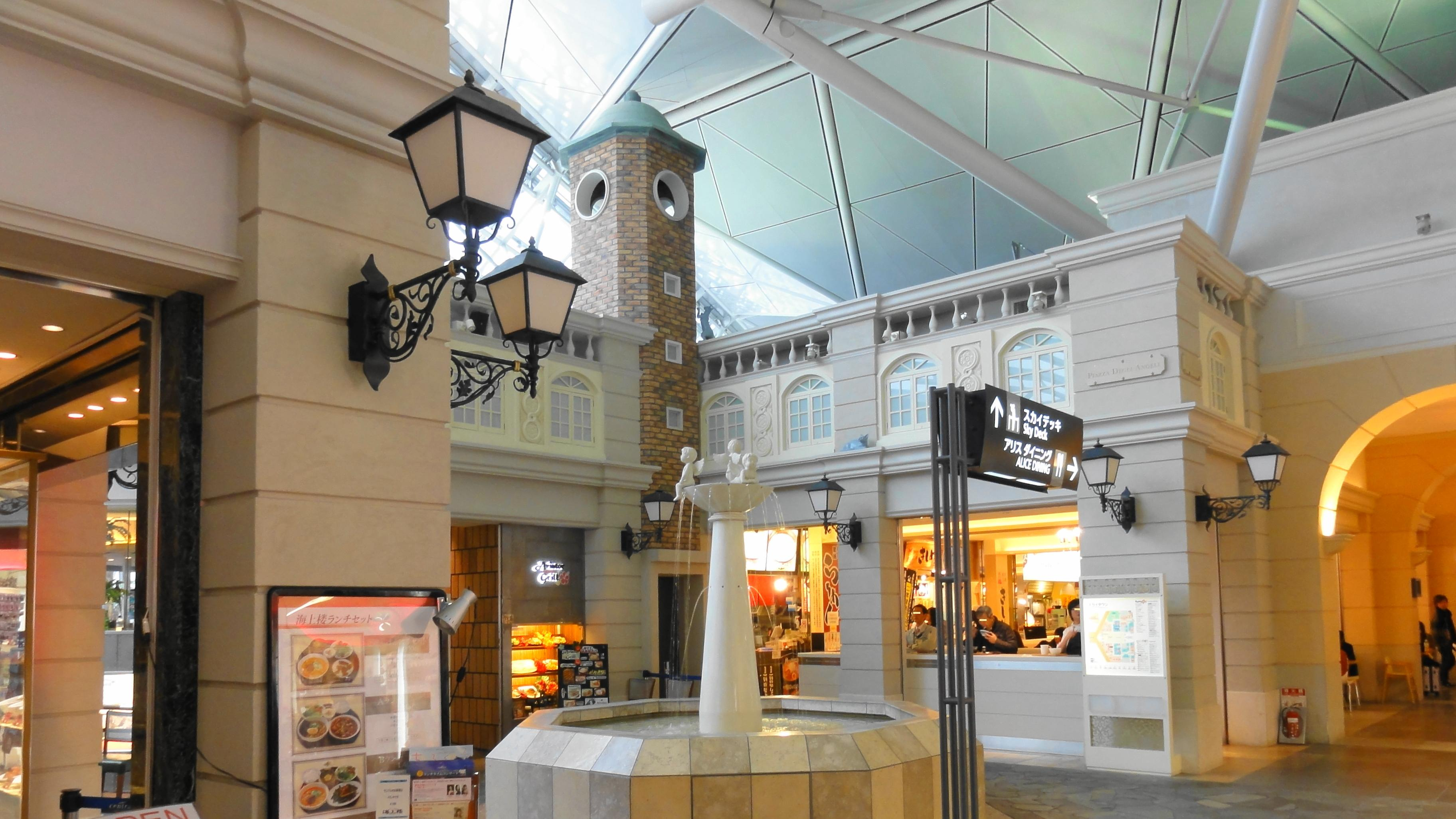
スカイタウン
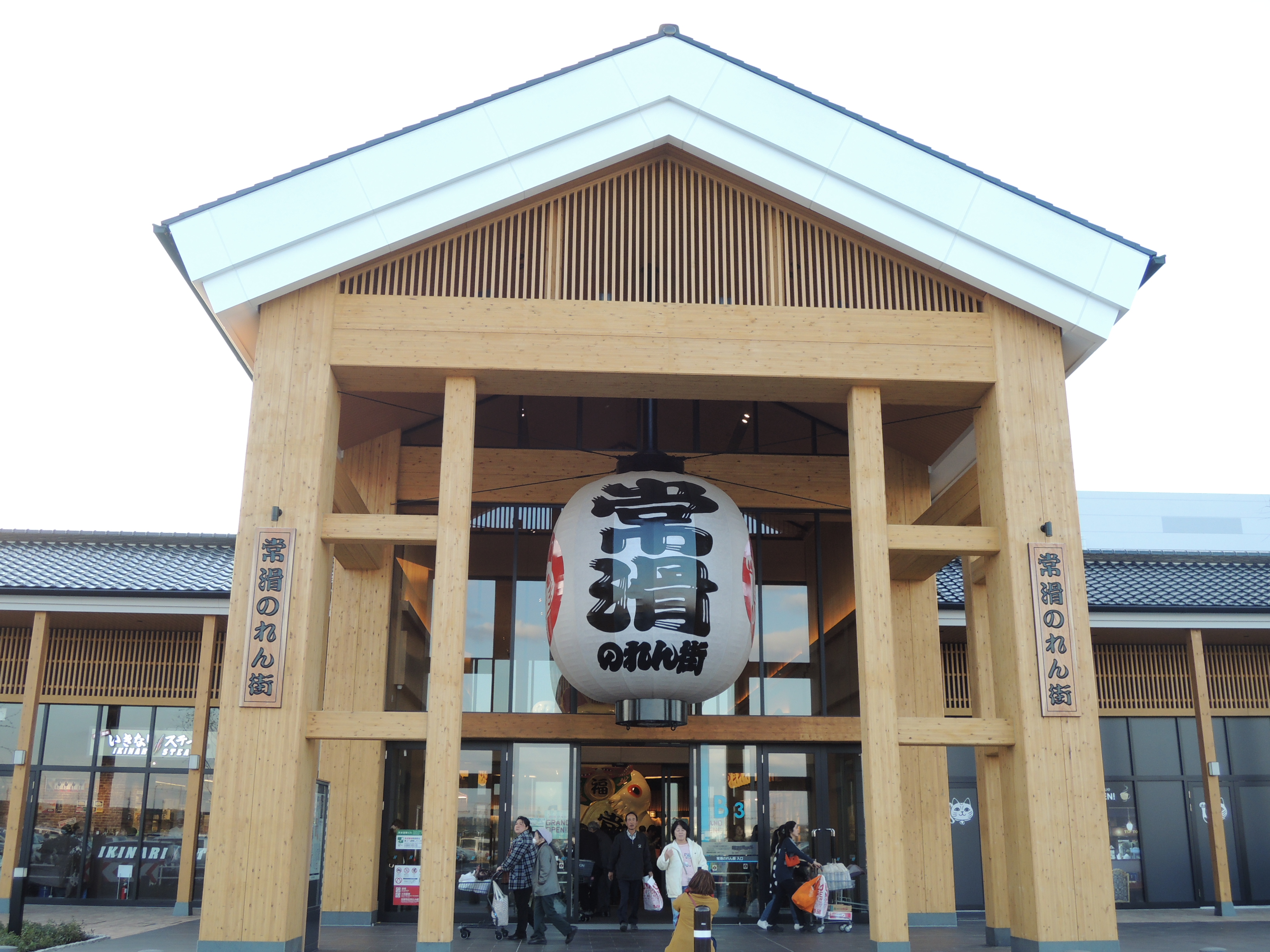
常滑のれん街
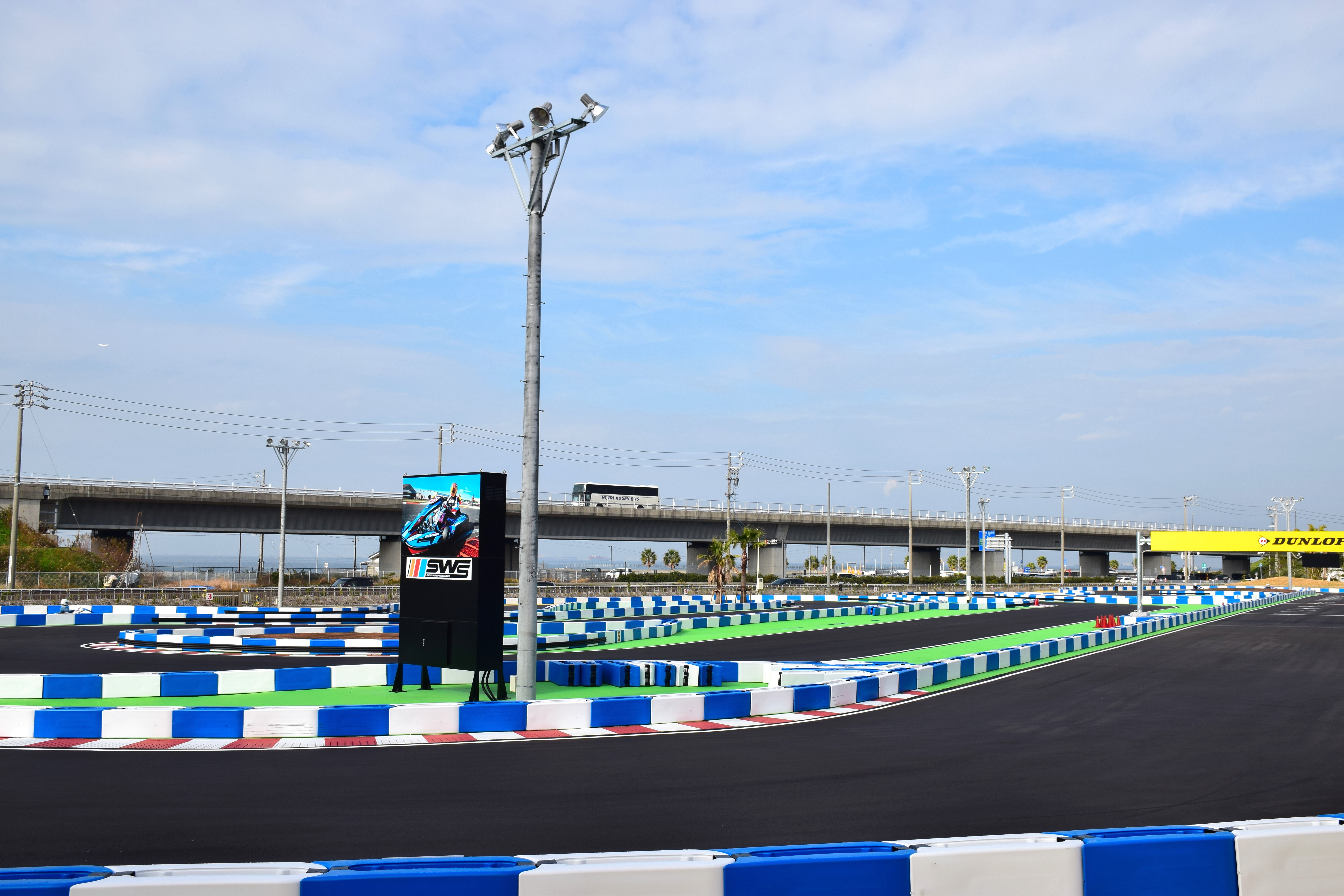
ワンダーフォレストきゅりお
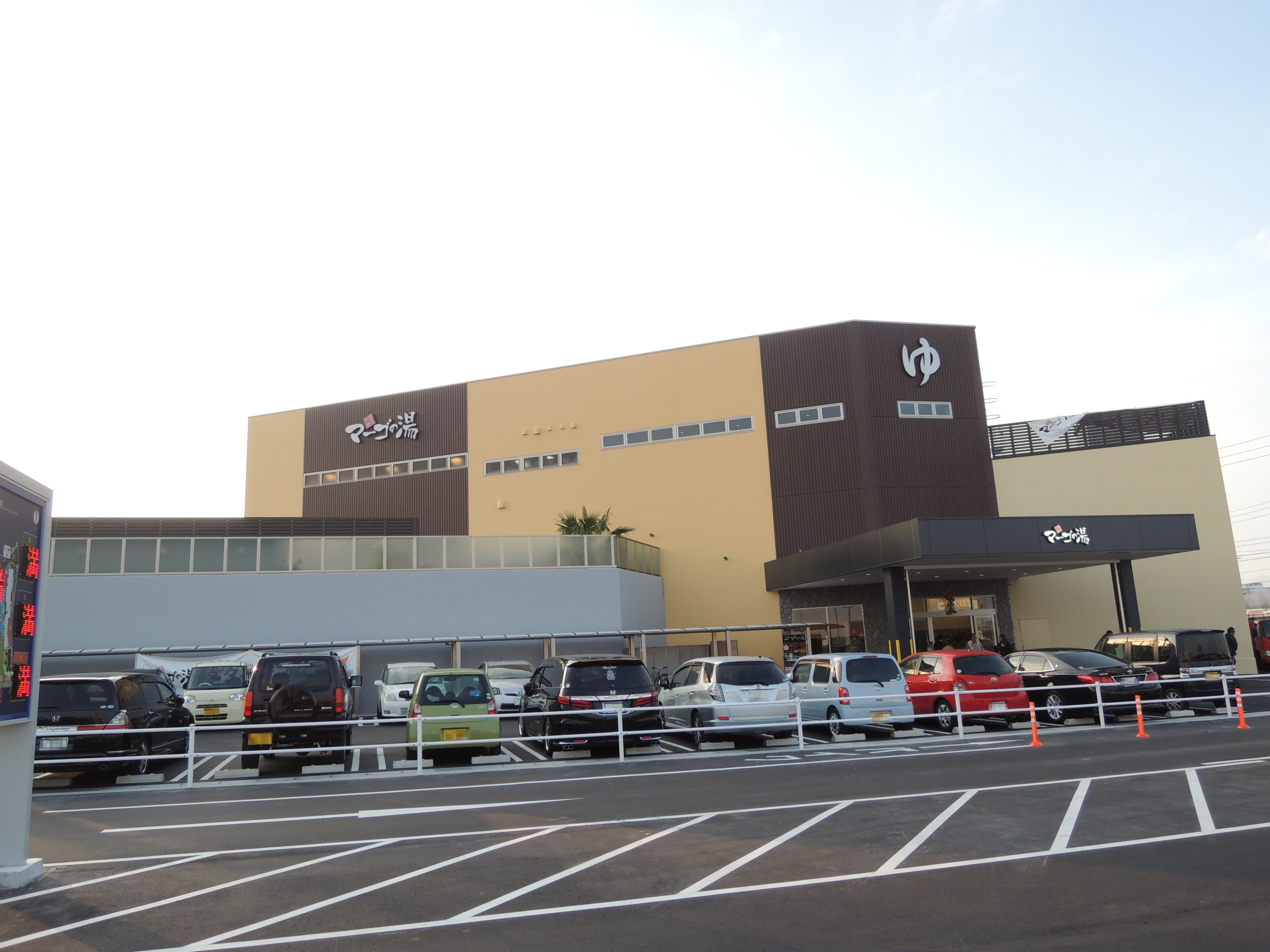
常滑温泉 マーゴの湯
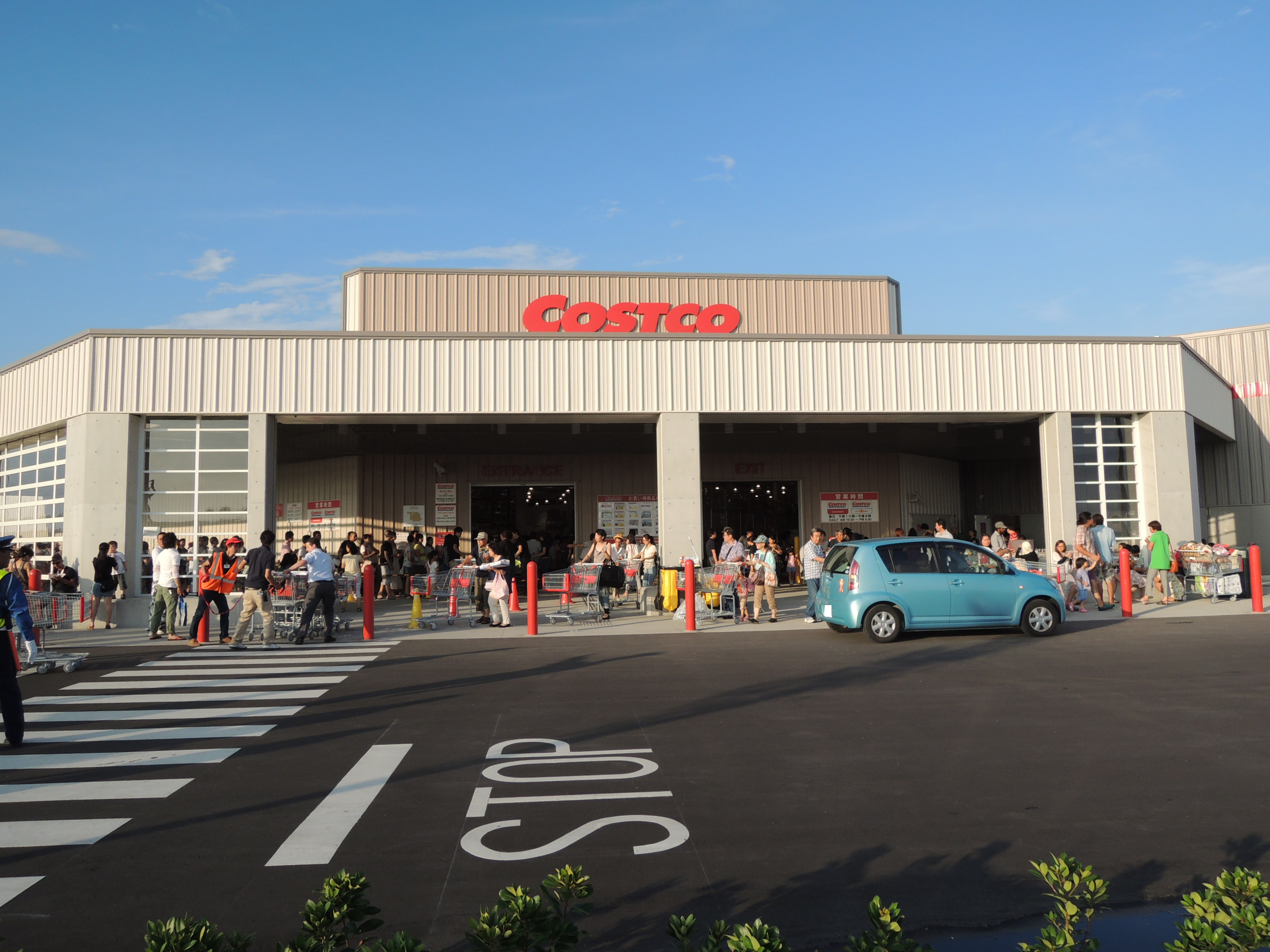
コストコ 中部空港倉庫
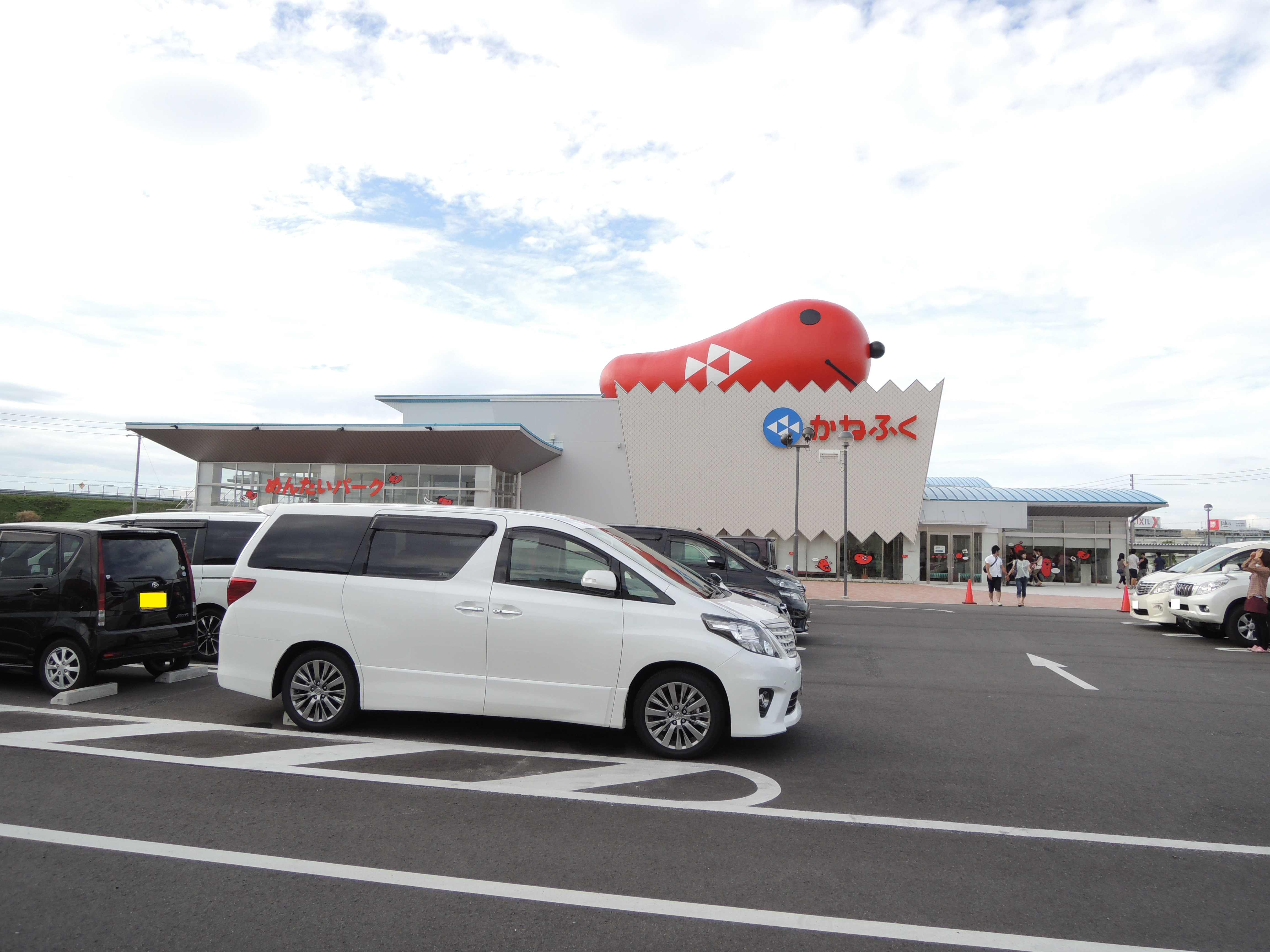
めんたいパークとこなめ
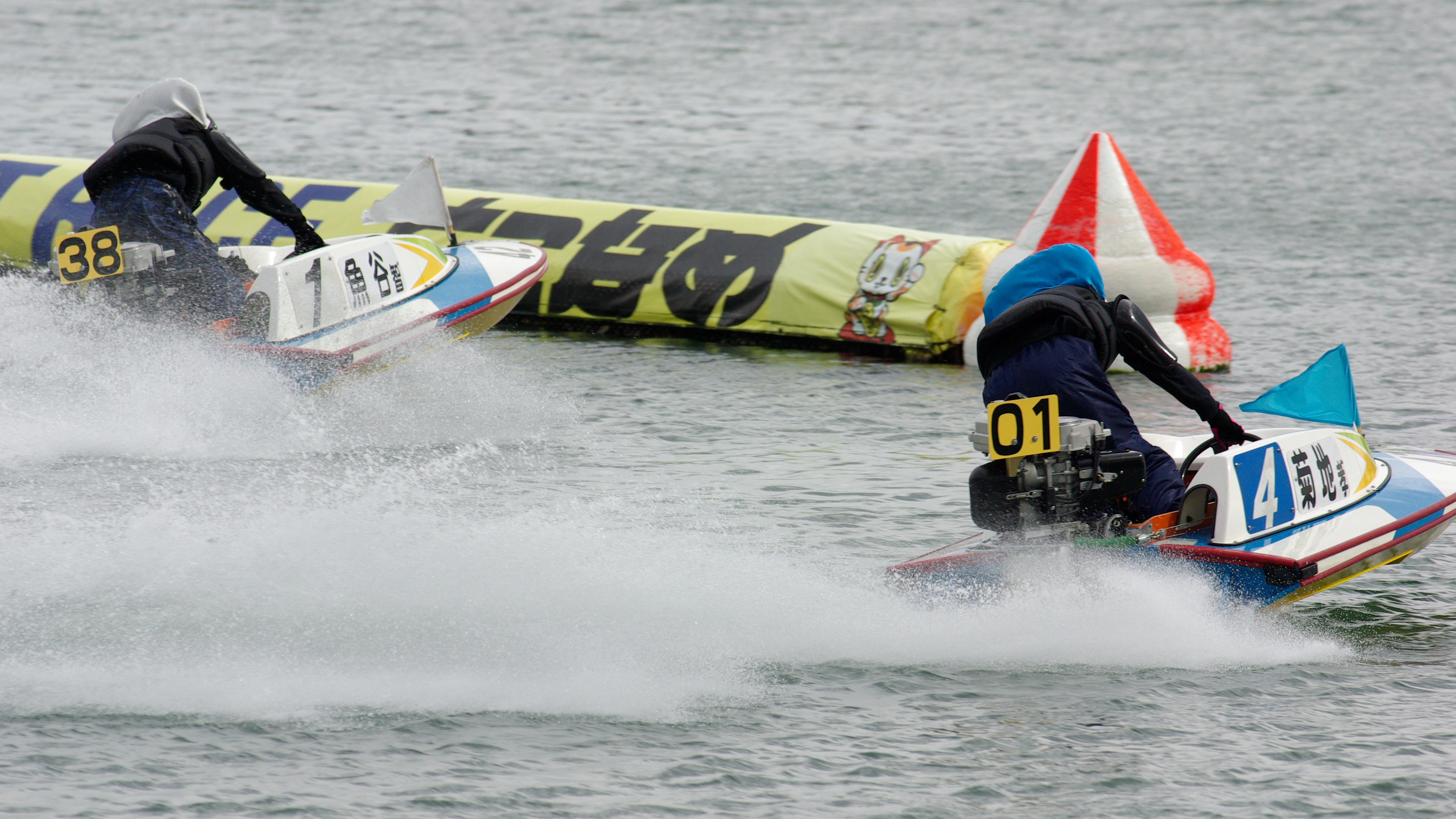
ボートレース常滑

博物館・資料館
- とこなめ陶の森
  - とこなめ陶の森資料館
  - とこなめ陶の森陶芸研究所
- 尾張大野歴史資料館

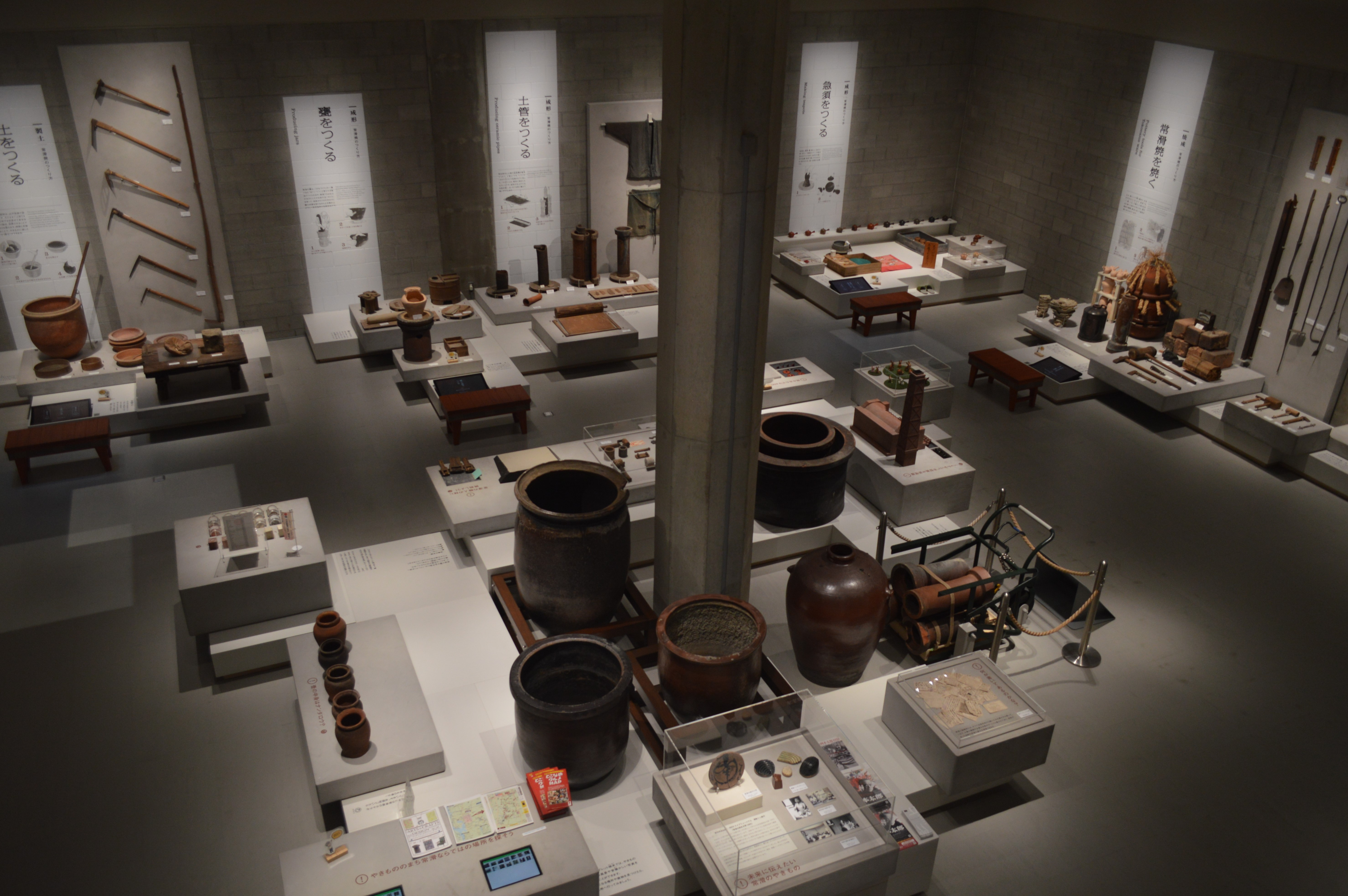
とこなめ陶の森資料館

- 盛田味の館（酒、味噌、たまり、醤油の製造工程をビデオで紹介するほか、十五代当主・盛田昭夫についての常設展示がある）
- 盛田昭夫塾
- 鈴渓資料館
- INAXライブミュージアム
- FLIGHT OF DREAMS

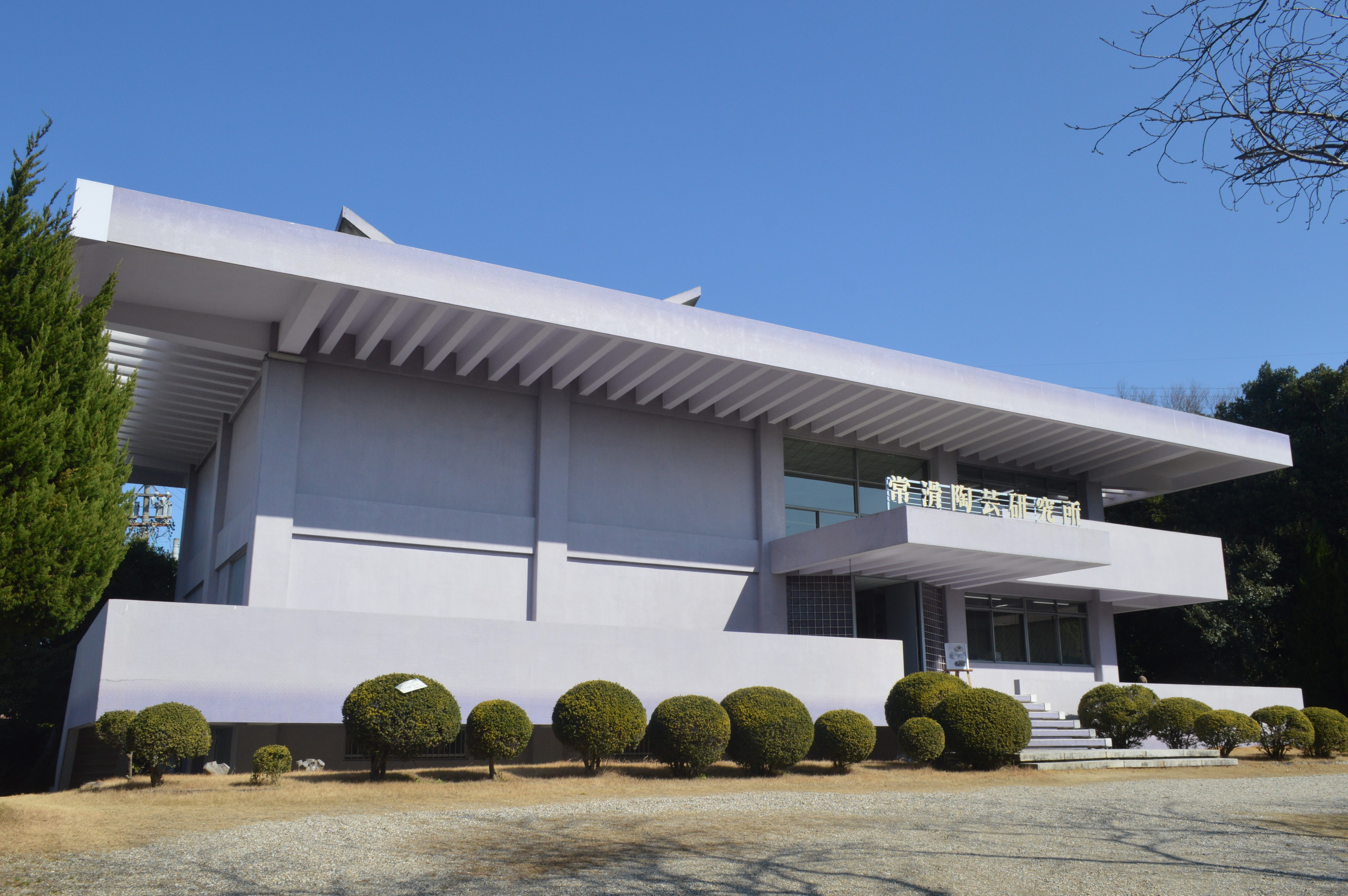
とこなめ陶の森陶芸研究所
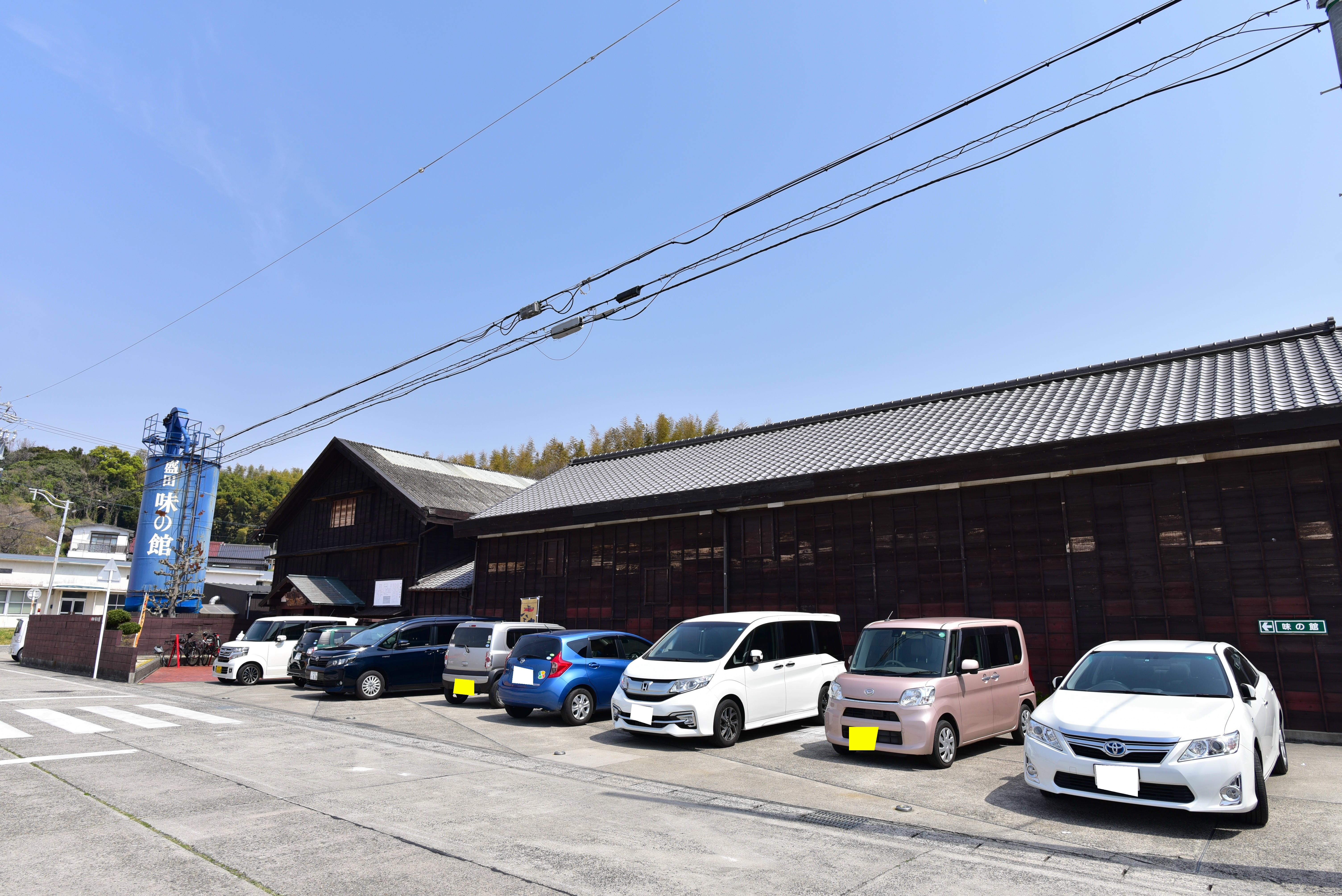
盛田味の館
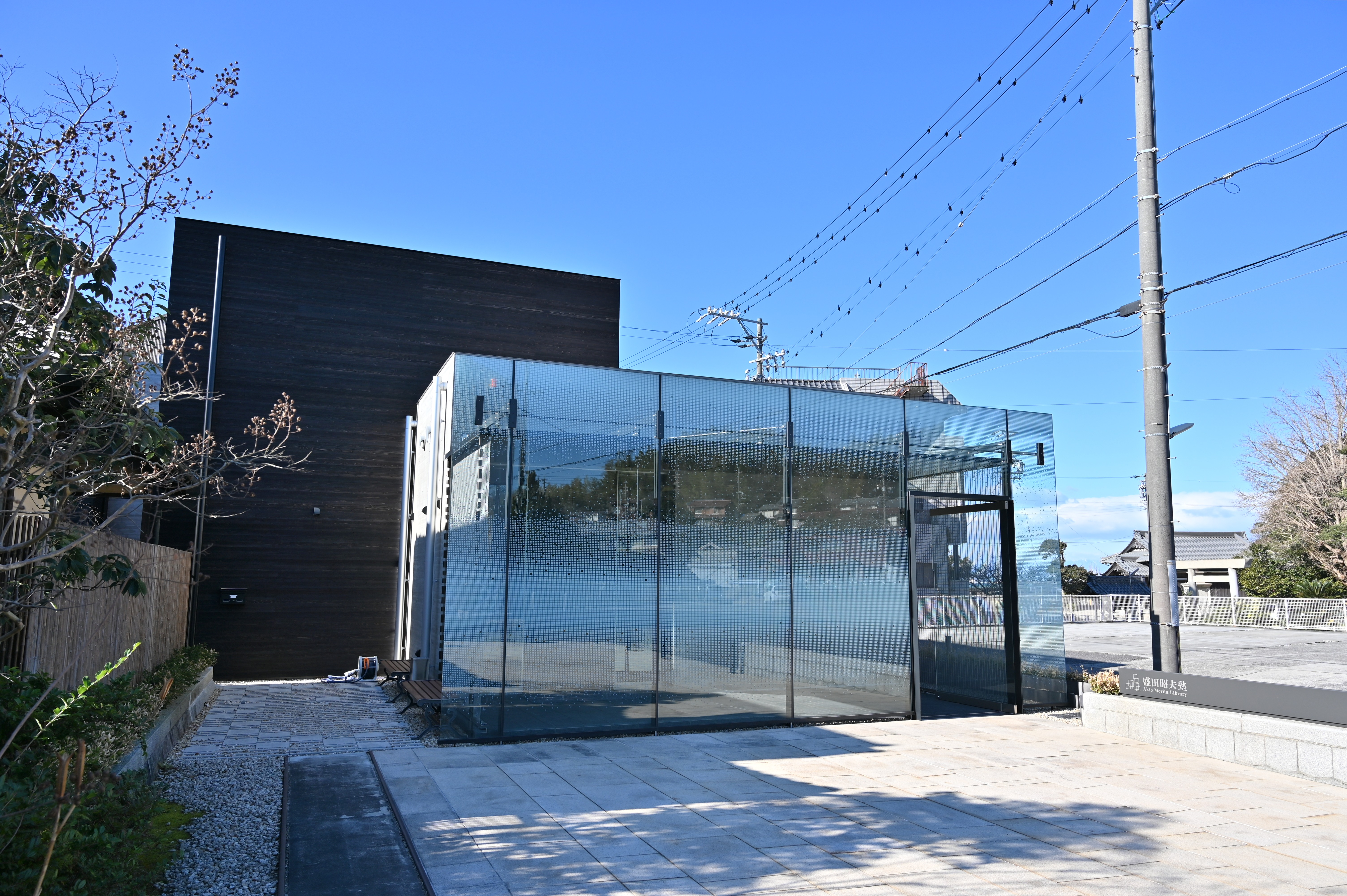
盛田昭夫塾
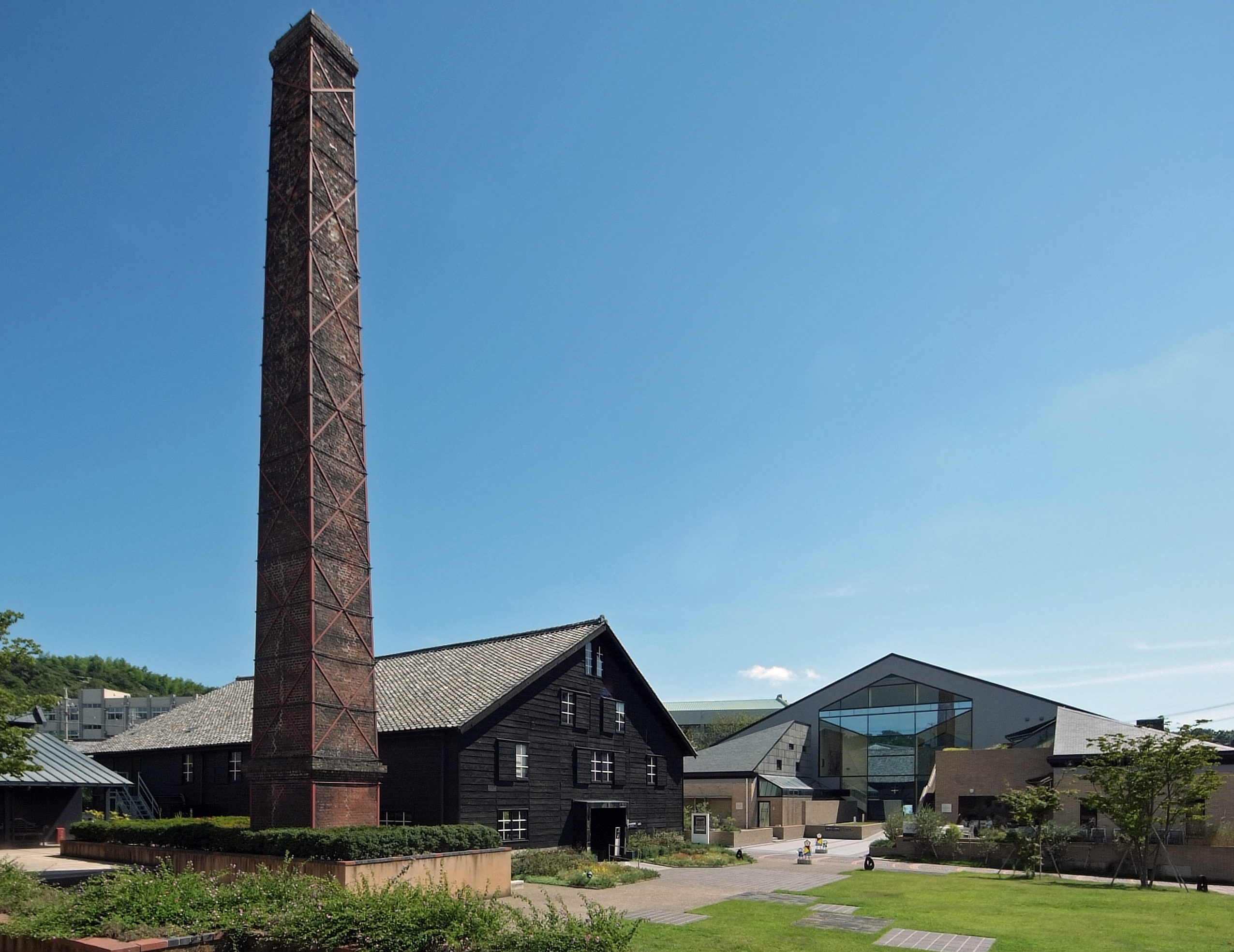
INAXライブミュージアム
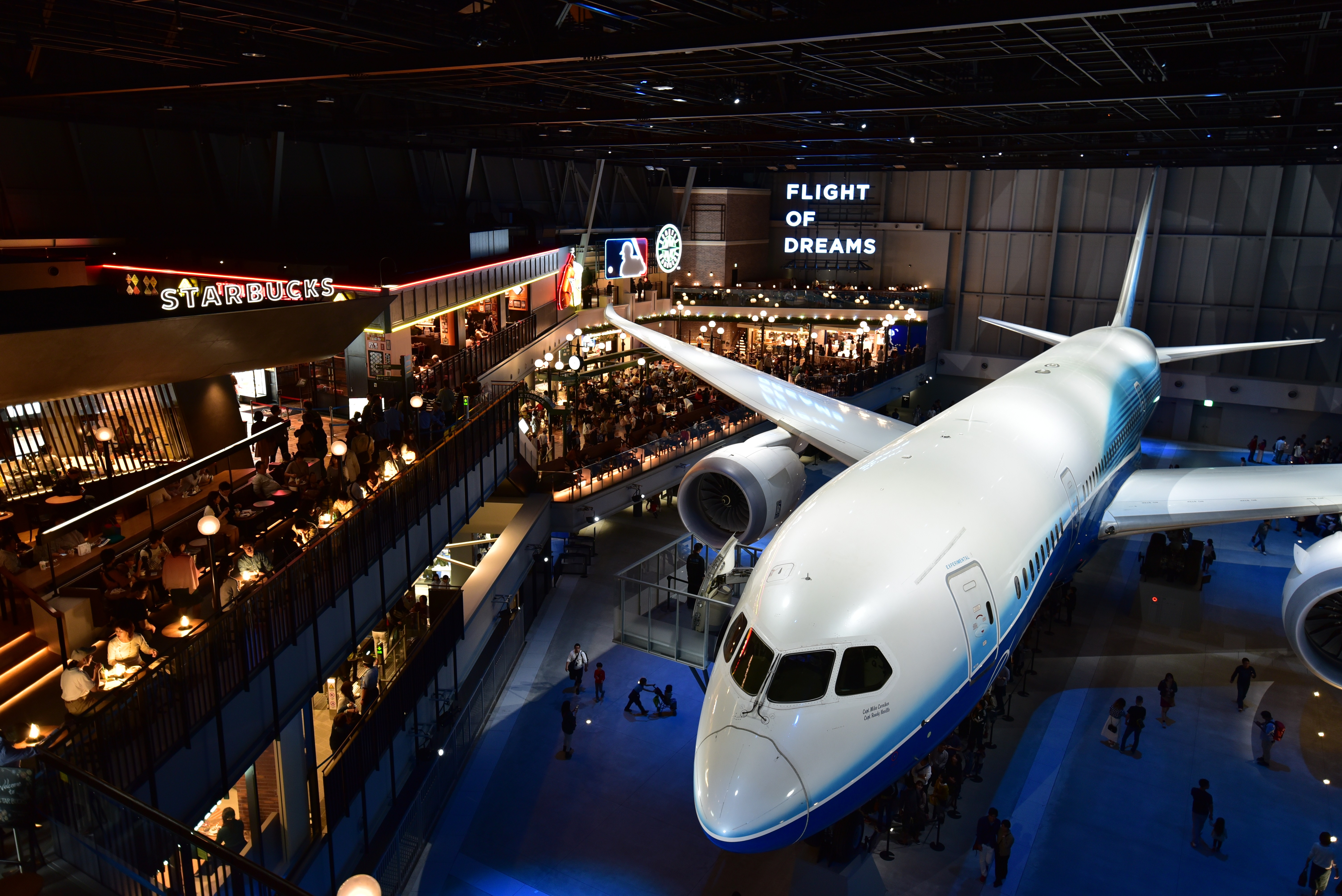
FLIGHT OF DREAMS

街並み
- とこなめ招き猫通り
- やきもの散歩道（登窯跡、土管坂、常滑市陶磁器会館など）
- 廻船問屋瀧田家（江戸時代に廻船問屋を営んだ旧家の復元公開）
  - デンデン坂
- とこなめ焼卸団地（セラモール）

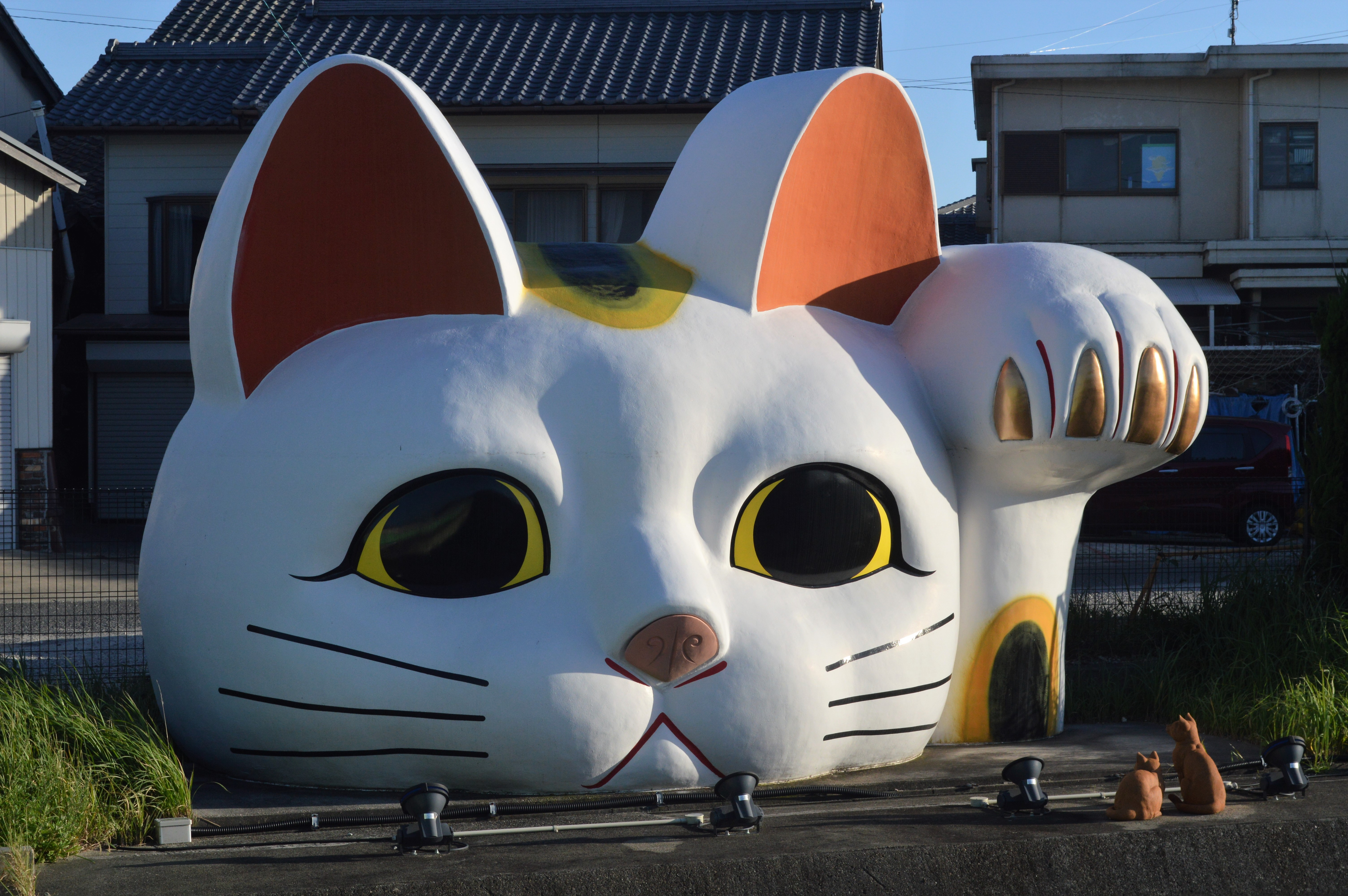
とこなめ招き猫通りを見下ろす「とこにゃん」
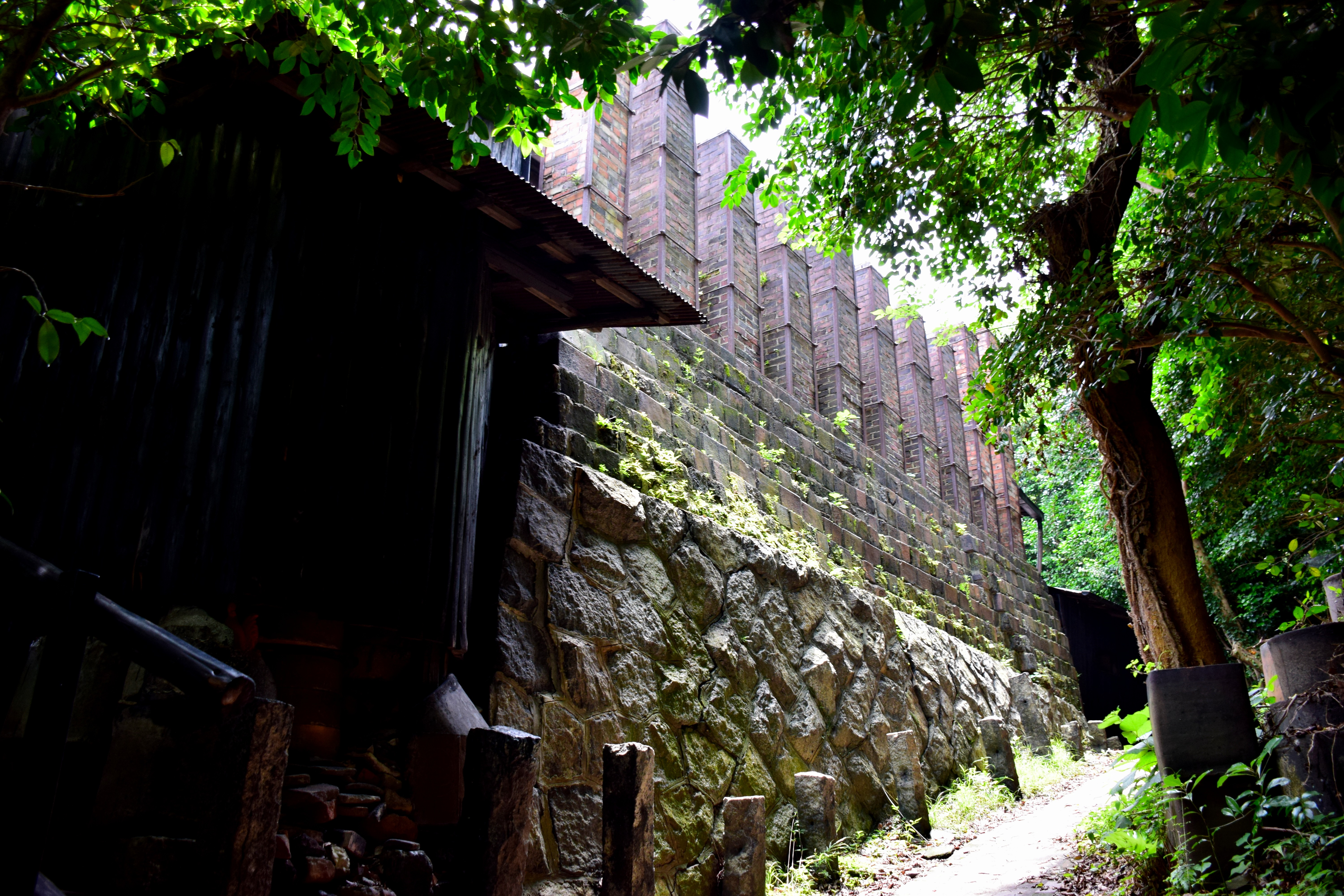
やきもの散歩道（陶栄窯）
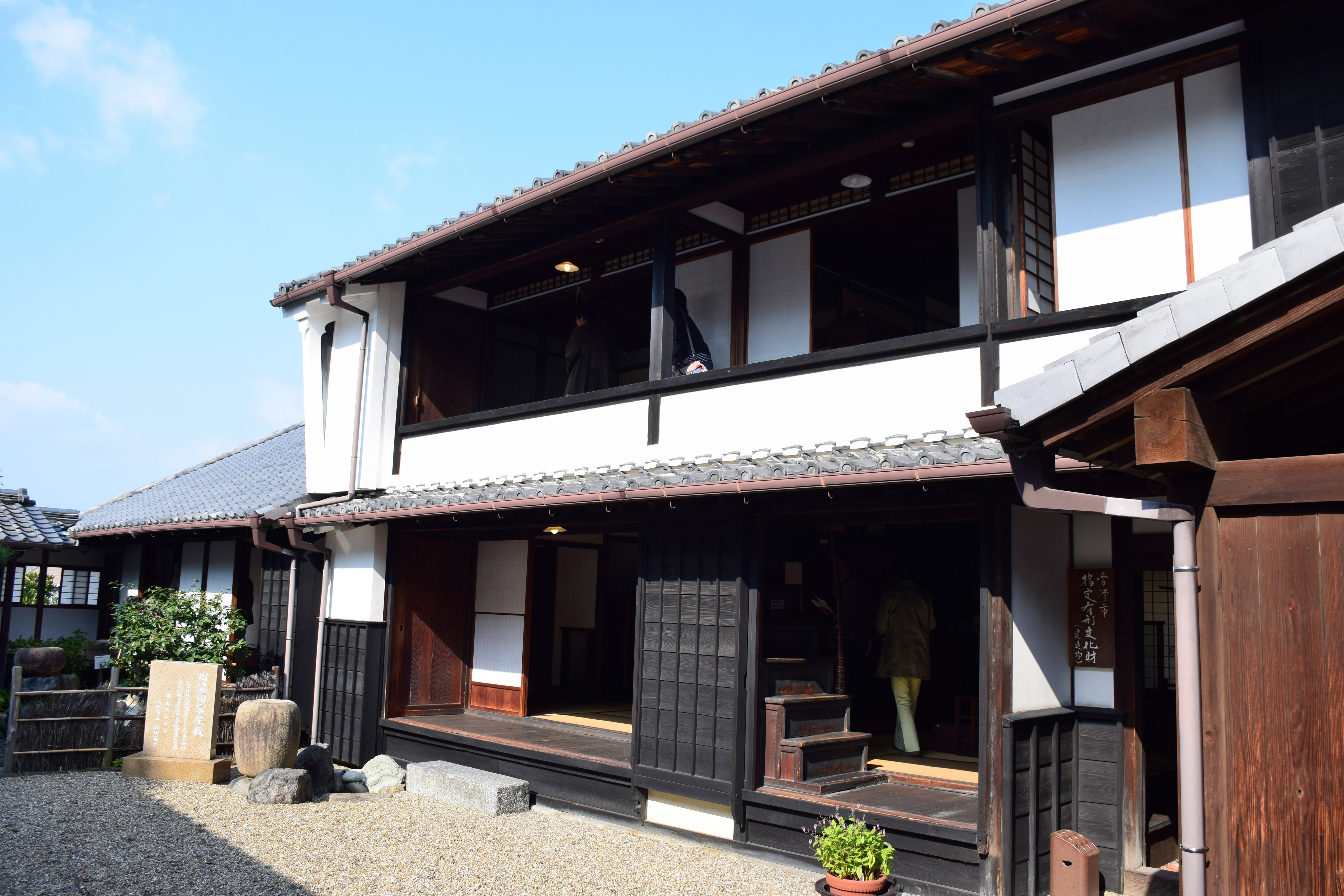
廻船問屋瀧田家
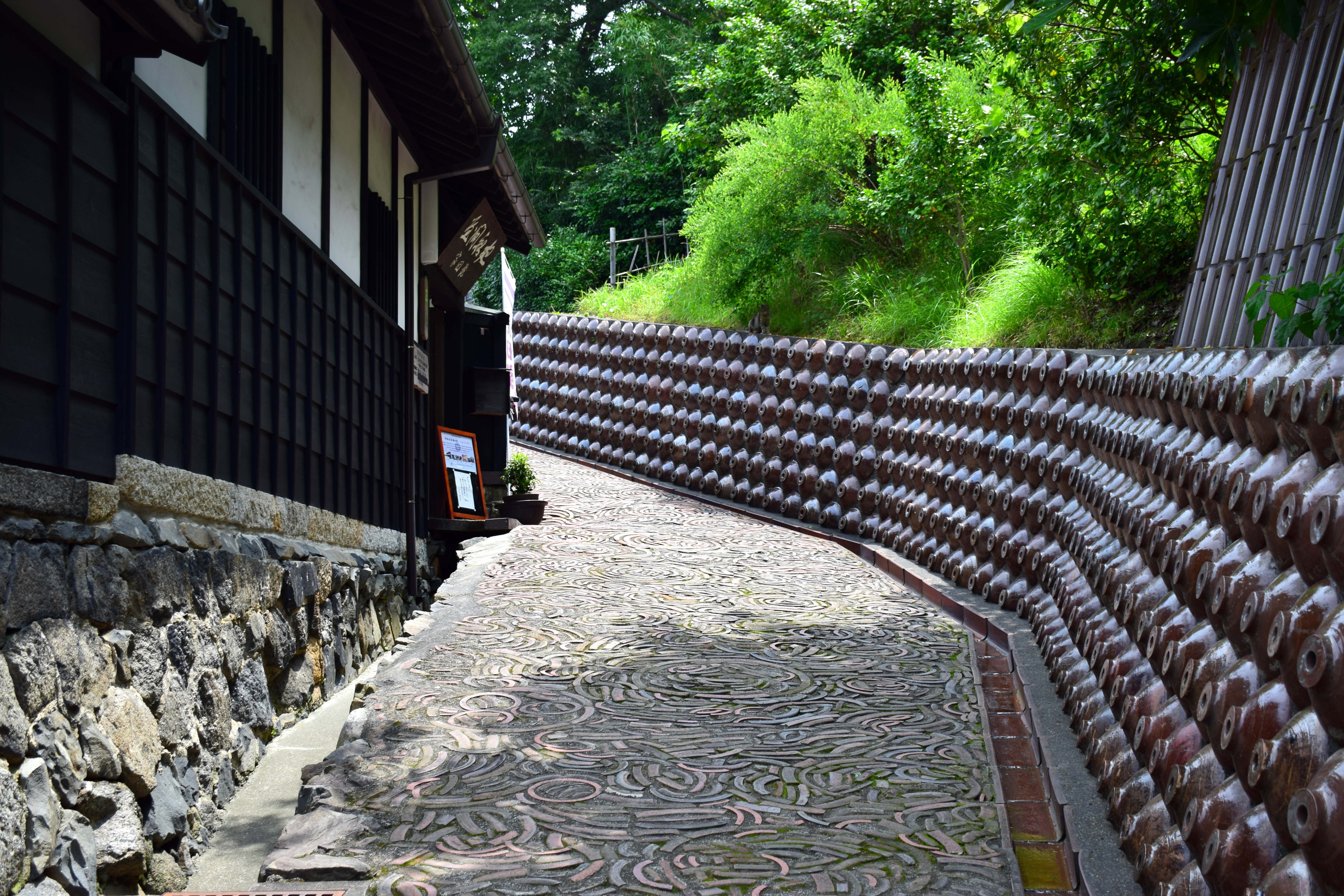
デンデン坂
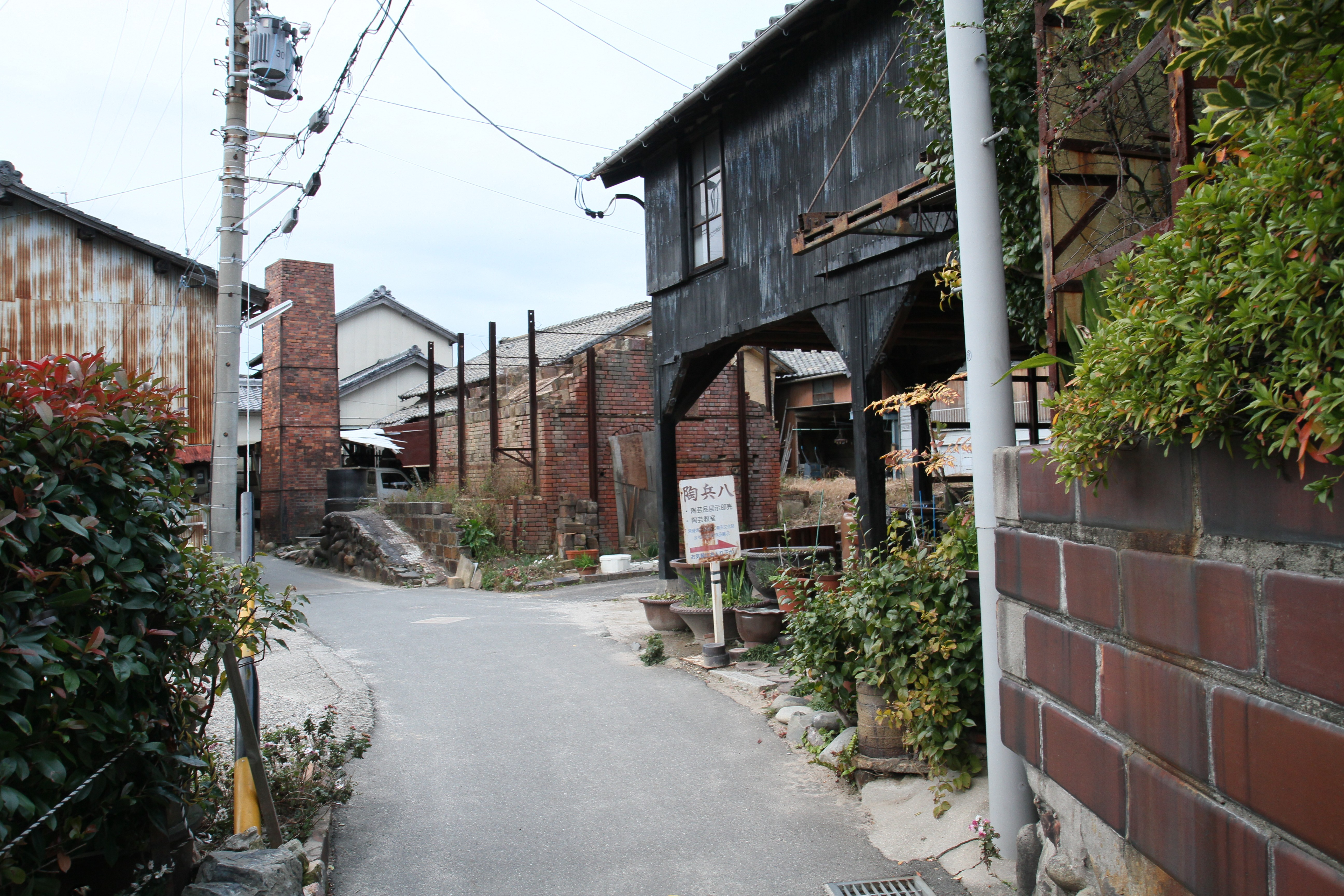
常滑の街並み
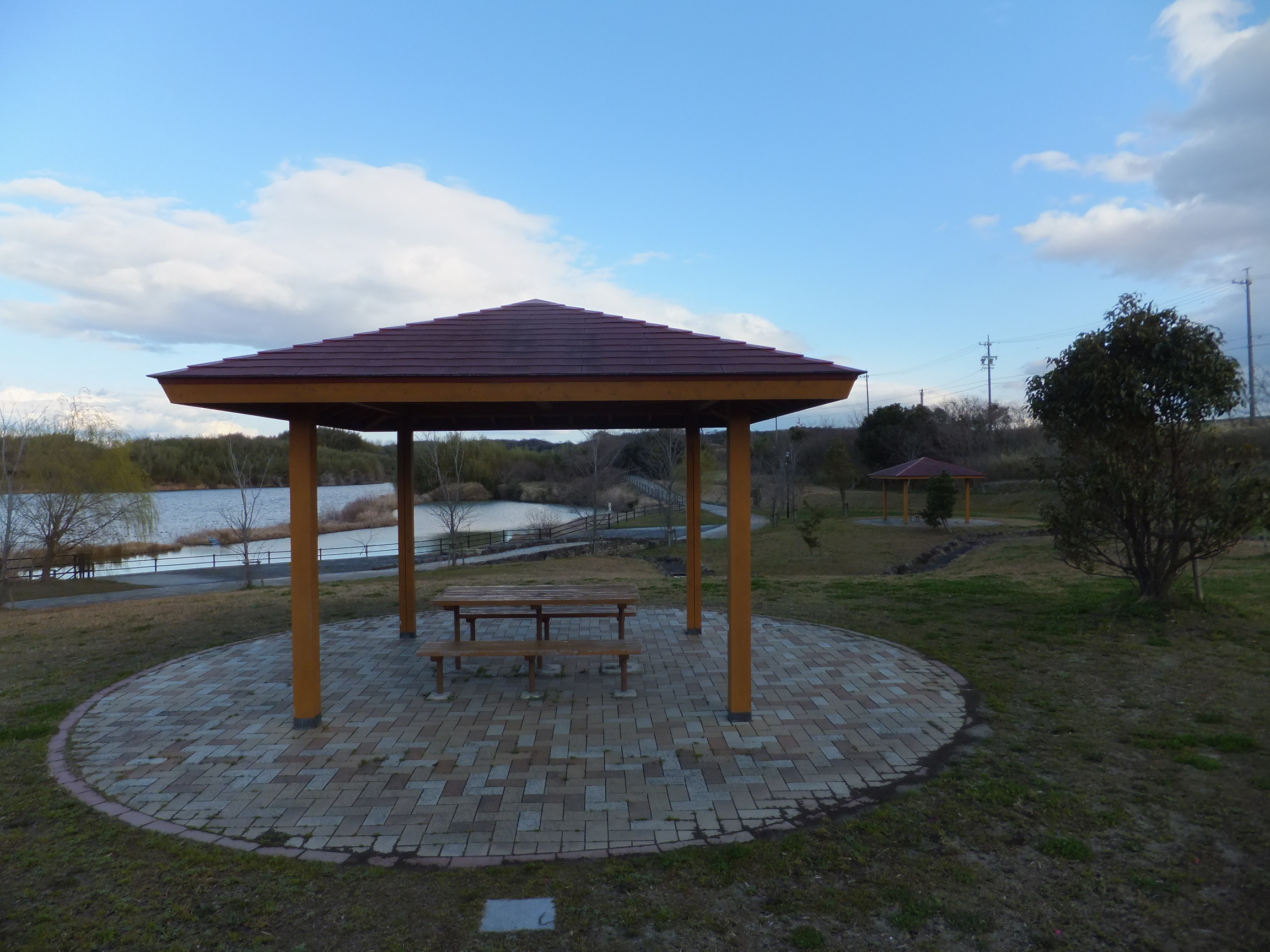
前山ダム公園 親水広場

## 文化

### 祭事・催事

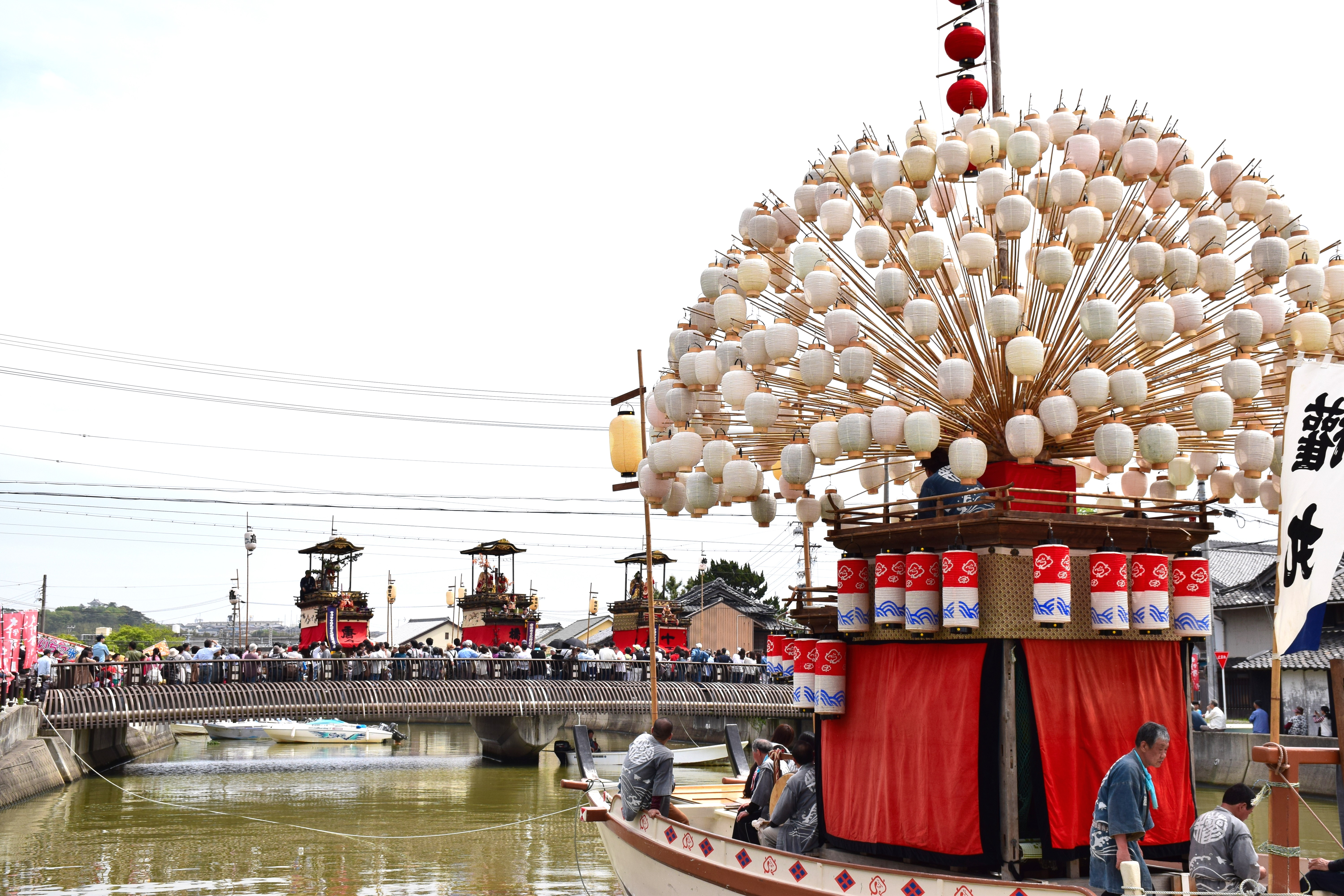
大野祭り

- 春の祭礼
春には合併以前の旧町村を受け継ぐ各地区で祭礼があり、知多地域の周辺市町と同様、町内ごとの山車が引き回される。開催日程は、3月第3週の苅屋地区を皮切りにゴールデンウィーク期間中である5月4日の大野・蒲池地区まで毎週となっている。
なお、当市の山車は知多型と名古屋型に分かれる。
- 苅屋地区祭礼(毎年3月第2週日曜日に開催)
- 坂井地区祭礼(毎年3月第3週土日曜日に開催)
- 大谷地区祭礼(毎年3月最終週土日曜日に開催)
- 小鈴谷地区祭礼(毎年3月最終週土日曜日に開催)
- 榎戸地区祭礼(毎年3月最終週土日曜日に開催)
- 広目地区祭礼(毎年3月最終週日曜日に開催)
- 石瀬地区祭礼(毎年3月最終週日曜日に開催)
- 宮山地区祭礼(毎年3月最終週日曜日に開催)
- 久米地区祭礼(毎年4月第1週土曜日に開催)
- 檜原地区祭礼(毎年4月第1週日曜日に開催)
- 西阿野地区祭礼(毎年4月第1週日曜日に開催)
- 多屋地区祭礼(毎年4月第1週土日曜日に開催)
- 矢田地区祭礼(毎年4月第2週土日曜日に開催)
- 常滑地区祭礼(毎年4月第2週土日曜日に開催)
- 古場地区祭礼(毎年4月第2週日曜日に開催)
- 西阿野地区祭礼(毎年4月第3週土日曜日に開催)
- 樽水地区祭礼(毎年4月第3週日曜日に開催)
- 前山地区祭礼(毎年4月第3週日曜日に開催)
- 小倉地区祭礼(毎年4月23に近い土日曜日に開催)
- 蒲池地区祭礼(毎年5月4日に開催)
- 大野地区祭礼(毎年5月3·4日に開催)
- 柴船権現まつり（毎年5月に開催）
- 矢田地区うんか送り·虫送り(毎年6月に開催)
- 瀬木天王祭（毎年7月第2週日曜日に開催）
- 中の宮天王まつり(毎年7月第3週日曜日に開催)
- 常滑焼まつり(毎年8月に開催)
- アイアンマン70.3セントレア常滑ジャパン（日本初のハーフアイアンマントライアスロン大会。2010年より開催。2013年にはコースを知多市、常滑市としてアイアンマン70.3セントレア知多・常滑ジャパンを開催）

### 名産品
名産として常滑焼や一口香（銘菓）がある。

### スポーツ
2011年には野球チームの通信教育総合学園ROOKIES（日本野球連盟）が設立された。

## PR

### 観光大使
2010年（平成22年）2月11日にはお笑いコンビのナインティナインの矢部浩之が「常滑親善大使」に就任した。「ナインティナインのオールナイトニッポン」でもコーナー化されている。

### 公式キャラクター
常滑市の公式キャラクターとして、招き猫をモチーフにした「トコタン」がある。2001年（平成13年）8月1日にボートレースとこなめのマスコットキャラクターとして生まれ、市制60周年を機会に平成26年度から市の公式キャラクターとなった。

## 出身関連著名人

### 実業家
- 石田退三 - 元トヨタ自動車社長
- 岩田弍夫 - 元東芝社長、常滑市名誉市民[20]
- 伊奈長三郎 - 伊奈製陶（INAXを経て、現在のLIXIL）創業者、初代常滑市長、常滑市名誉市民[20]
- 伊奈輝三 - 元INAX（現在のLIXIL）社長、元日本セラミックス協会会長
- 久田宗弘 - DCM Japan社長及びDCM Japanホールディングス社長
- 平岩外四 - 元東京電力社長、経団連会長、常滑市名誉市民[20]
- 盛田昭夫 - ソニー創業者、常滑市名誉市民[20]

### 文化人
- 鈴村興太郎 - 経済学者、一橋大学名誉教授、元日本経済学会会長
- 都築利夫 - 農業経済学者、元北海学園北見大学教授
- 谷川徹三 - 哲学者、評論家、谷川俊太郎の父、常滑市名誉市民[20]
- 片岡剛士 - エコノミスト、日本銀行政策委員会審議委員
- 桒山賀行 - 彫刻家
- 久田吉之助 - 陶工
- 山田常山（三代） - 陶芸家、人間国宝[21]
- 鯉江良二 - 陶芸家
- 井口峰幸 - 陶芸家、創土会（陶芸団体）代表、千葉県指定伝統的工芸品大多喜焼 窯元※出生地は千葉県八街市

### 政治家
- 久田慶三 - 第三代常滑市長、常滑市名誉市民[20]
- 片岡憲彦 - 第七代常滑市長
- 伊藤辰矢 - 第八代常滑市長

### スポーツ選手
- 大庭雅 - フィギュアスケート選手
- 丸山泰資 - 元プロ野球選手（中日ドラゴンズ）
- 村上睦子 - 元バスケットボール選手、アトランタオリンピック日本代表
- 池田浩二 - 競艇選手
- 後藤達俊 - プロレスラー
- 伊藤由里子 - プロエアロビック選手

### 芸能人
- 渡辺哲 - 俳優
- 山田昌 - 俳優
- 中野良子 - 俳優
- ザ・ピーナッツ（伊藤エミ・伊藤ユミ） - 元歌手
- TOKONA-X - ラッパー
- 谷川友梨 - お笑いタレント

### マスコミ
- 森下桂吉 - テレビ朝日アナウンサー
- 大竹敏之 - フリーライター

### その他
- 大政 - 侠客、大野湊出身
- 森下信衛 - 軍人、戦艦「大和」第五代艦長
- 成澤由浩 - シェフ

## 常滑市を舞台とした作品

### テレビドラマ
- 嵐の涙〜私たちに明日はある〜（2016年2月 - 3月、東海テレビ/フジテレビ系）
- 愛知発地域ドラマ『黄色い煉瓦〜フランク・ロイド・ライトを騙した男〜』（2019年11月27日、NHK BSプレミアム）

### 劇場アニメ
- 泣きたい私は猫をかぶる（2020年）